# Ciutadella del tron de Suceava

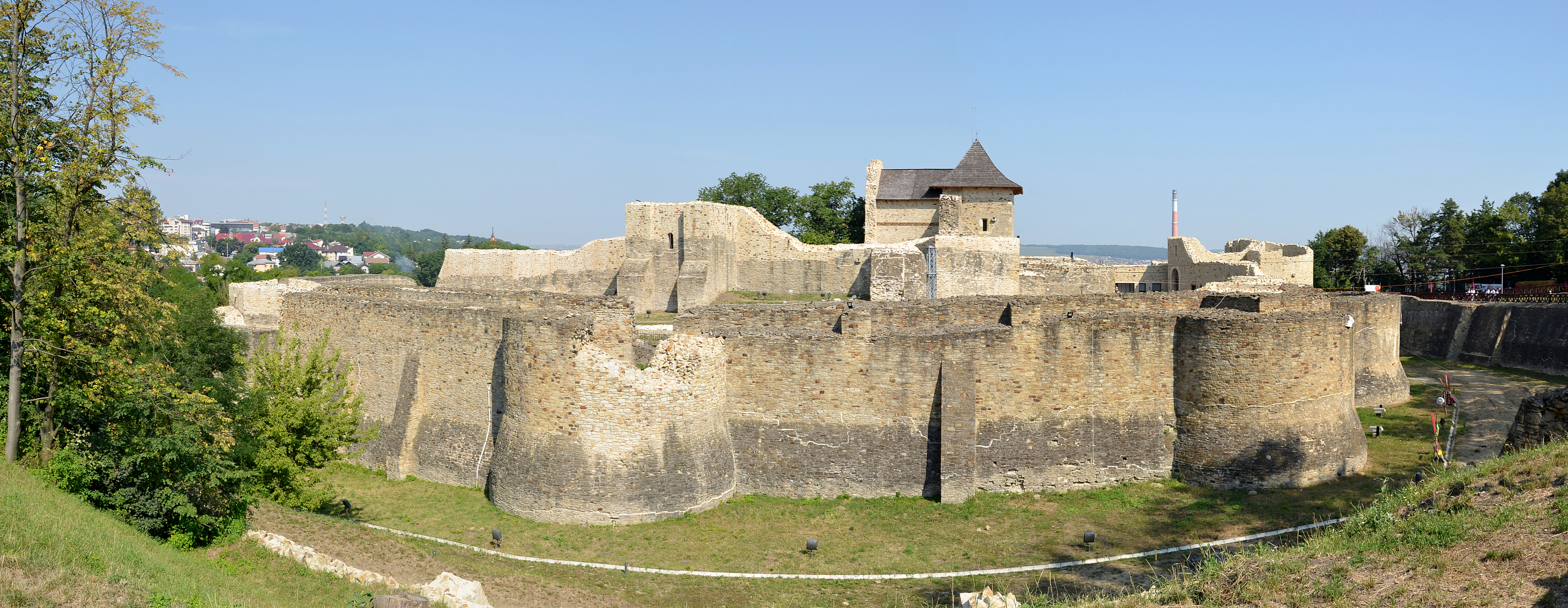
Fortalesa del tron de Suceava: vista panoràmica (2016)

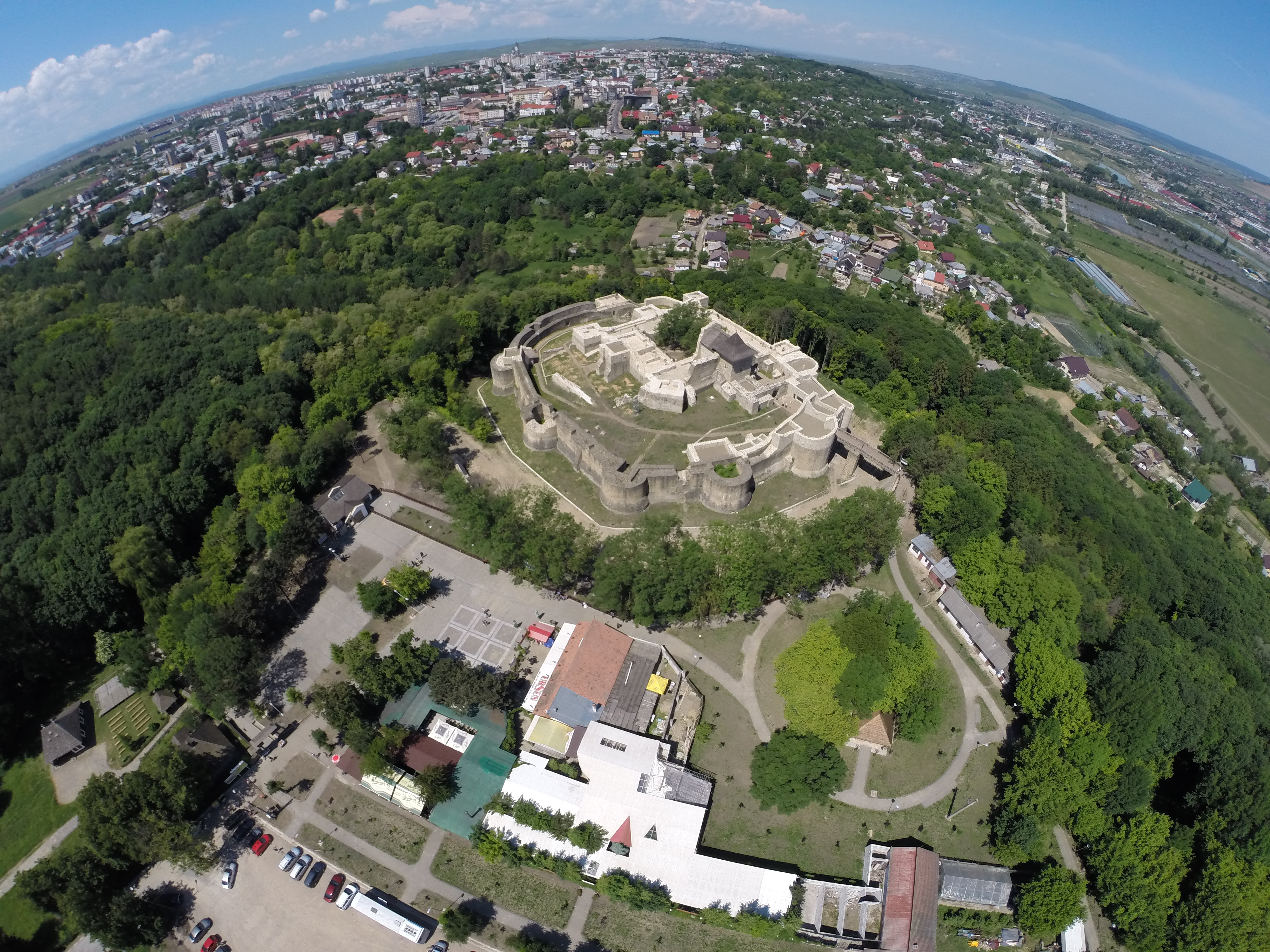
Fortalesa del tron de Suceava: vista aèria (2015)

La Ciutadella del tron de Suceava, també coneguda com la fortalesa de Suceava, és una fortalesa medieval situada a la vora est de la ciutat de Suceava (al nord-est de Romania). Es troba en un esperó terminal d'un altiplà a una alçada de 70 m del prat de Suceava. Des d'aquí es pot veure tota la vall de Suceava.
Es prefereix utilitzar el terme de Ciutadella de Suceava i no de Ciutadella de Suceava, perquè a Suceava hi havia dues fortaleses: la Ciutadella de la Càtedra i la Ciutadella de l'Oest (Ciutadella de Șcheia), totes dues construïdes pel voivoda Petru I Mușat (c. 1375 - c. 1391).
La ciutat de Suceava formava part del sistema de fortificacions construït a Moldàvia a finals del segle xiv, quan va aparèixer el perill otomà. El sistema de fortificacions medievals incloïa assentaments fortificats (patis reials, monestirs d'alta muralla i fortaleses d'importància estratègica) amb finalitats de defensa, fortificats amb murs de pedra, onades de terra o séquies profundes.
La fortalesa es va construir a finals del segle xiv per Petru I Mușat, fou fortificada al segle xv per Esteve III el Gran i destruïda al segle XVII (1675) per Dumitrașcu Cantacuzino. Actualment, la fortalesa de Suceava es troba en ruïnes.
La Ciutadella de Suceava és a la llista de monuments històrics del comtat de Suceava des del 2015, amb el codi de classificació SV-II-aA-05449 i consisteix en els següents 4 objectius:
- Fort Musatí: data del segle. XIV i té el codi SV-II-mA-05449.01
- Tanc exterior: data de 1476-1478 i té el codi SV-II-mA-05449.02
- Rasa de defensa: data de finals del segle. XV i té el codi SV-II-mA-05449.03
- Mur de contraescarpa: data de la segona meitat del segle. XV i té el codi SV-II-mA-05449.04

També cal comptar-hi un jaciment arqueològic, la Meseta davant la Fortalesa, que es troba al "Câmpul Șanțurilor", a l'extrem oriental de la ciutat i als vessants nord del turó i data de l'època medieval (XIV-XVII). Aquest jaciment arqueològic té el codi de classificació SV-I-s-A-05390.

## Històric

### La construcció feta per en Petru I Mușat

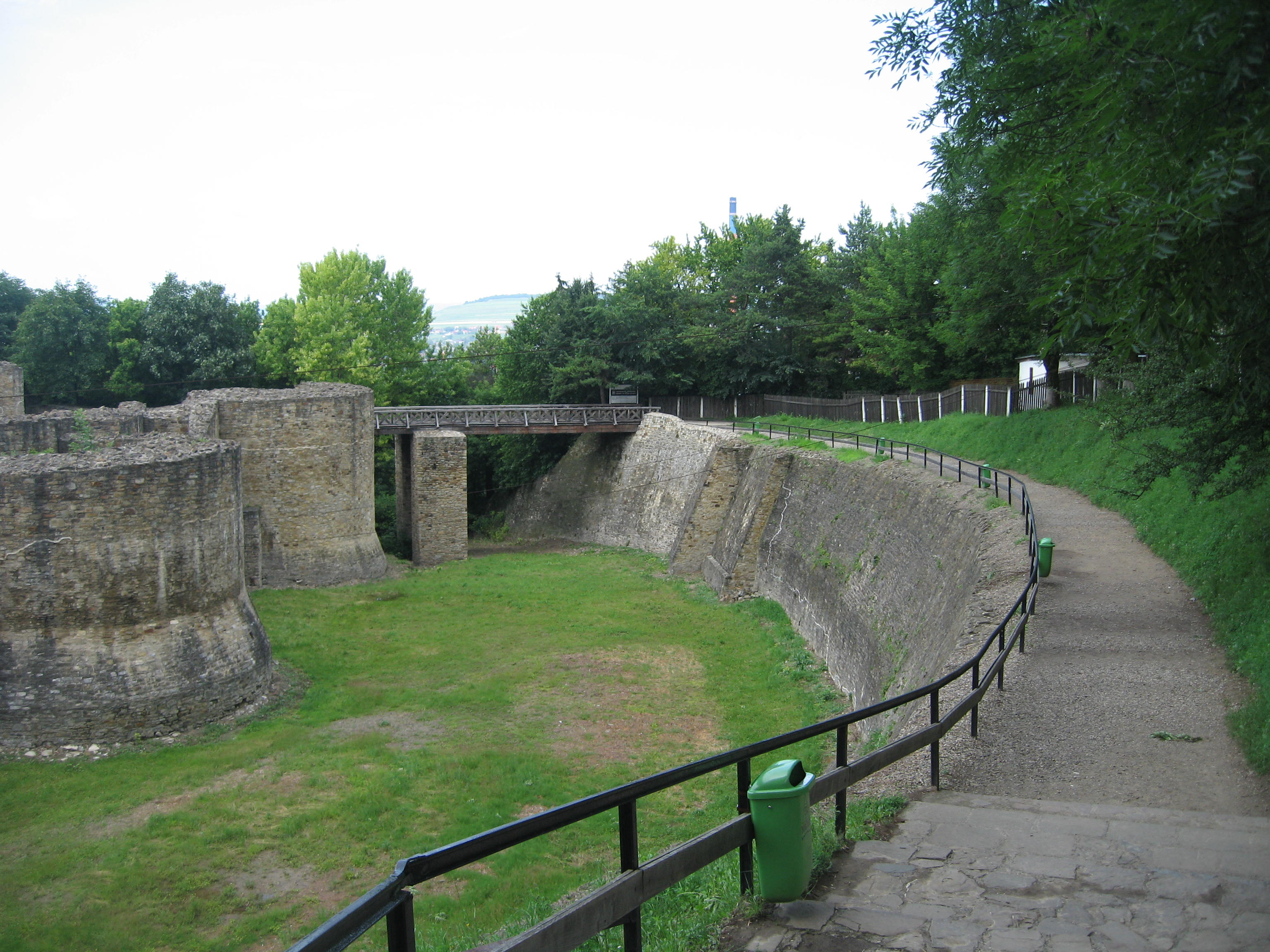
La carretera d'accés a la fortalesa. Les parets de la séquia estan sostingudes per un contraescarpament.

El 1388, el voivoda Petru I Mușat (1375-1391) va traslladar la capital del Principat de Moldàvia de la ciutat de Siret a la ciutat de Suceava. El voivoda estava casat amb la germana del rei de Polònia, Ladislau II Jagelló (1386-1434).
La ciutadella de Suceava (u gorodea Soceavea) s'esmenta per primera vegada en un document del 10 de febrer de 1388 del voivoda moldau Pere I, que tracta sobre el préstec (3.000 rubles de plata francesa) sol·licitades pel rei de Polònia, que va oferir com a garantia de devolució de diners a la província de Pocuția. El document acaba amb el text "... I el llibre va ser escrit a la Ciutadella de Suceava, el dilluns, la primera setmana de Quaresma sota el nostre segell, l'any del naixement del Senyor 1388". La fortalesa també és esmentada en d'altres documents moldaus de 1393 i 1395.
Com a resultat de la investigació arqueològica realitzada aquí a la segona meitat del segle xx, s'han identificat diverses etapes de construcció de la fortalesa. No s'han identificat fortificacions anteriors, cosa que va donar lloc a la primera construcció fortificada que data del regnat de Petru I Mușat. Les investigacions arqueològiques han determinat que aquí hi havia un grup de boscos que van ser netejats amb incendis per tal d'aixecar l'edifici. La datació de la construcció s'atribueix al descobriment de diverses dotzenes de monedes de plata (totes emeses per la fàbrica del voivoda Petru I Mușat) al nivell més antic de la fortalesa.
Petru I Mușat va fer construir un castell fortificat a Suceava per donar-li ús de residència del voivodat. El castell tenia la forma d'un quadrangle regular, amb costats oposats d'igual longitud (els costats est i oest eren de 40 m., i el sud i el nord de 36 m.). A l'exterior, a cada cantó de la fortalesa, però també al centre de cada costat, hi havia torres de defensa quadrades (baluards) amb un costat de 4 m.
Les parets feien uns 2 m. de gruix, estaven construïdes amb pedra sense forma, entre les pedres hi havia un farciment de pedra connectat amb morter, en el qual es col·locaven més pedra i maó triturat. A la taula de maçoneria també s'utilitzaven bigues de maçoneria de roure per evitar esquerdes a les parets després d'assentar-se. Al costat est, a una distància d'uns 4 m. de les parets, es va excavar una rasa de defensa amb una profunditat variable, d'uns 10 m..

S'accedeix al castell per una porta semicircular (d'un radi d'1,5 m) ubicada al costat sud. El castell tenia un gran pati interior al centre. Dins de la fortalesa, al costat est, hi havia la sala de guàrdia. Al llarg de les parets es van excavar amplis cellers amb volta, sobre els quals hi havia diverses habitacions: la sala del governant, la de la senyora, el bany reial, la botiga d'aliments, una capella i fins i tot una presó.
Per protegir l'entrada a la fortalesa del perill d'atacar la fortalesa amb artilleria, el príncep Alexandre el Bo (1400-1432) va desenvolupar el sistema de defensa de la fortalesa. Va construir una muralla al sud paral·lela a la muralla de la ciutat, per tal de poder protegir l'entrada a la fortalesa. També va pavimentar el pati interior i les vies d'accés a la fortalesa.

### L'època d'Esteve el Gran

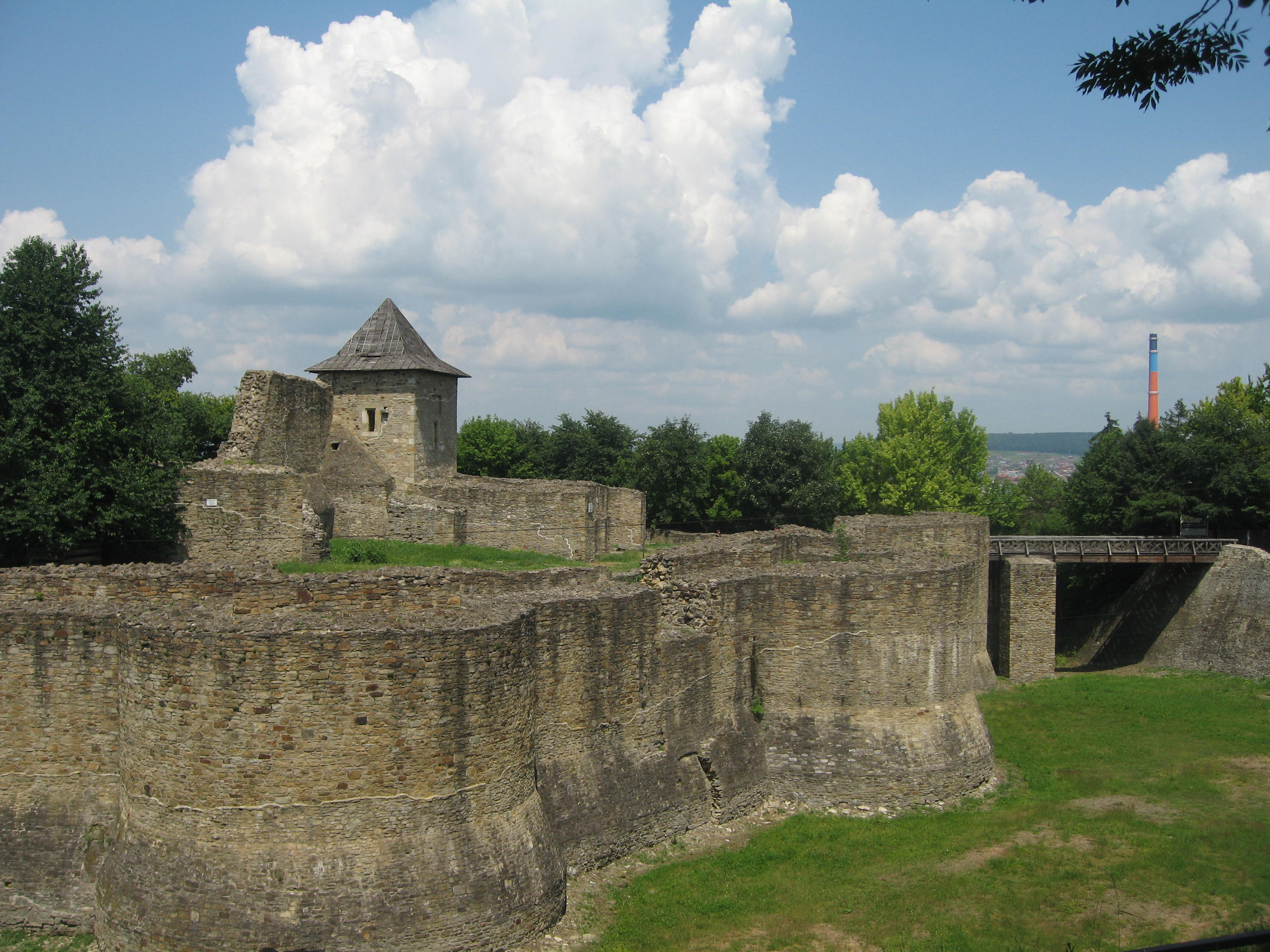
Fortalesa de Suceava vista des de l'altiplà. La torre de peu allotjava la capella.

El voivoda Esteve III de Moldàvia (1457-1504) va entendre millor les necessitats de construir edificis fortificats per protegir el Principat de Moldàvia dels atacs de turcs, tàtars, hongaresos o polonesos. Va fer construir els primers monestirs fortificats a Moldàvia i va reforçar les fortaleses existents. Tenint en compte que la fortalesa de Suceava no era prou forta per suportar els atacs dels enemics de Moldàvia, va construir un mur de tancament que envoltava el fort musatinà, com un anell.
En la construcció del mur del recinte s'hi poden distingir dues etapes. En la primera etapa, abans de 1476, es va construir un mur de tancament amb una amplada d'1,5 m, aproximadament a 20-25 m de la muralla del fort Musatí, reforçat amb tres torres quadrades (a l'angle nord-oest, sud, i sud-est), que envoltava els costats oest, sud i est de la primera fortificació; el costat nord era al cim d'un turó, i les parets d'aquest costat ja estaven a la vora del turó. El mur del tancament comptava amb una alçada de 15 m des del fons de la rasa de defensa, i estava proveït de merlets (forats de tir) col·locats a la part inferior.
Una muralla connectava el bastió sud-oest del fort musatinà amb el bastió situat a l'angle sud-oest del mur del recinte construït per Esteve el Gran. Per tal d'evitar l'esfondrament de la paret de la rasa de defensa del costat est, es va construir un contra espadat (un mur de pedra amb un paper de suport).
L'estiu de 1476, la Ciutadella de Suceava va ser assetjada per les tropes turques, dirigides pel sultà Mehmet II, i va ser danyada. Segons el cronista polonès Jan Długosz, els soldats de la fortalesa, dirigits per l'Hatmanul Șendrea, es van defensar heroicament i els exèrcits otomans es van veure obligats a retirar-se. Aquest setge va demostrar la vulnerabilitat dels murs del recinte i de les torres quadrades davant del foc d'artilleria amb boles de canó de ferro.
Com a resultat de què es va trobar, comença la segona etapa de construcció de la fortalesa des de l'època d'Esteve el Gran. Per tal de reforçar encara més la fortalesa, el governant va ordenar afegir al primer mur de tancament una segona muralla, de 2 m. de gruix, que s'unia al costat nord amb la muralla de la fortificació de Petru Mușat. El nou mur de tancament d'un gruix apreciable (almenys 3,5 metres) estava proveït de set bastions semicirculars: un als costats nord-oest, sud-oest, sud, sud-est i nord-est i dos al costat est. Els tres baluards quadrats de la primera etapa es van mantenir i es van doblar amb parets semicirculars.
El setembre de 1477 es va erigir un rètol amb l'escut de Moldàvia per commemorar els treballs de restauració realitzats després del setge de 1476. Es van trobar fragments de la inscripció amb motiu de les obres de restauració del 1971.
La rasa de defensa es va eixamplar i es va estendre pels costats sud i oest.
L'entrada a la fortalesa es va traslladar al costat nord-est, on es va construir un pont amb una part fixa i una part mòbil, suspesos sobre dos pilars, sobre la rasa excavada gairebé un segle abans. Un cop passat el pont, els visitants no convidats trobaven amb una trampa on podien perdre la vida. Després del parany, es van construir dues sales de guàrdia a banda i banda de l'entrada.
Així mateix, a l'interior de la fortalesa, també durant l'època d'Esteve el Gran, es van desenvolupar els edificis de planta baixa i primer pis que daten de l'era anterior. A la banda est del fort de tres pisos hi havia les habitacions per al voivoda i la seva família, quan vivien a la fortalesa. El terra de les habitacions era de maons vidrats i les parets i els fogons estaven coberts de terracota.
Al costat est, prop del bastió, es va construir una estança per ser un polvorí (un dipòsit de pólvora). A l'altiplà, a 1 km de la fortalesa, es van construir fortificacions de defensa, formades per grans fosses i cunetes que es van anar anivellant amb el pas del temps.
La fortalesa fou assetjada de nou el 1485 pels exèrcits otomans, després entre el 26 de setembre i el 19 d'octubre de 1497 pels exèrcits polonesos dirigits pel rei Joan Albert. Cap dels atacs va aconseguir conduir a la rendició de la fortalesa.
Durant el regnat d'Esteve el Gran, la Ciutadella de Suceava va ser defensada per una forta guarnició, dirigida per pârcălabi (governants reials). Al començament del regnat de Ștefan, s'esmenten els feligresos Iliaș i Ponici. A partir de la segona meitat del segle xv, els contramestres van rebre el nom de traginers de Suceava. Durant el setge de 1476, el porter de Suceava era Șendrea, el cunyat de Ștefan cel Mare, seguit de Luca Arbore.

### La decadència de la fortalesa i la seva destrucció

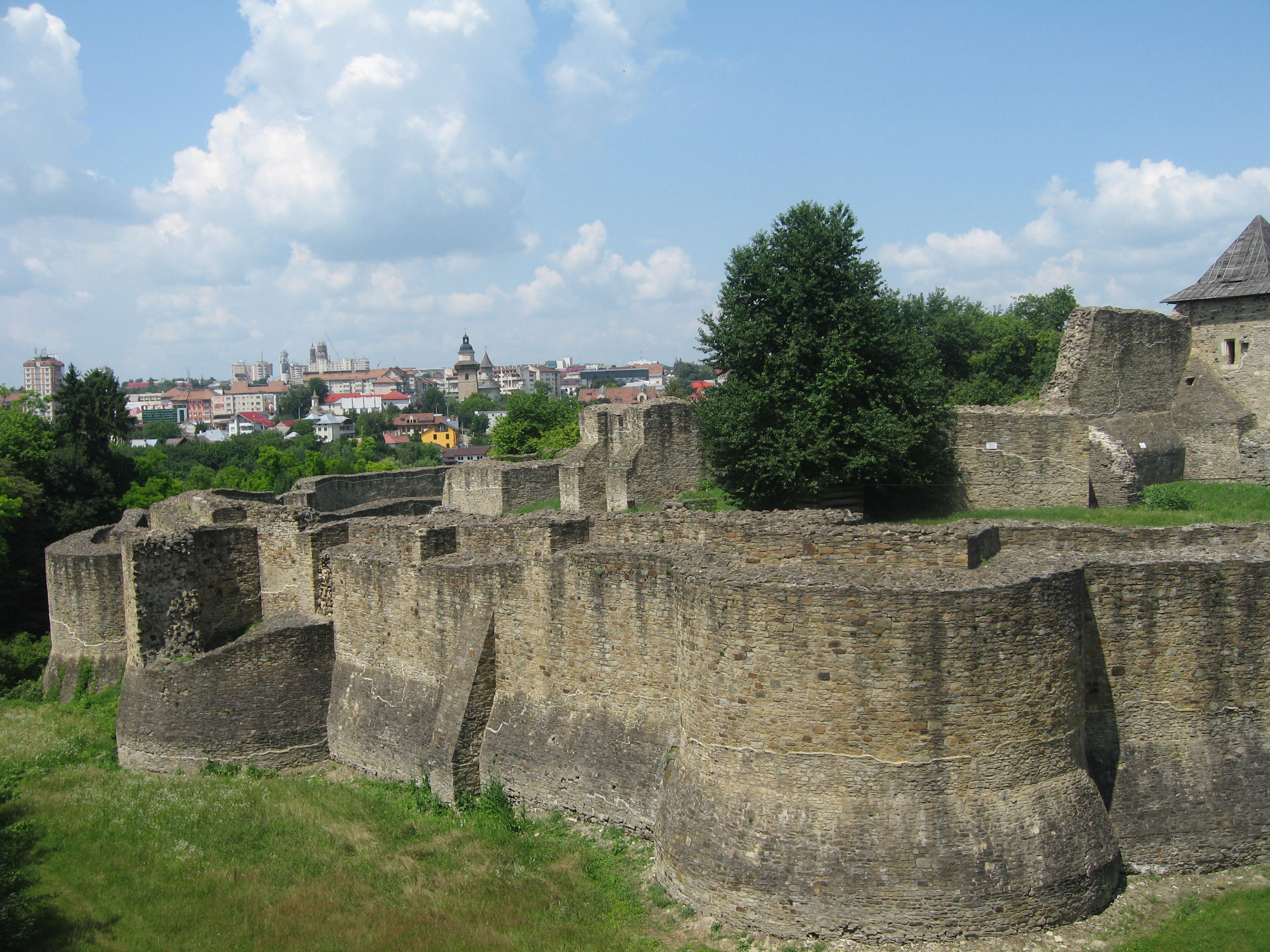
Fortalesa de Suceava vista des de l'altiplà. Situada sobre un esperó de turó, la fortalesa també es va veure afectada per esllavissades.
La imatge mostra tres baluards parcialment reconstruïts, la franja blanca indica el nivell de les ruïnes a mitjan. A la distància es pot veure la torre de l'església de Sant Dumitru, construïda per Alexandru Lăpușneanu i amb 40 m d'alçada.

Els successors de Ștefan cel Mare, Bogdan III (1504-1517) i Ștefăniță Vodă (1517-1527) van realitzar algunes petites obres de restauració de la fortalesa, a la muralla del recinte i a l'interior del fort.
El 1538, l'exèrcit otomà (amb 150.000-200.000 soldats, segons algunes fonts) dirigit pel mateix sultà Soliman el Magnífic va envair Moldàvia amb la intenció d'ocupar-la. Al mateix temps, els tàtars de Crimea ataquen la frontera oriental, mentre que els exèrcits de Valàquia i Hongria ataquen des de l'oest. De camí a Suceava, els otomans es beneficien del suport d'alguns boyards moldaus, insatisfets amb la política autoritària del príncep Petru Rareș (1527-1538, 1541-1546). Reunits a la Cort Reial de Bădeuți, els traïdors boyards, dirigits per l'hetman Mihu i el logòpata Gavril Trotușan (fundador de l'església del "Diumenge de Tots Sants" de Părhăuți - 1522), van decidir lliurar la fortalesa del sultà al sultà.
Petru Rareș va fugir cap a Transsilvània, a la fortalesa del Ciceu, que li pertanyia com a feu, i el 14 de setembre de 1538 Solimà el Magnífic va entrar a la fortalesa amb una gran processó i sense trobar resistència. El soldà nomena senyor a Ștefan Lăcustă (1538-1540), nebot de Ștefan cel Mare, i durant uns dies, els turcs i els tàrtars saquegen cruelment Moldàvia. Com va assenyalar l'historiador Chronicle, el seu "exèrcit bàrbar va fer una guerra salvatge amb Moldovlahia, saquejant cases i alegrant-se amb la presa. Llavors la bella ciutat de Suceava es va sotmetre als turcs i com a núvia adornada, com una carretilla, la van avergonyir... Els turcs es van apoderar de la riquesa dels senyors. D'allà va tornar com a gran vencedor, aquell arrogant governant dels turcs i va anar a la fortalesa reial, deixant a un tal Esteve com a senyor del regnat".
El 1540, els boiars moldaus van assassinar Ștefan Lăcustă en un mirador de la fortalesa, mentre d ormia. El príncep Despot Vodă (1561-1563) també va establir la seva residència a Suceava. La fortalesa fou assetjada de nou el 1563, durant tres mesos, per l'hetman Ștefan Tomșa, i els mercenaris hongaresos que la defensaren van lliurar la fortalesa a l'exèrcit de Tomșa. El setge de 1563 va causar greus perjudicis a la fortalesa.
A petició dels turcs que l'havien portat al tron durant el seu segon regnat, el príncep Alexandru Lăpușneanu (1552-1561, 1564-1568) va traslladar la capitalitat de Suceava, una ciutat fortificada situada al nord de Moldàvia, a Iaşi, a una ciutat sense fortificacions. Es va veure obligat a enderrocar totes les ciutats, de manera que el país no podia defensar-se. A excepció de Hotin, va calar foc a totes les ciutats. Segons el cronista Grigore Ureche, "seguint la paraula del rei, van omplir les ciutats de fusta i les van cremar i cremar".
A finals del segle xvi, la fortalesa de Suceava es va convertir en la residència dels governants Aron Vodă (1592-1595), Ștefan Răzvan (1595) i Ieremia Movilă (1595-1606), que es van aixecar per lluitar contra l'Imperi Otomà. El 1596, les muralles de l'antiga fortalesa estan fortificades per Ieremia Movilă, com ho testimonia un fragment de maó descobert a la fortalesa i inscrit.
El maig de 1600, Mihai Viteazul va emprendre una campanya militar a Moldàvia. Després que els seus exèrcits travessessin el riu Trotuș el 4 de maig de 1600 i ocupessin Bacău el 10 de maig, els exèrcits valacs i transsilvans es van dirigir a Suceava i, el 16 de maig, els defensors de la fortalesa de Suceava van obrir les portes i es van rendir sense lluita. Un dels capitans de Mihai Viteazul, Ioan Kapturi, va ser nomenat el nou capatàs de la fortalesa. El 29 de maig de 1600 va jurar fidelitat al nou governant. Mihai Viteazul va deixar una guarnició a la fortalesa.
Les tropes poloneses i cosacs dirigides per Jan Zamoyski i Stanislaw Zolkiewski i amb una força d'uns 24.000 soldats van creuar el Dniester el 4 de setembre de 1600 i el 6 de setembre es troben davant de la fortalesa de Suceava. La guarnició que va deixar aquí Mihai Viteazul després de la seva sortida a Alba Iulia no resisteix les forces enemigues, i Ieremia Movilă va tornar a entronitzar-se com a senyor de Moldàvia.
El príncep Vasile Lupu (1634-1653) realitza les obres de restauració de la fortalesa de Suceava. Al seu temps, es van reconstruir les parets de maó, el pati interior està envoltat per una lògia sostinguda per pilastres de maó, els cellers del costat oest es reordenen i els fogons de la fortalesa estan coberts amb rajoles Iznik i rajoles per a estufes. Influència lituana. Al costat sud, es construeix una habitació per banyar el governant i es disposa una presó a la torre al mig del costat sud del fort Musatine.
El 1653, la fortalesa fou defensada pels cosacs de Timuș Hmelnițki, gendre de Vasile Lupu, durant les batalles pel tron entre els exèrcits del governant Vasile Lupu i els del logòfat Gheorghe Ștefan, reclamant al tron de Moldàvia. La fortalesa pateix greus danys i el cosac Ataman és greument ferit i mor sota les parets de la fortalesa el 15 de setembre de 1653.
Eustratie Dabija (1661-1665) va ordenar la instal·lació a la fortalesa de Suceava d'una moneda, que va funcionar entre 1662 i 1668 i on es van emetre les darreres monedes moldaves (petites monedes de coure, anomenades "xals").
El 1673 es va instal·lar una guarnició polonesa a la fortalesa, amb el consentiment del voivoda Ștefan Petriceicu (1672-1673, 1673-1674). Després de sis mesos de lluita, els exèrcits turcs aconsegueixen expulsar els polonesos i ordenen que el príncep Dumitrașcu Cantacuzino (1673, 1674-1675) enderrocés la fortalesa. El juliol de 1675, "Dumitrașco va enviar als Panaitachii la porta de Morona amb una aga turca per destruir les fortaleses i altres boiars. Robaven coses i olors precioses. I després es va quedar amb la figura de fam de Panaitachie. Perquè llavors van destruir la fortalesa de Suceava i Neamț i Hotin".
Al seu torn, el cronista Nicolae Costin afirma que: “... i posant lagum (pólvora), els van llançar des dels fonaments de les muralles de la ciutat. Només la ciutadella de Suceava, incapaç de fer-la malbé, la va omplir de fusta i palla, després la va cremar repetidament. Així, debilitant les seves muralles a causa de la calor, la ciutat es va dispersar".
El 1684, al final del tercer regnat de Gheorghe Duca (1665-1666, 1668-1672, 1678-1683), tot el costat nord de la fortalesa es va esfondrar arran d'un fort terratrèmol, entre les quals "la gran torre de la ciutat de Suceava, anomenada torre de Nebuisa”.

### La fortalesa en ruïnes

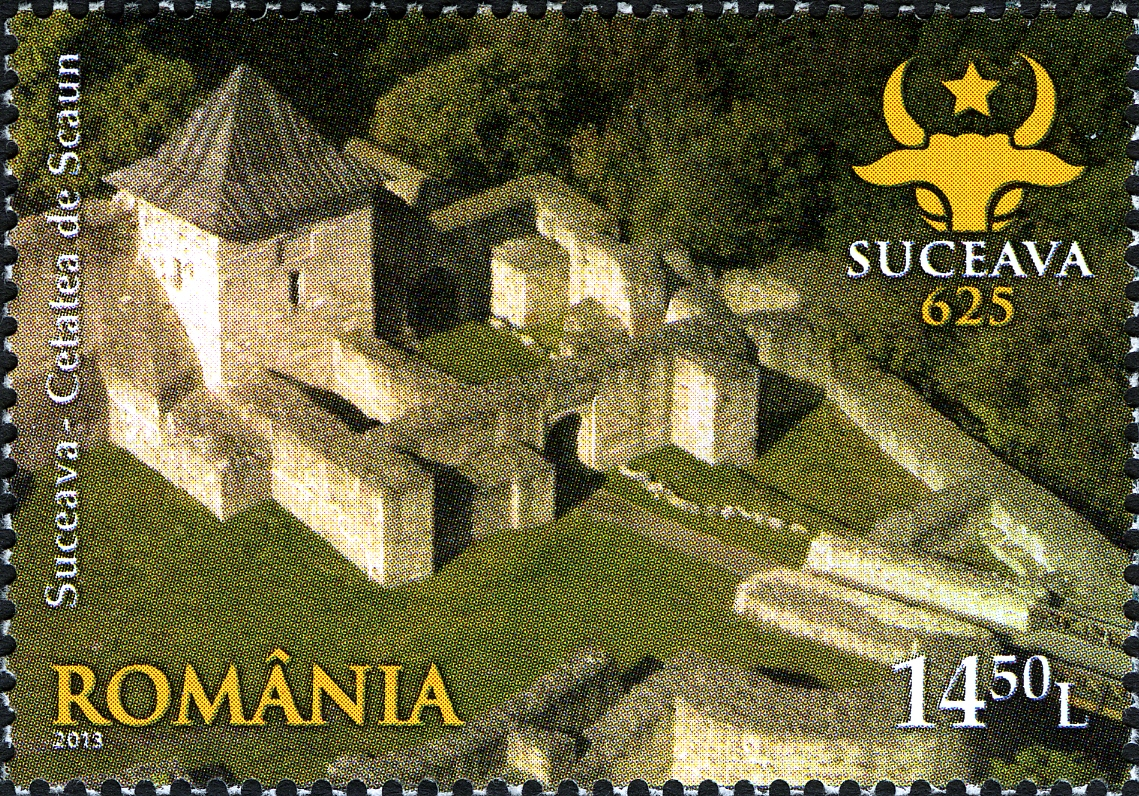
Segell d'aniversari romanès amb la Ciutadella de la Càtedra, publicat el 2013, amb motiu del 625è aniversari de l'atestació documental de Suceava.

Els qui van passar per la fortalesa en els segles següents van trobar que només restaven restes. A finals del segle xvii, les tropes poloneses sota el comandament del rei Joan III Sobieski (1674-1696) van ocupar Suceava, establint el seu quarter general al monestir de Zamca durant la campanya antiturca de 1690-1691. Va fortificar Zamca, i la va convertir en una autèntica fortalesa.
El 1700, de camí a Istanbul, el terreny polonès Rafael Leszczynski registra a les seves notes que a Suceava només es conservaven les ruïnes del Palau Reial.
Durant més de dos segles, la fortalesa de Suceava va ser abandonada i es va malmetre encara més.
No va ser fins a principis del segle XX que l'arquitecte austríac Karl A. Romstorfer va començar les obres de restauració de la Ciutadella. Va realitzar les primeres excavacions arqueològiques a inicis de segle (1895-1904), va excavar les ruïnes i va consolidar les parts amenaçades amb el col·lapse (1897-1903). Entre d'altres, l'arquitecte austríac és l'autor de la primera monografia que tracta la fortalesa de Suceava, titulada "La fortalesa de Suceava descrita sobre la base de les seves pròpies investigacions realitzades entre 1895-1904" (Institut d'Arts Gràfiques "Carol I", Bucarest, 1913). Conté 170 pàgines + 12 làmines adjuntes, 113 il·lustracions en text.
El 1951, per iniciativa de l'Acadèmia Romanesa, es va organitzar el primer lloc de construcció de l'escola d'arqueologia medieval de Romania, sota la direcció del professor Ion Nestor de la Facultat d'Història de Bucarest, investigacions arqueològiques que van conduir a l'establiment de la Ciutadella. Durant el 1961-1970 es van dur a terme nombroses obres per protegir, consolidar i restaurar bona part de la fortalesa. S'ha conservat la capella reconstruïda per Esteve el Gran, algunes parets del fort musatinà s'han alçat uns m., així com les parets del recinte. Tanmateix, la fortalesa roman sense els murs del costat nord, que s'havien esfondrat després del terratrèmol de 1684. A la sala de pols, es pretenia organitzar un museu de la fortalesa.
Per tal de preservar les muralles de la fortalesa i evitar el seu esfondrament, es van aixecar els murs uns metres. Per delimitar les parets de les antigues ruïnes de les noves erigides pels restauradors, es va dibuixar una franja blanca.
El 2004, amb motiu de la commemoració del 500è aniversari de la mort d'Esteve el Gran, algunes obres parcials de restauració de la fortalesa es van finançar amb càrrec al pressupost de l'Estat, aplicant-se a la paret del fort, prop de l'entrada, un marbre placa commemorativa. Les obres realitzades tenien com a objectiu cobrir el celler amb una llosa de formigó, consolidar els arcs interiors, restaurar el pont d'accés a la fortalesa, etc.
Des del 2005, la fortalesa, com a conjunt d'espais, acull exposicions temporals de pintura o exposicions amb figures de cera de temàtiques diverses.

## Descripció

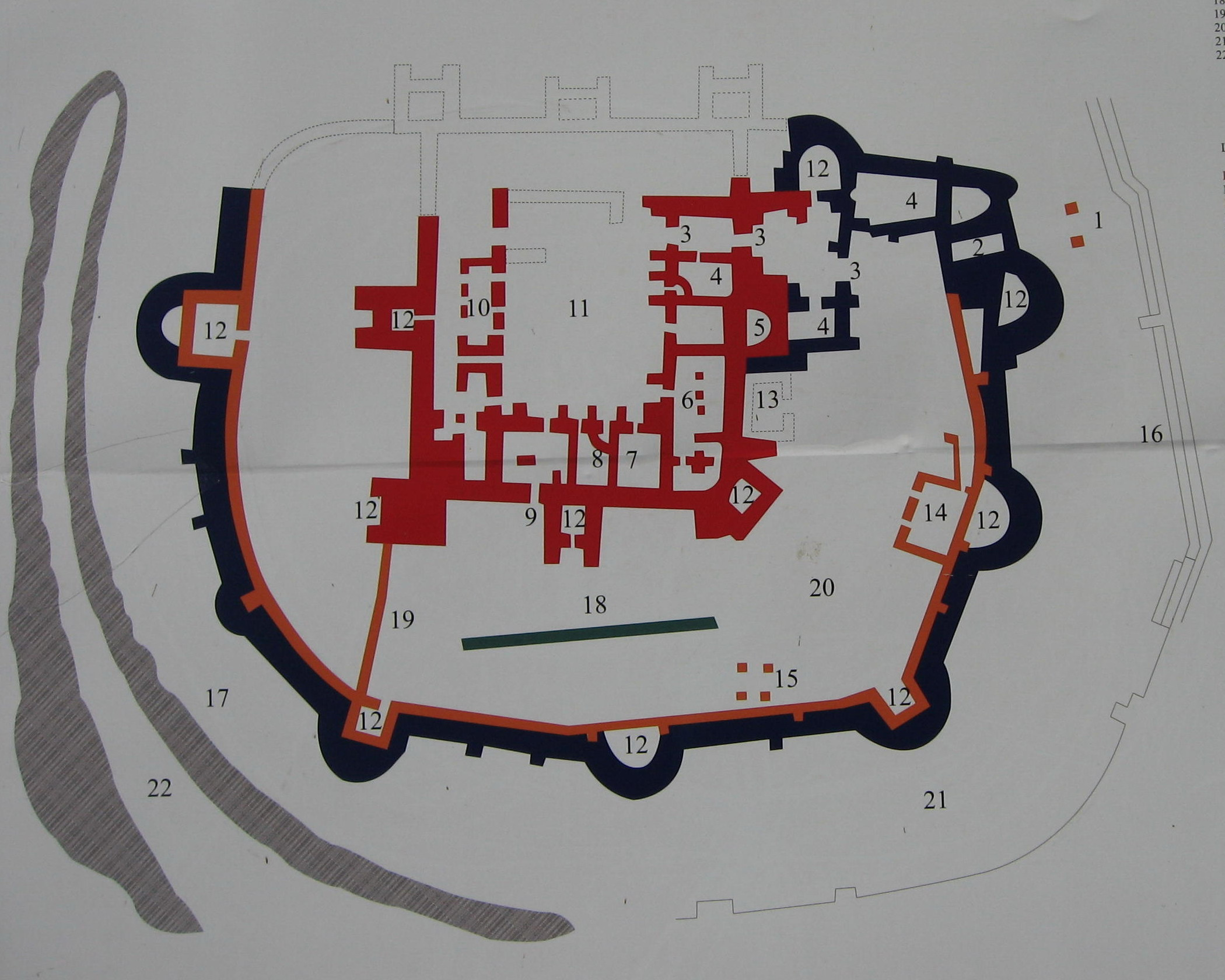
El pla de la fortalesa Seat de Suceava sobre un plafó situat abans de l'entrada a la fortalesa. Les etapes de construcció de la fortalesa estan marcades amb diferents colors.
El període de Pere II Musat està marcat en vermell, la fase d'Alexandre el Bon en verd, la primera etapa d'Esteve el Gran en taronja i la segona etapa d'Esteve el Gran en negre. Les parets ensorrades estan marcades amb línies trencades.

La Ciutadella de Suceava consta de diversos espais. Entre la fortalesa i la resta de l'altiplà hi ha una rasa de defensa, les parets de l'altiplà del costat est han estat reforçades amb un contra escarpament. Aquesta construcció també existia al costat sud, però es va esfondrar. Es va construir una ona de defensa artificial als costats oest i sud-oest.
Es va accedir a la fortalesa per un pont d'accés amb una part fixa i un altre moble, sostingut per dos alts pilars de pedra. La part mòbil es podria aixecar en cas de perill, però un cop passada hi havia una trampa on podien caure visitants no convidats. Passat per la part fixa del pont, s'arriba al pati interior de la fortalesa. Des d'allà, per entrar a l'edifici del fort, es passava per un sistema de tres portes, defensades per soldats que estaven a les sales de guàrdia, especialment disposades.
El fort de Musatine té una planta rectangular, amb els costats nord i sud de 36 m. i els costats est i oest d'uns 40 m., amb gruixuts murs d'uns 1,50 m., reforçats d'un lloc a un altre amb torres de defensa, de forma quadrada.
Al mig del fort hi havia un gran pati interior, envoltat d'habitacions amb diferents usos:
- A la banda est, que tenia tres plantes, hi havia els apartaments reials (del voivoda i la seva família, quan vivien a la fortalesa), una botiga de menjar i una capella. Les finestres de les habitacions reials eren més grans, amb marcs esculpits en pedra. Es va accedir a la capella des del pati interior mitjançant una escala de cargol. Les parets de la capella estaven cobertes amb pintura al fresc. Davant l'entrada del costat nord-est, a la zona de les portes, hi havia una habitació per al guarda, que vigilava les entrades.
- Al costat oest hi havia al soterrani un gran celler, en forma de vestíbul, que entrava des del pati interior per una escala descendent. El celler estava dividit en dues naus per pilars massissos i rectangulars, connectats, d'una banda, entre si per arcs de mig punt formats per voltes i, per altra banda, pels corresponents arcs transversals amb parets laterals. A la planta baixa hi havia una gran sala, on es reunia el Consell Reial. La sala tenia consoles d'estil gòtic, consoles d'estil renaixentista, claus de volta, una de les quals tenia l'escut de Moldàvia (el cap de toro amb una estrella de cinc puntes entre les banyes, emmarcat a la dreta per una roseta amb cinc pètals i a l'esquerra per mitja lluna).[17]
- Al costat sud hi havia el bany reial i una presó a la torre al mig del costat sud del fort musatí. Inicialment, l'entrada es feia pel costat sud, a través d'una reixa coronada per un arc de mig punt.
- A la banda nord no hi havia habitacions, només hi havia el mur de tancament i la muralla del fort amb bastions quadrats.

La resta d'habitacions de la fortalesa estaven destinades a soldats, la fortalesa tenia un paper defensiu, essent habitada pel governant, la seva família i consellers propers només en cas de perill, la resta del temps s'utilitzava a la cort reial de la ciutat.
Les habitacions de la fortalesa tenien estufes de terracota vidriada, decorades amb motius geomètrics, escuts de Moldàvia, animals fantàstics o personatges mitològics. A l'exterior, les parets, també es trobaven decorades amb fileres de discos i botons ornamentals.
Esteve el Gran va afegir dues estances de guàrdia prop de l'entrada al costat nord-est, i Eustratie Dabija va construir una moneda a la part est a mitjans del segle xvii, però les parets han acabat caient.
Fora del fort hi ha les muralles construïdes en dues etapes, fàcilment identificables, una muralla de l'època d'Alexandre el Gran paral·lela al costat sud i una muralla de l'època d'Esteve Magne perpendicular a la torre quadrada del costat sud-oest. Els murs de tancament tenen set bastions semicirculars, tres dels quals tenen parets interiors de forma quadrada. El dipòsit de pols dels rifles es va construir al costat est de les parets i es va disposar un lloc d'execució al costat sud.

## Galeria
Fotos de l'any 2009

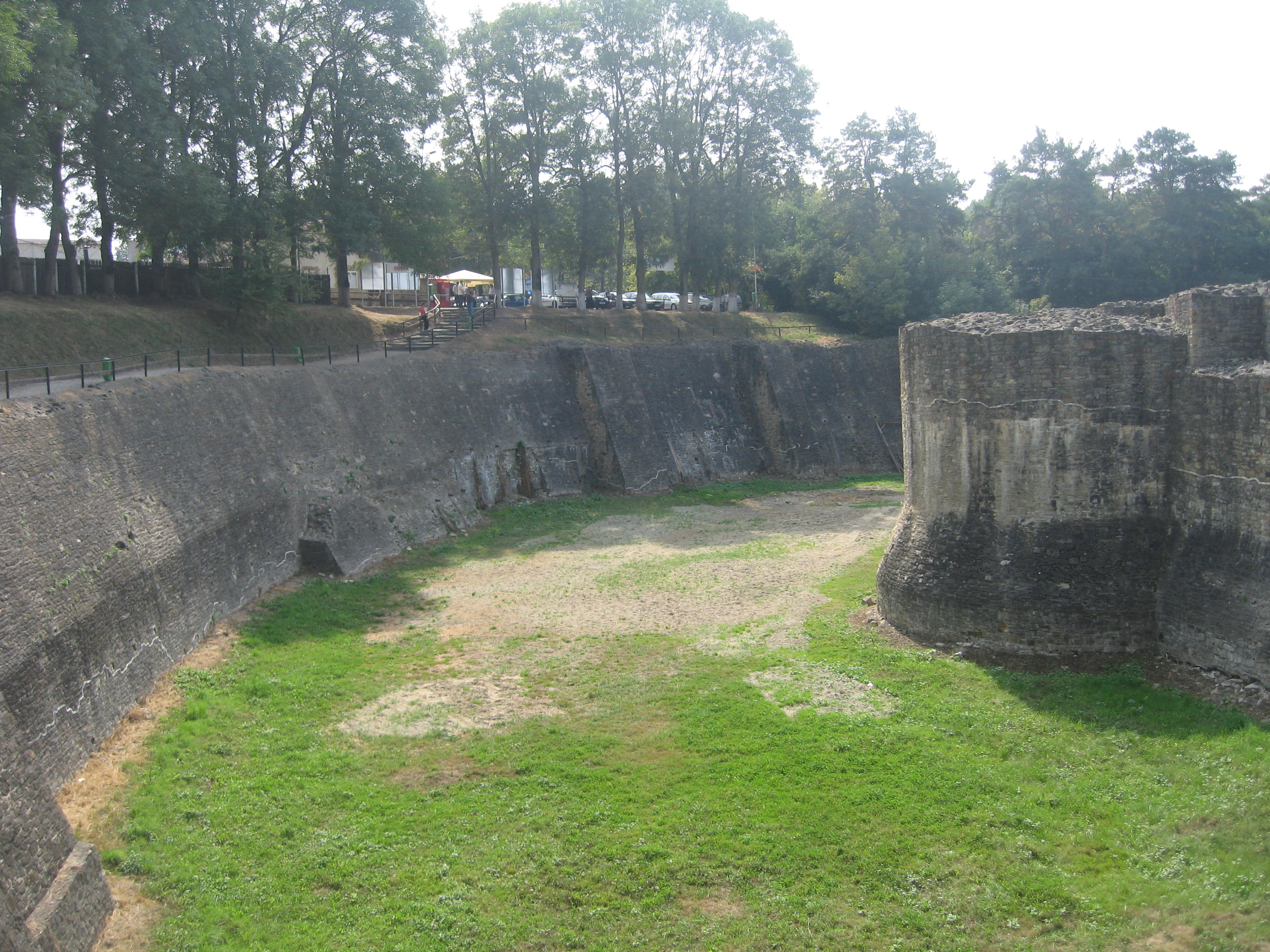
El mur d’escarpa vist des del pont d’accés
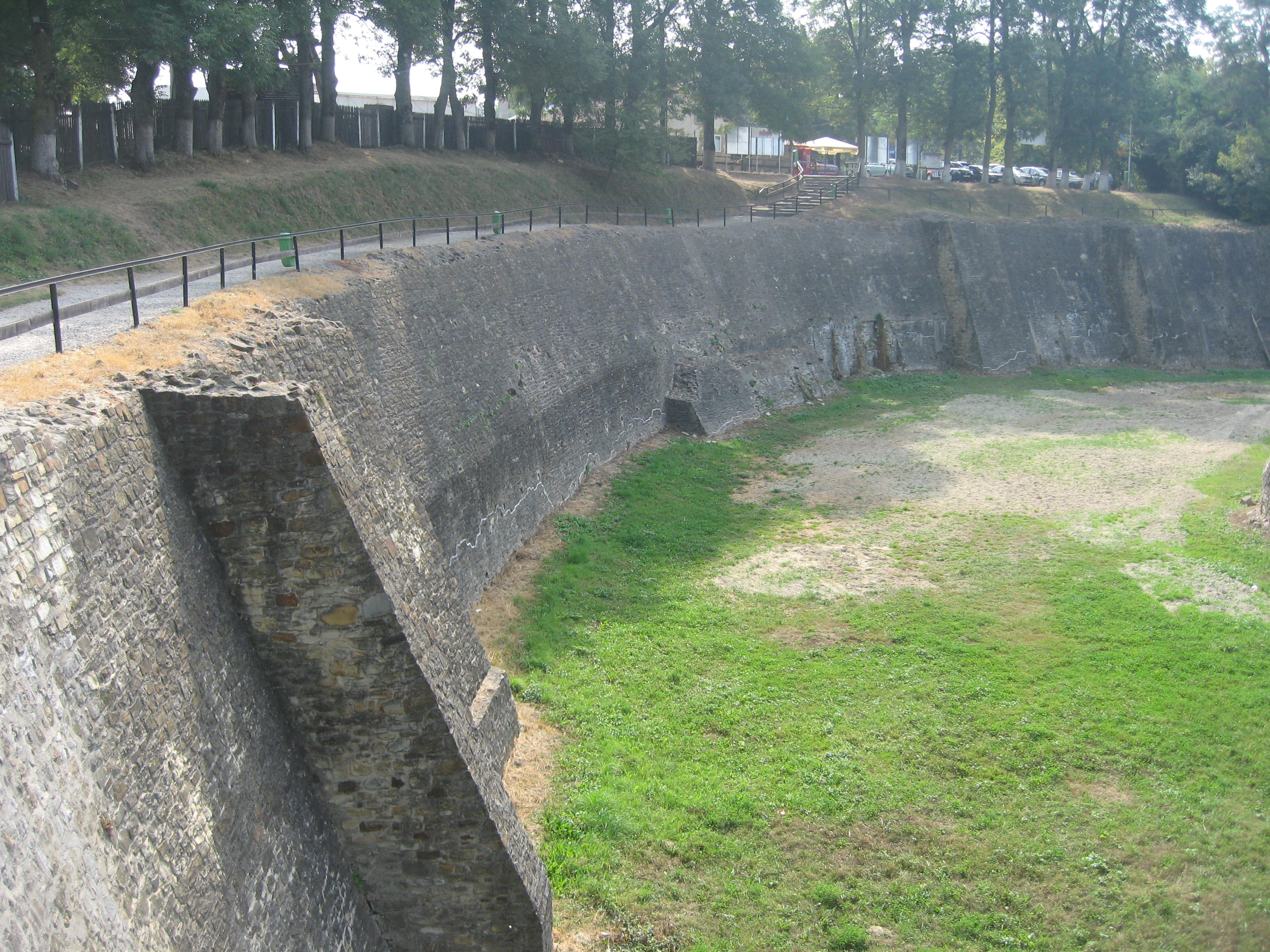
El mur d’escarpa vist des del pont d’accés
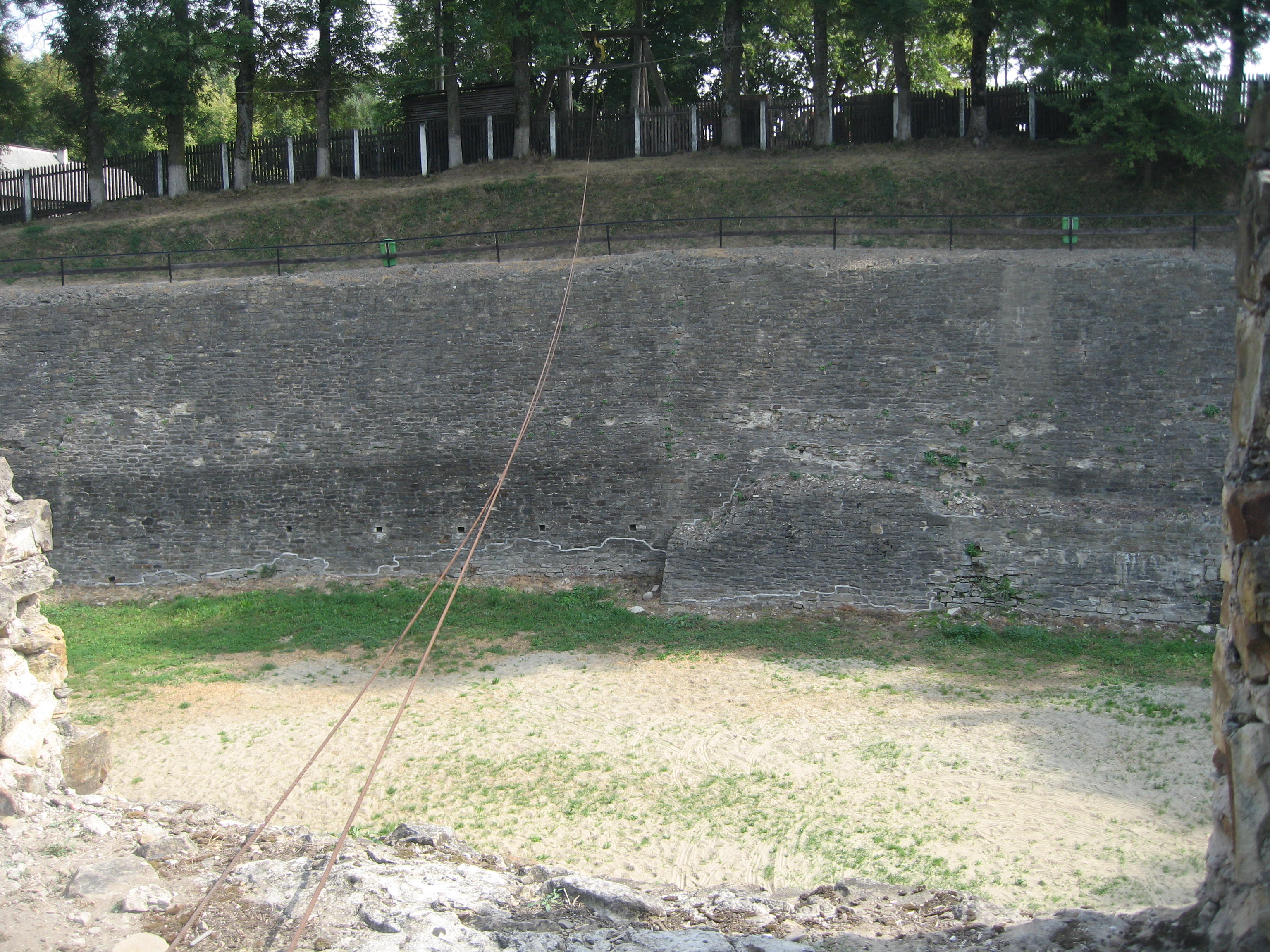
La muralla escarpada vista des de la fortalesa
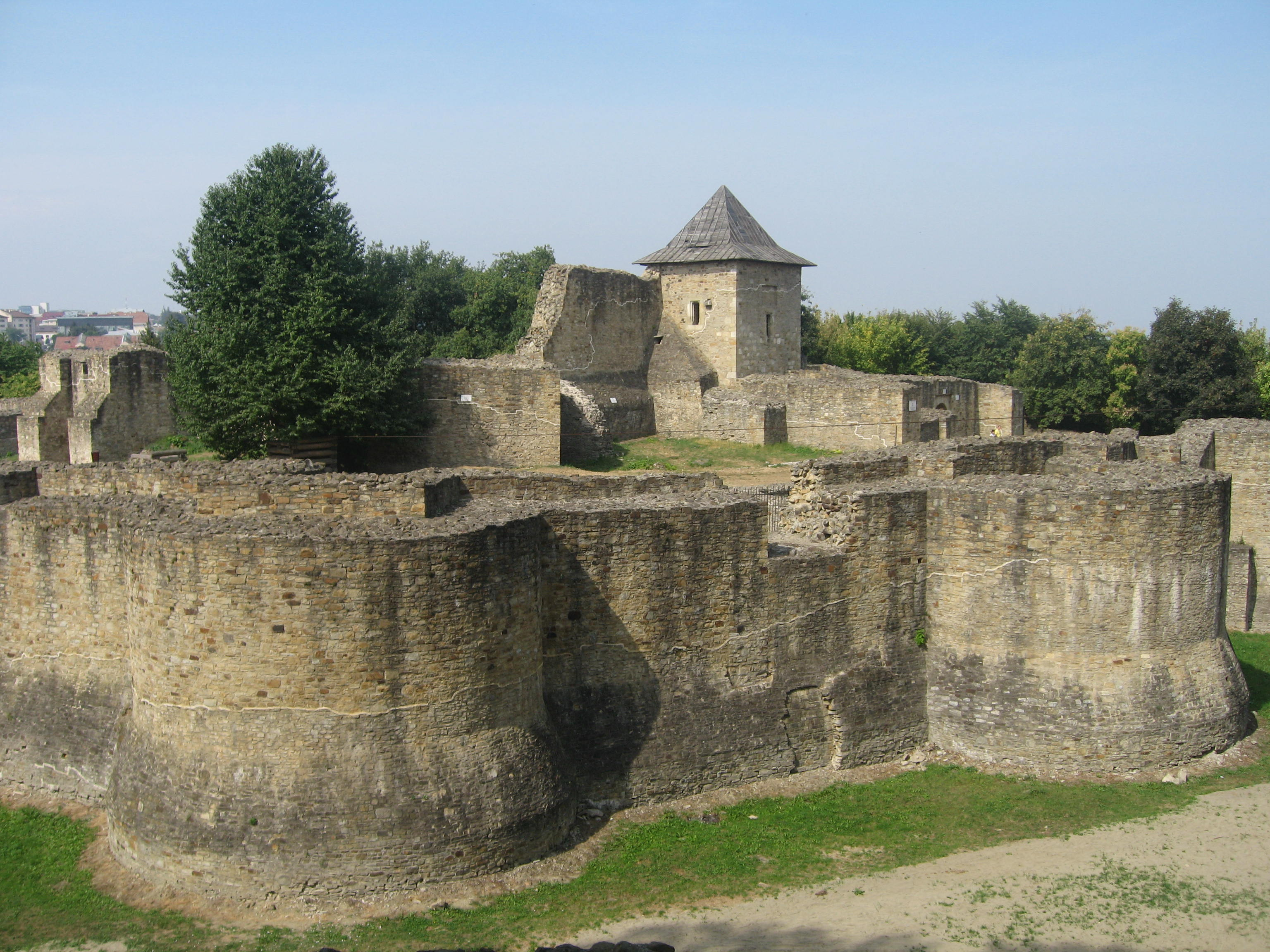
La fortalesa vista des de l'altiplà
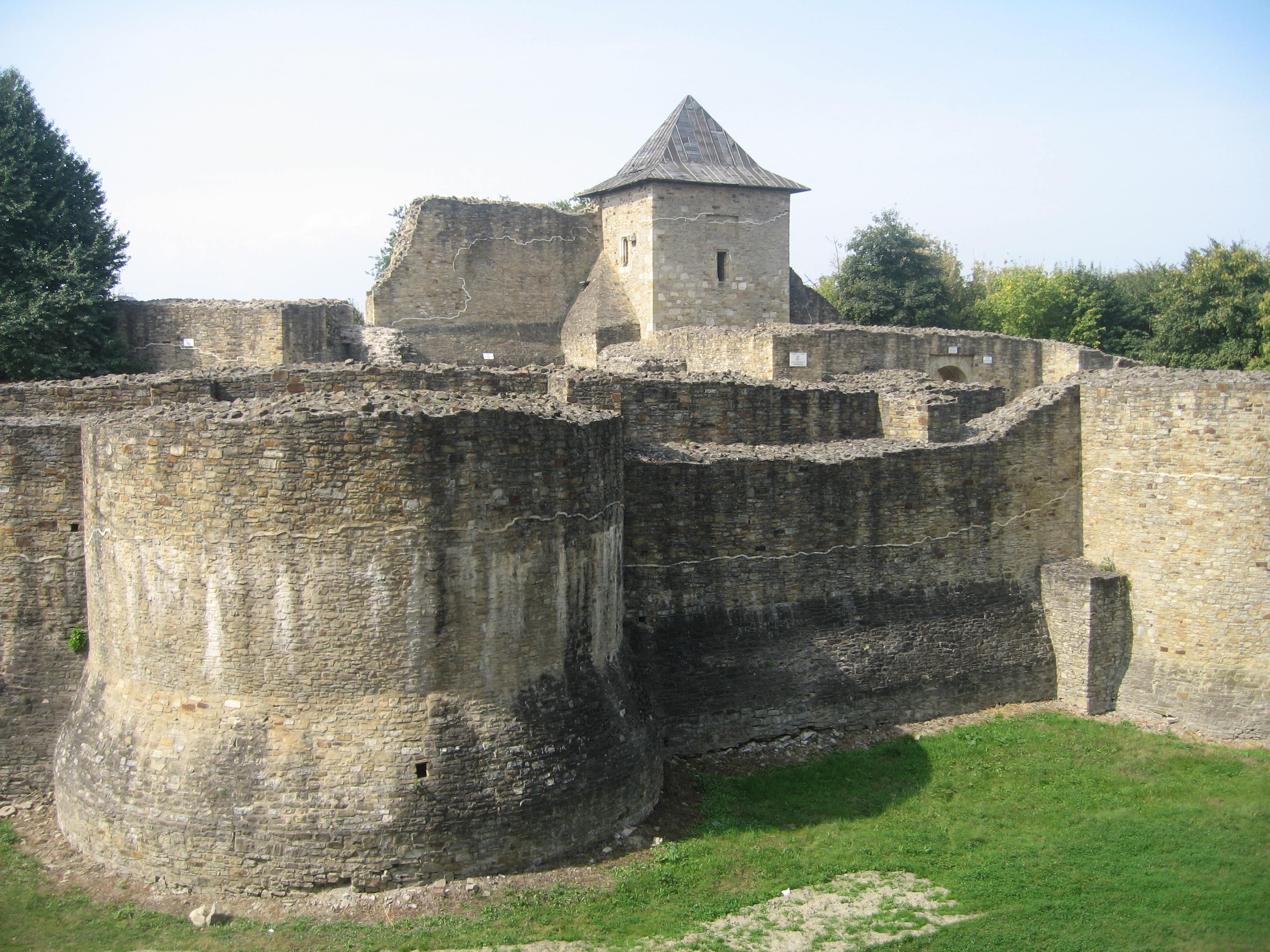
La fortalesa vista des de l'altiplà
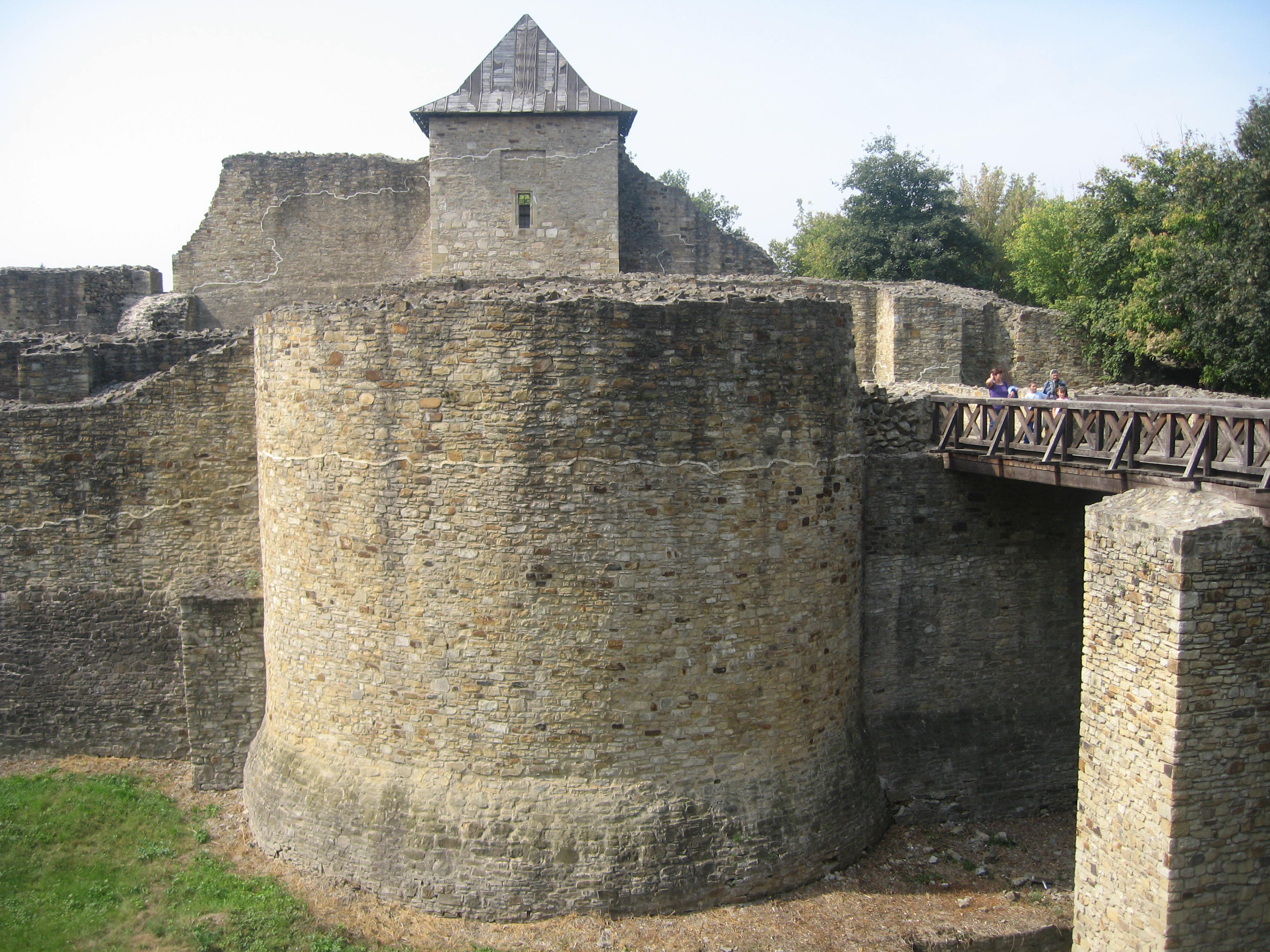
Bastió semicircular
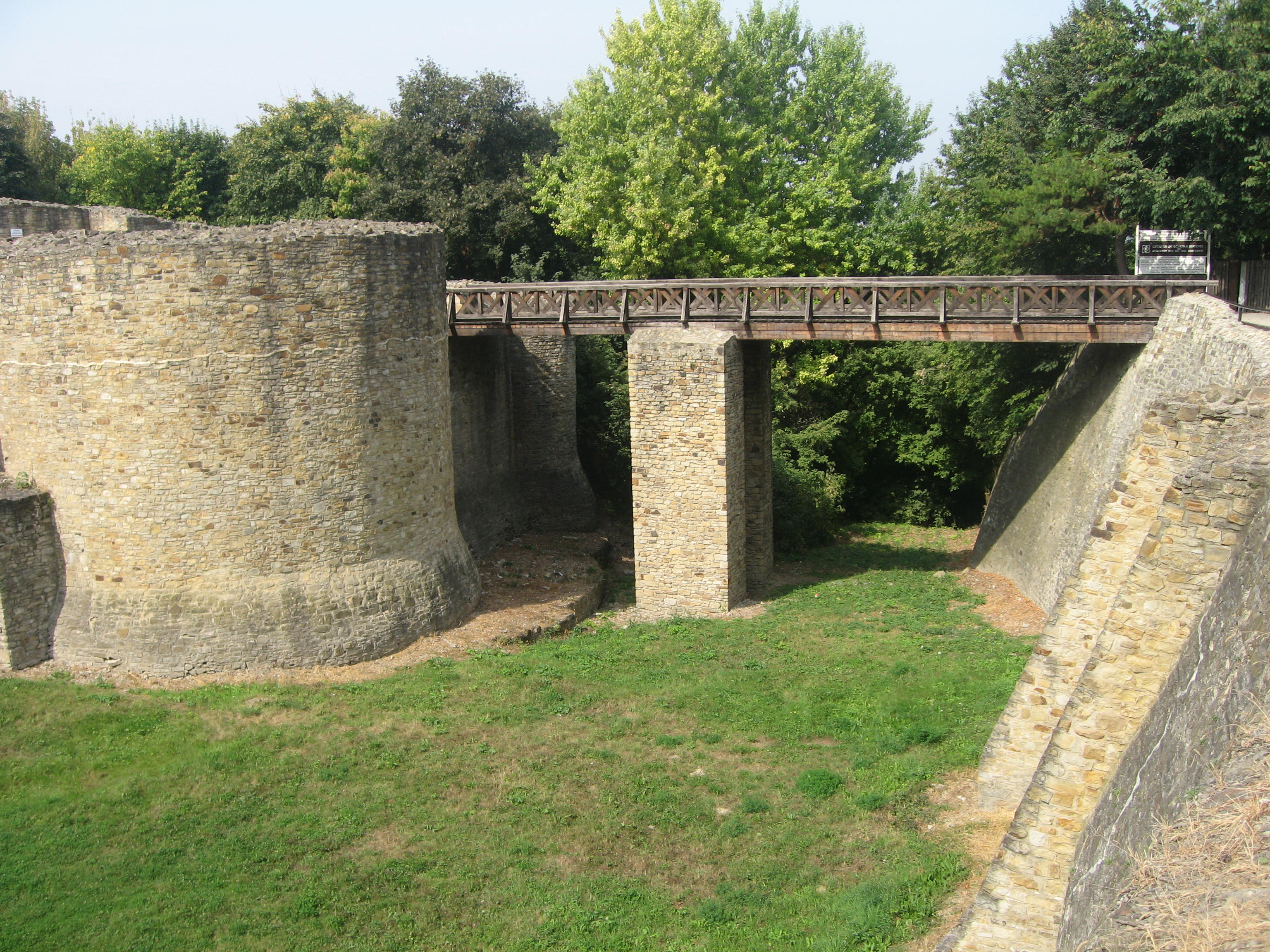
Pont d’accés
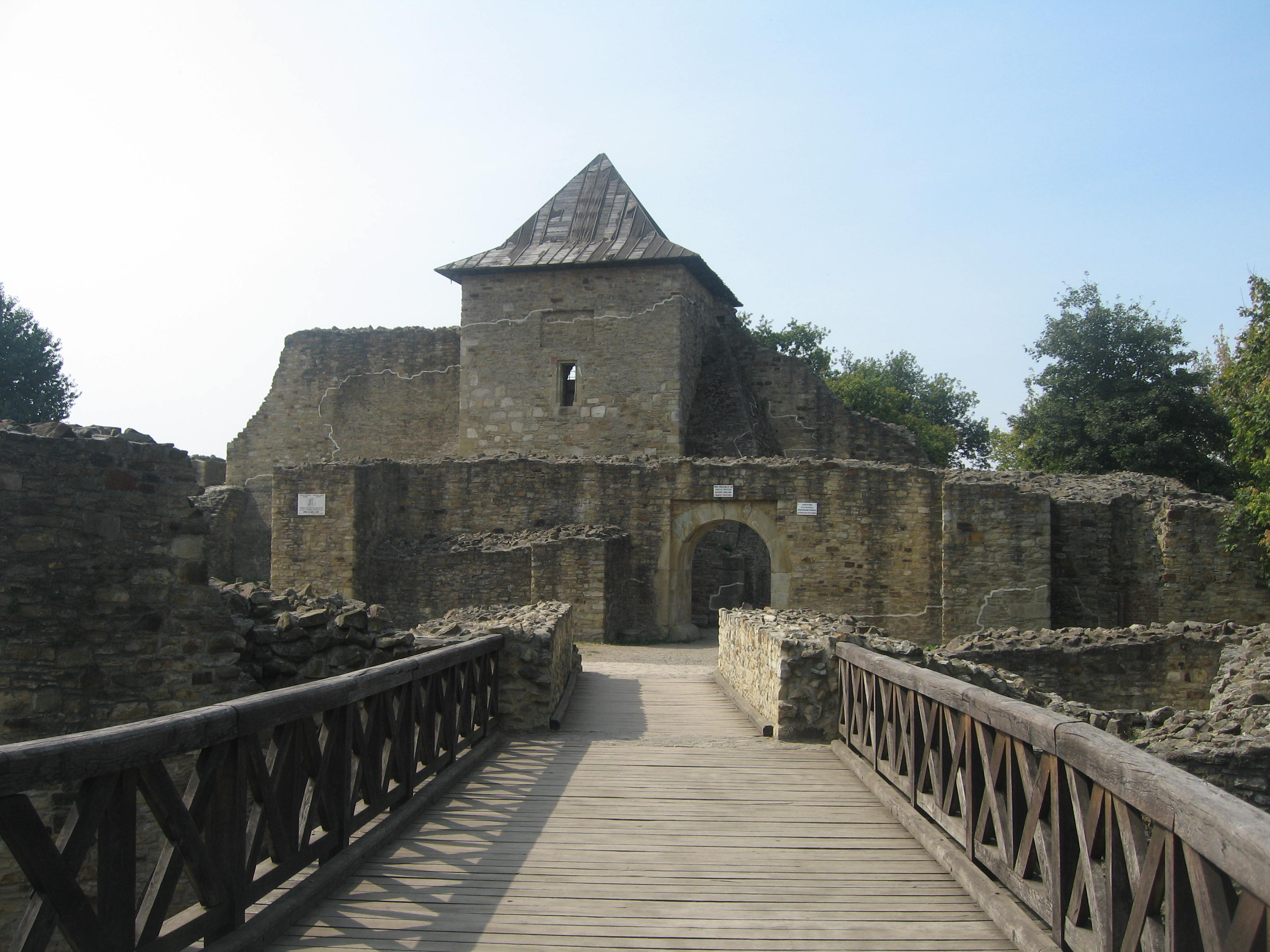
L'entrada a la fortalesa vista des del pont d’accés
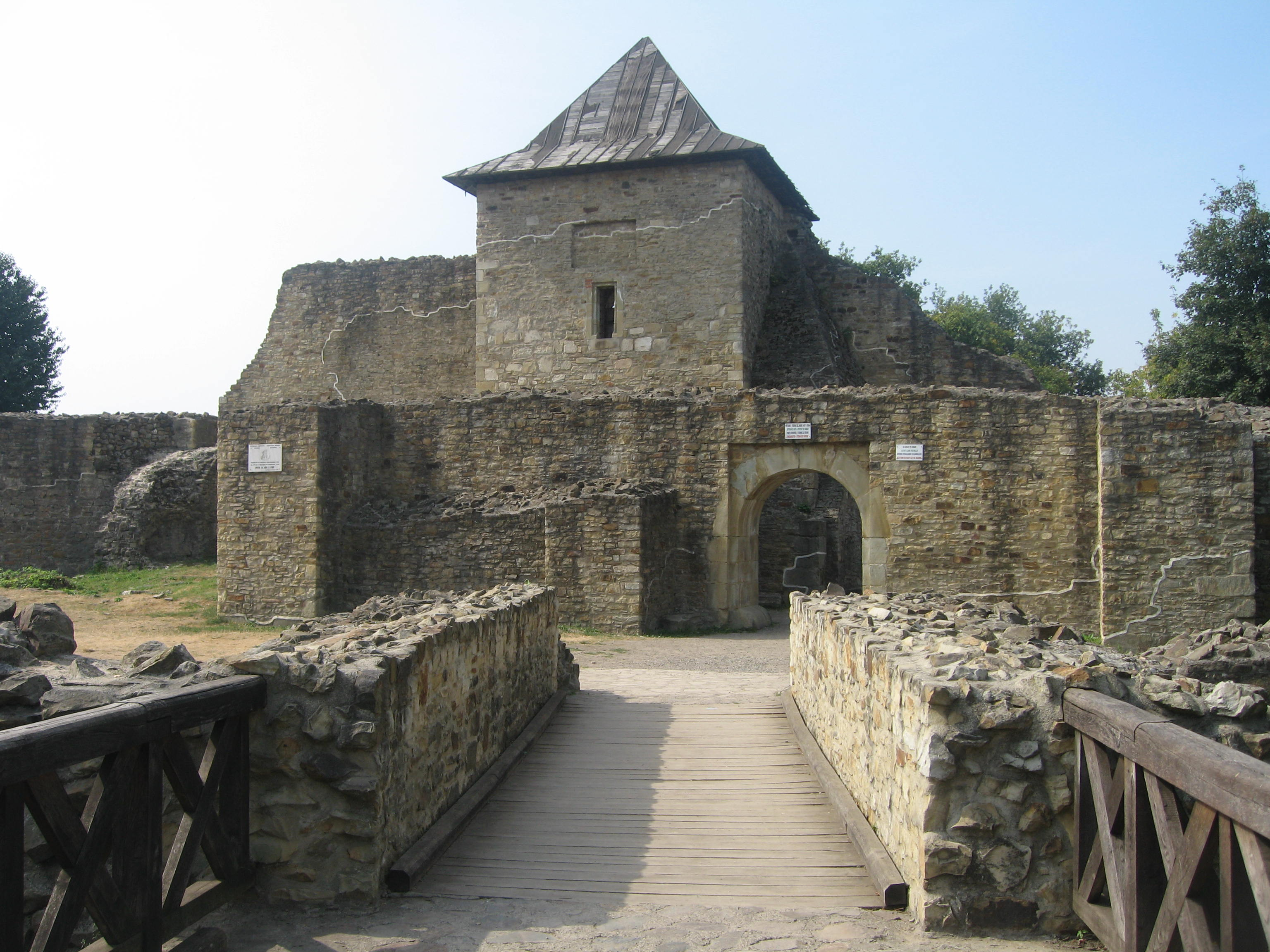
L'entrada a la fortalesa, en primer pla la trampa coberta
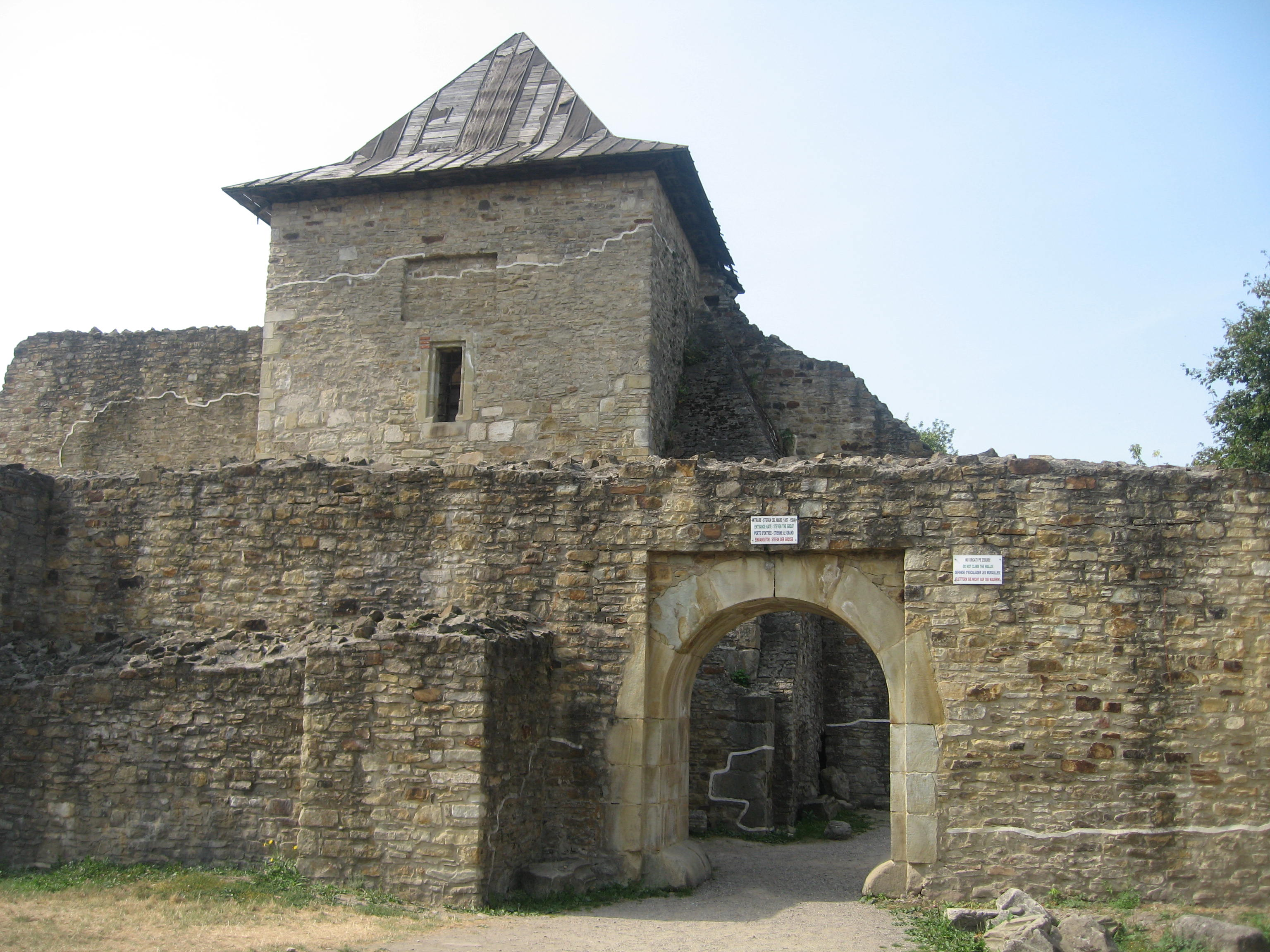
L'entrada pel costat nord-est, que data de l'època d'Esteban el Gran
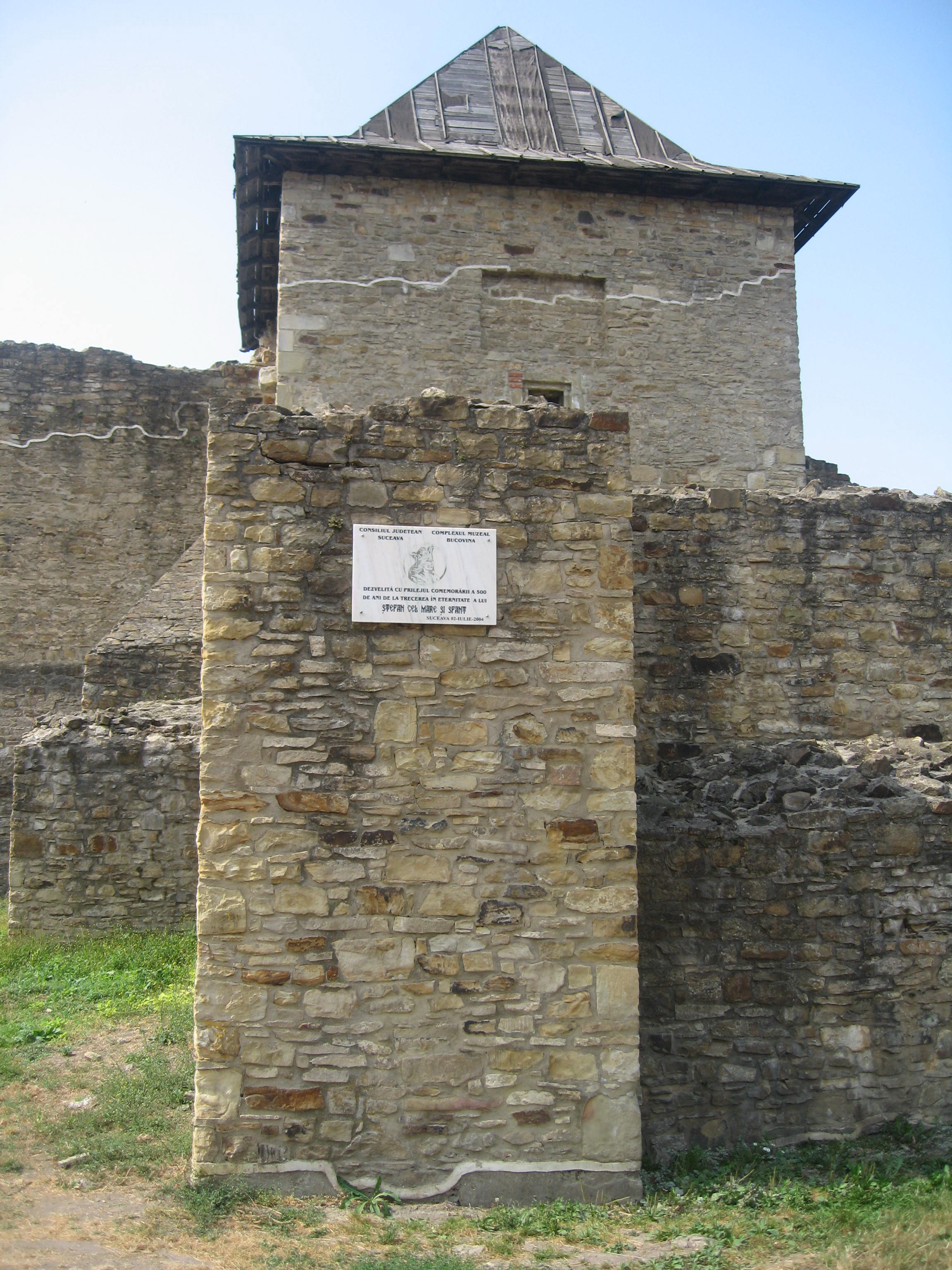
La torre de la capella reial, a la paret hi ha una placa de marbre del 2004
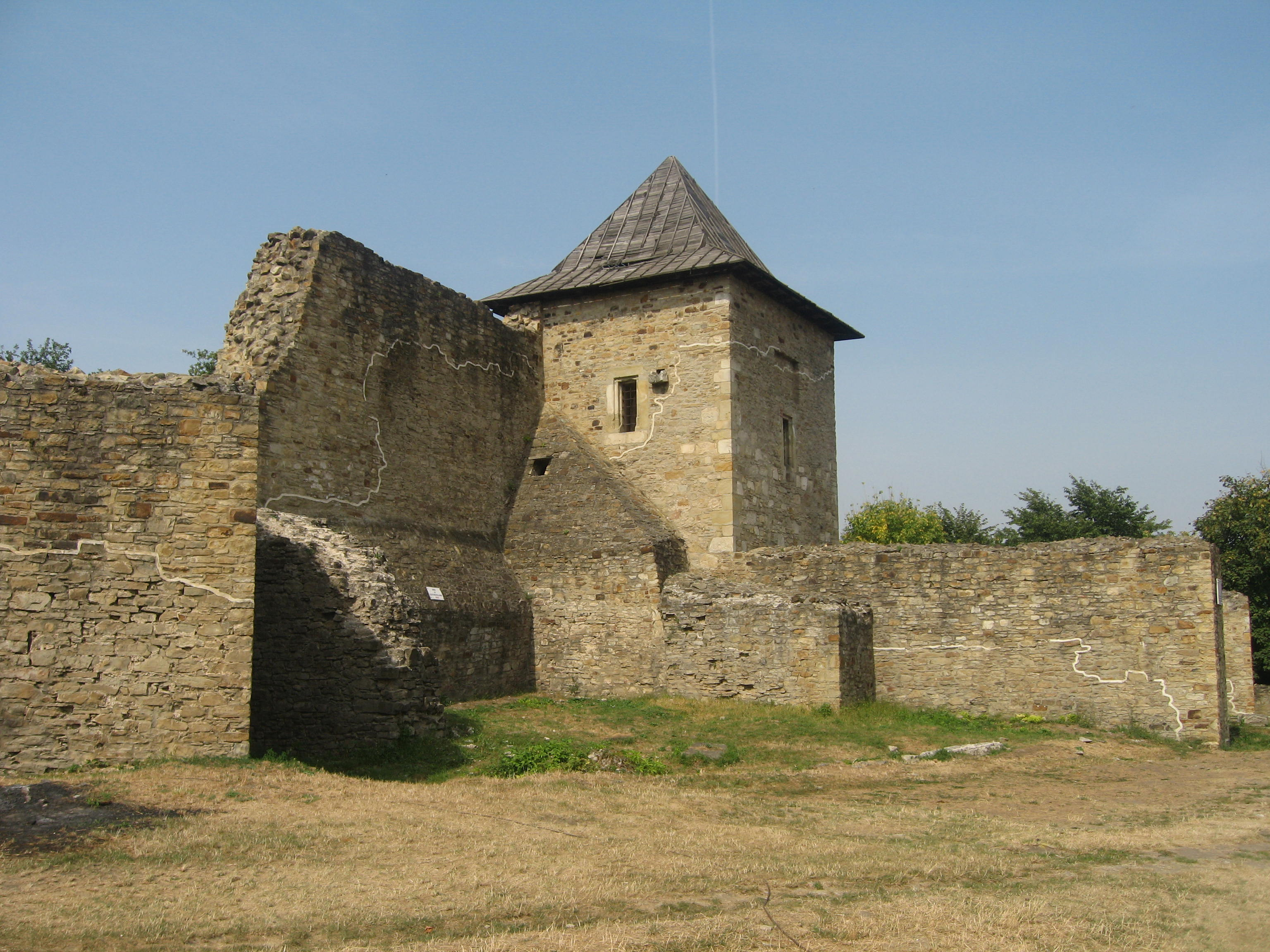
La torre de la capella reial, a la seva esquerra, és el lloc on hi havia la moneda
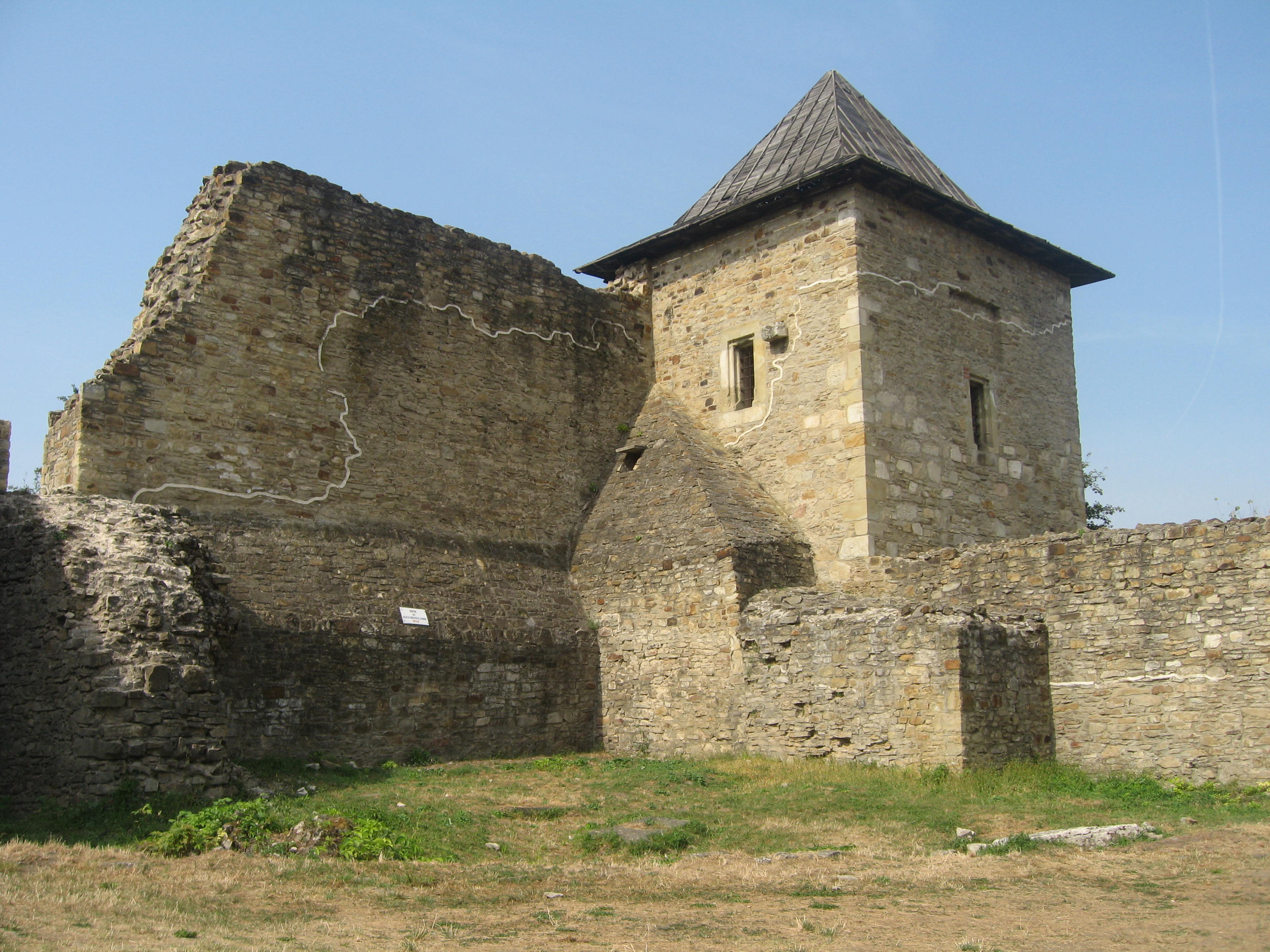
La torre de la capella reial, a la seva esquerra, és el lloc on hi havia la moneda
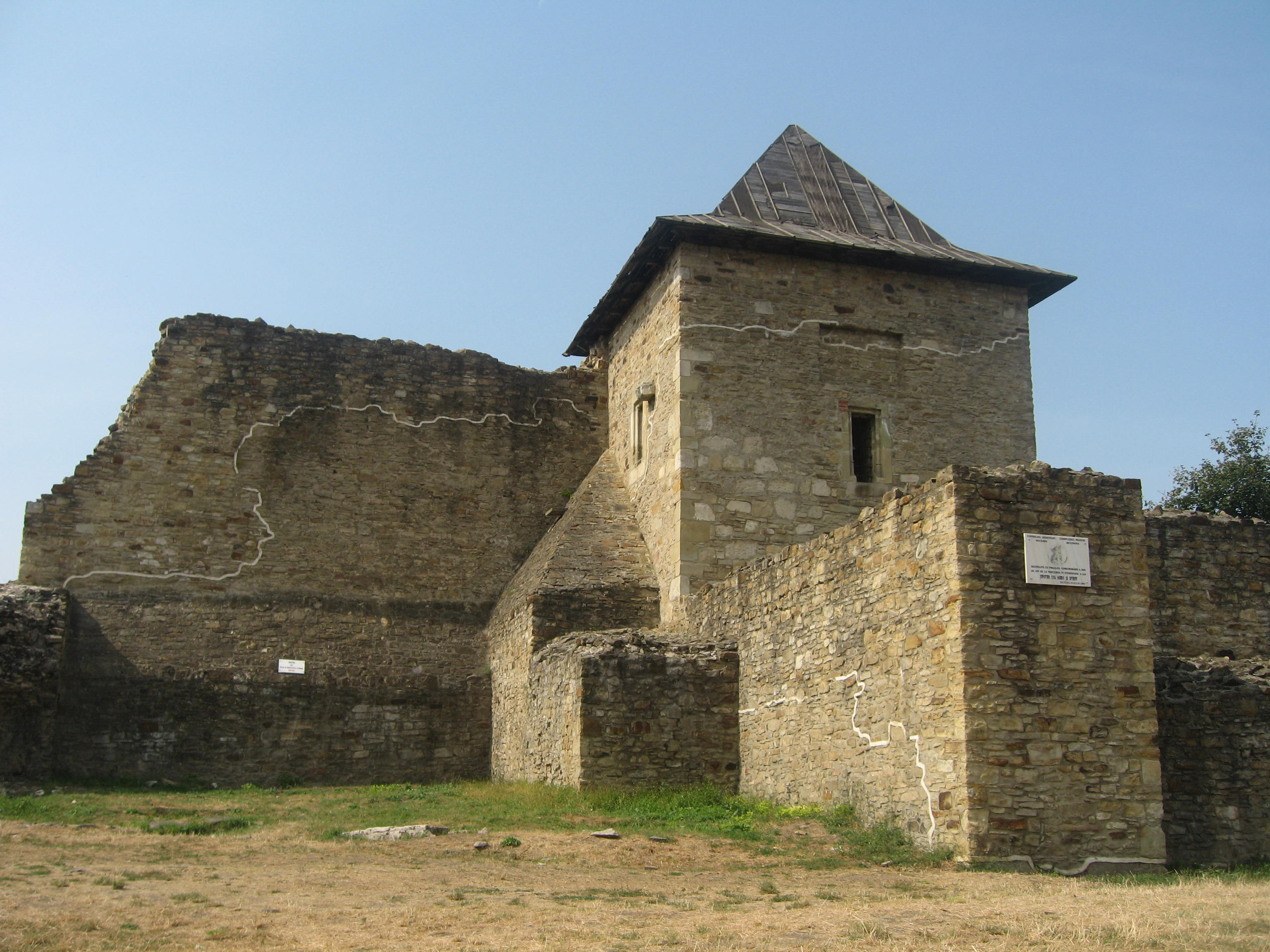
La torre de la capella reial, a la seva esquerra, és el lloc on hi havia la moneda
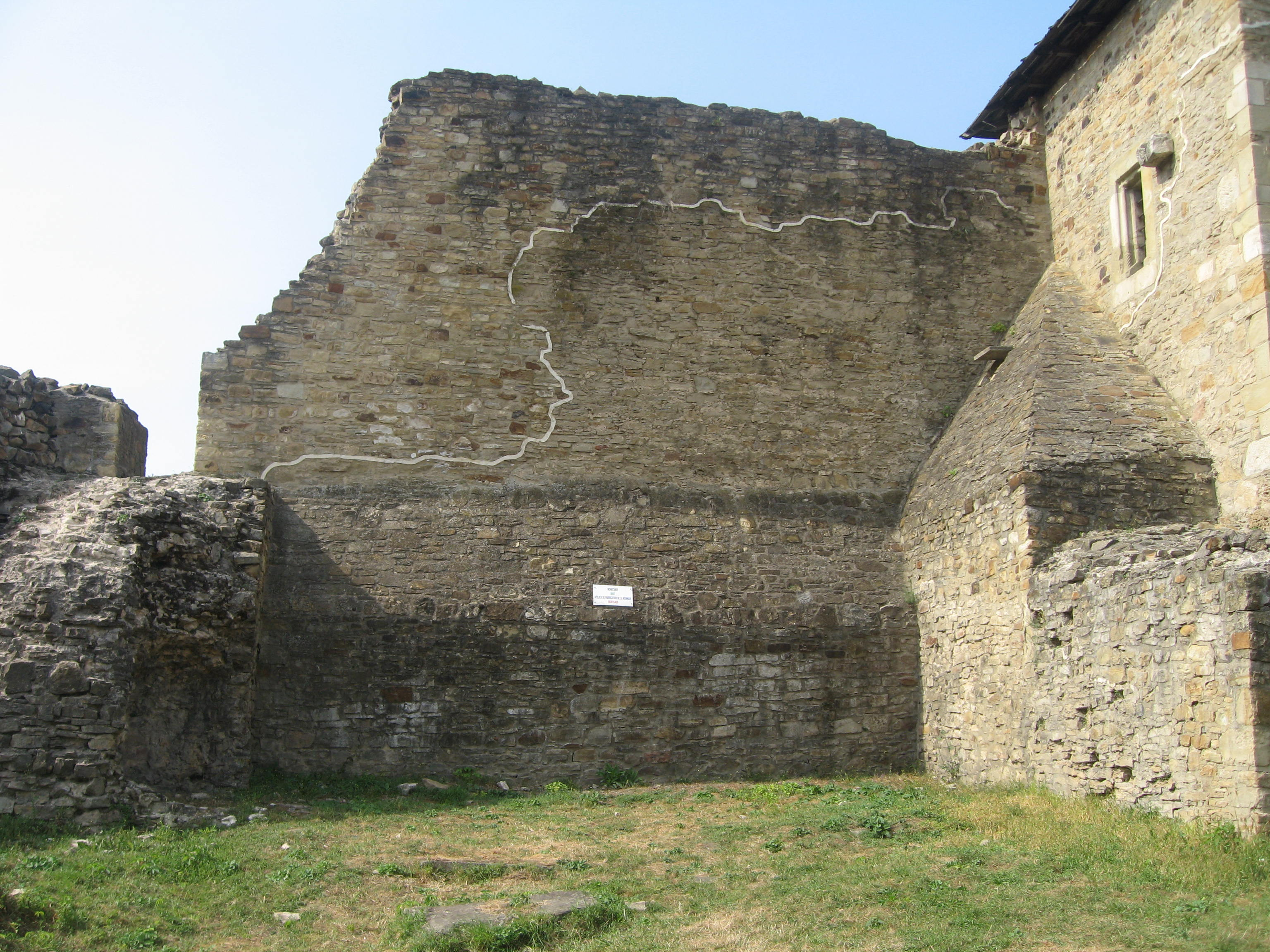
El lloc on hi havia la moneda
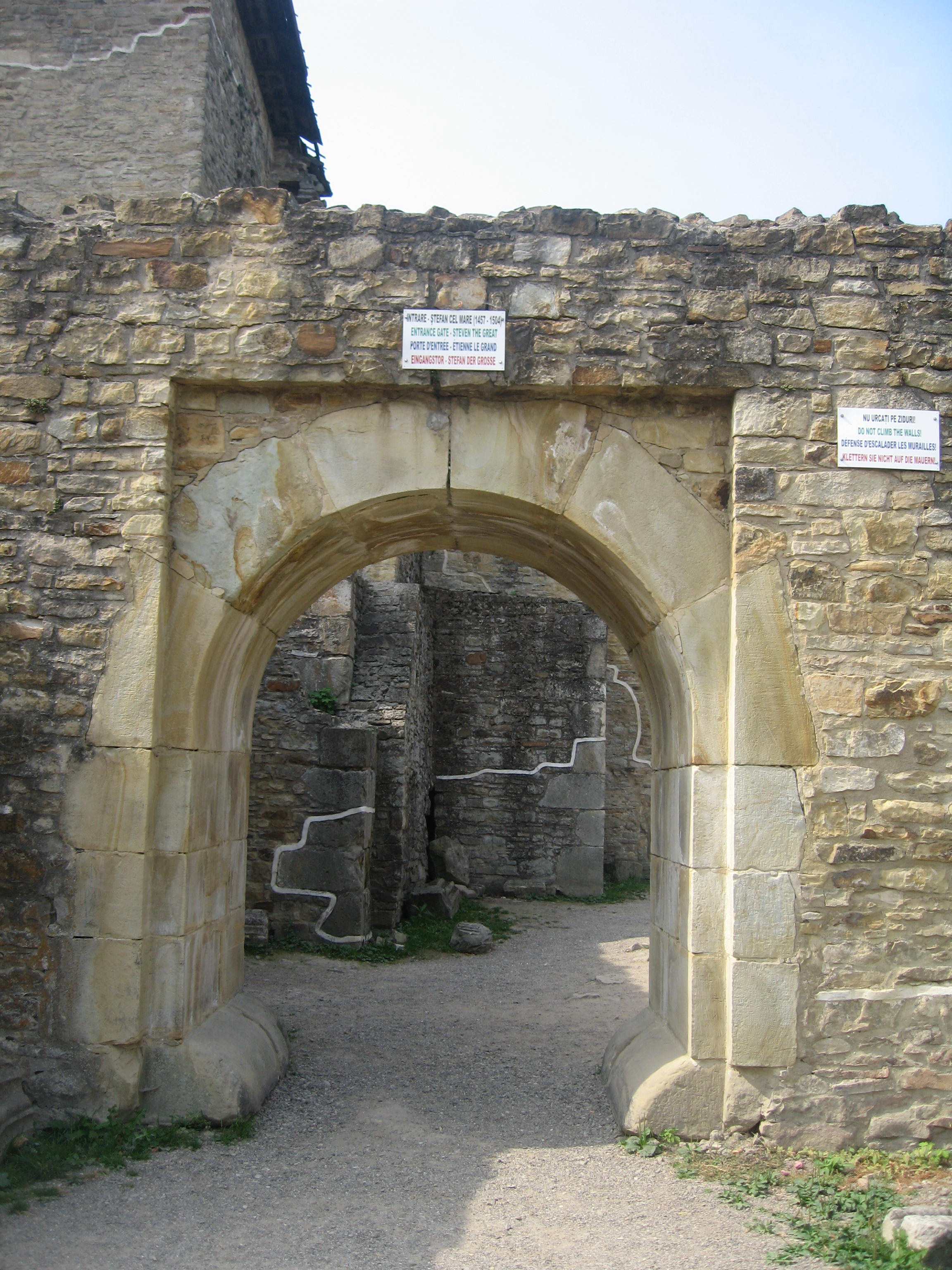
Porta d'entrada al costat nord-est
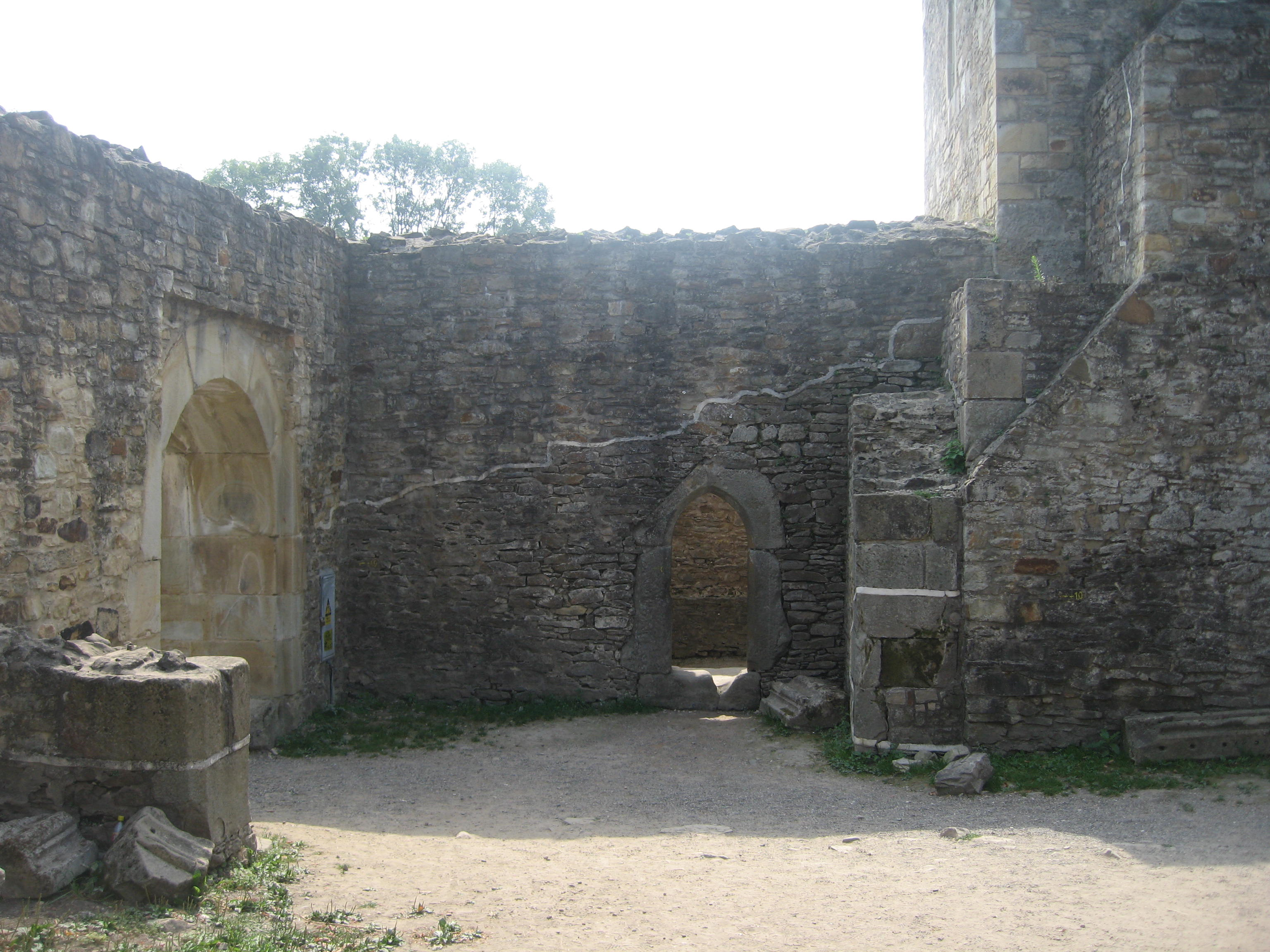
El vestíbul d’accés al costat nord-est, a l'esquerra, hi ha l'entrada i al davant, la sala de guàrdia
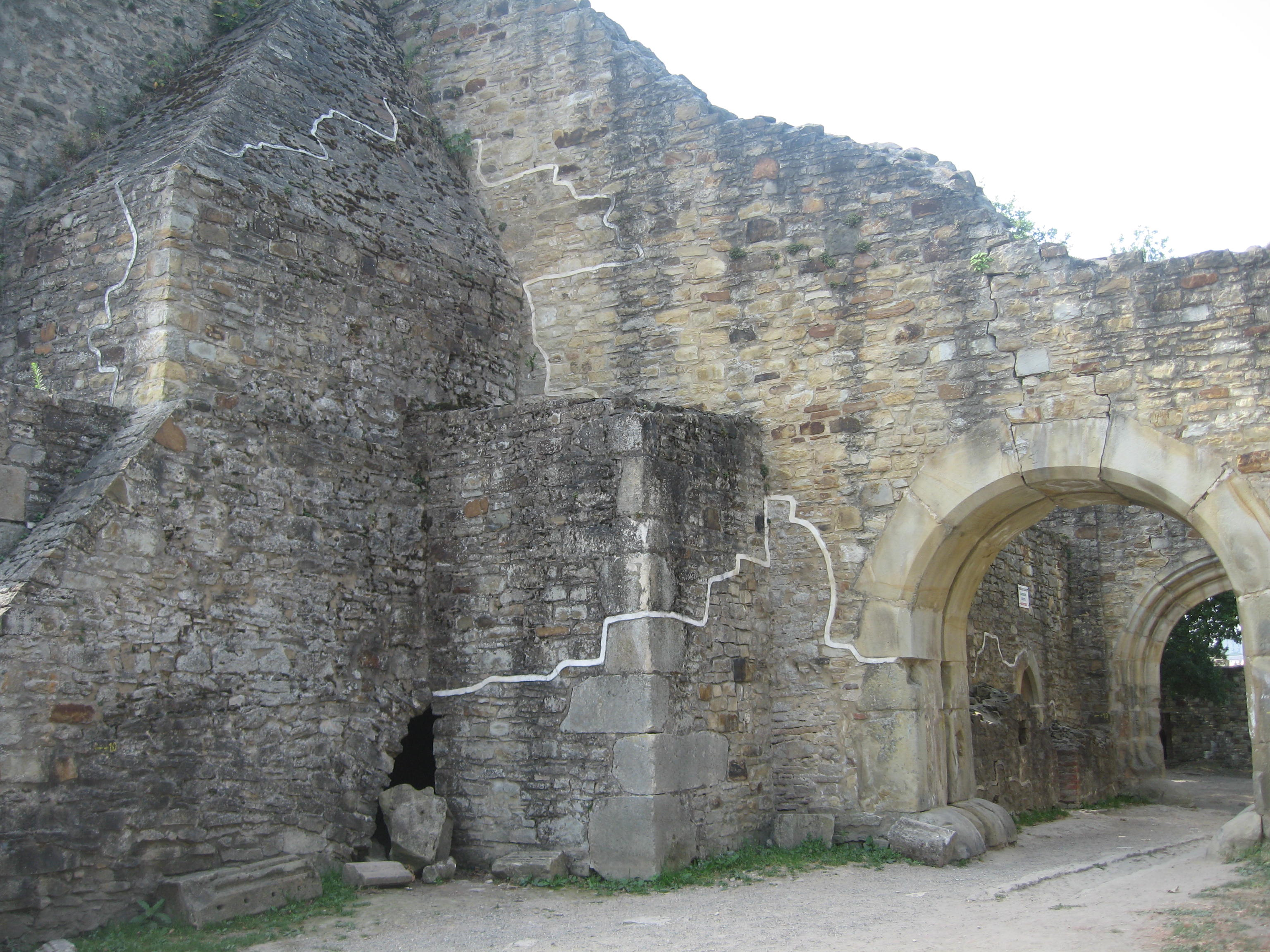
Muralles del fort Musatine
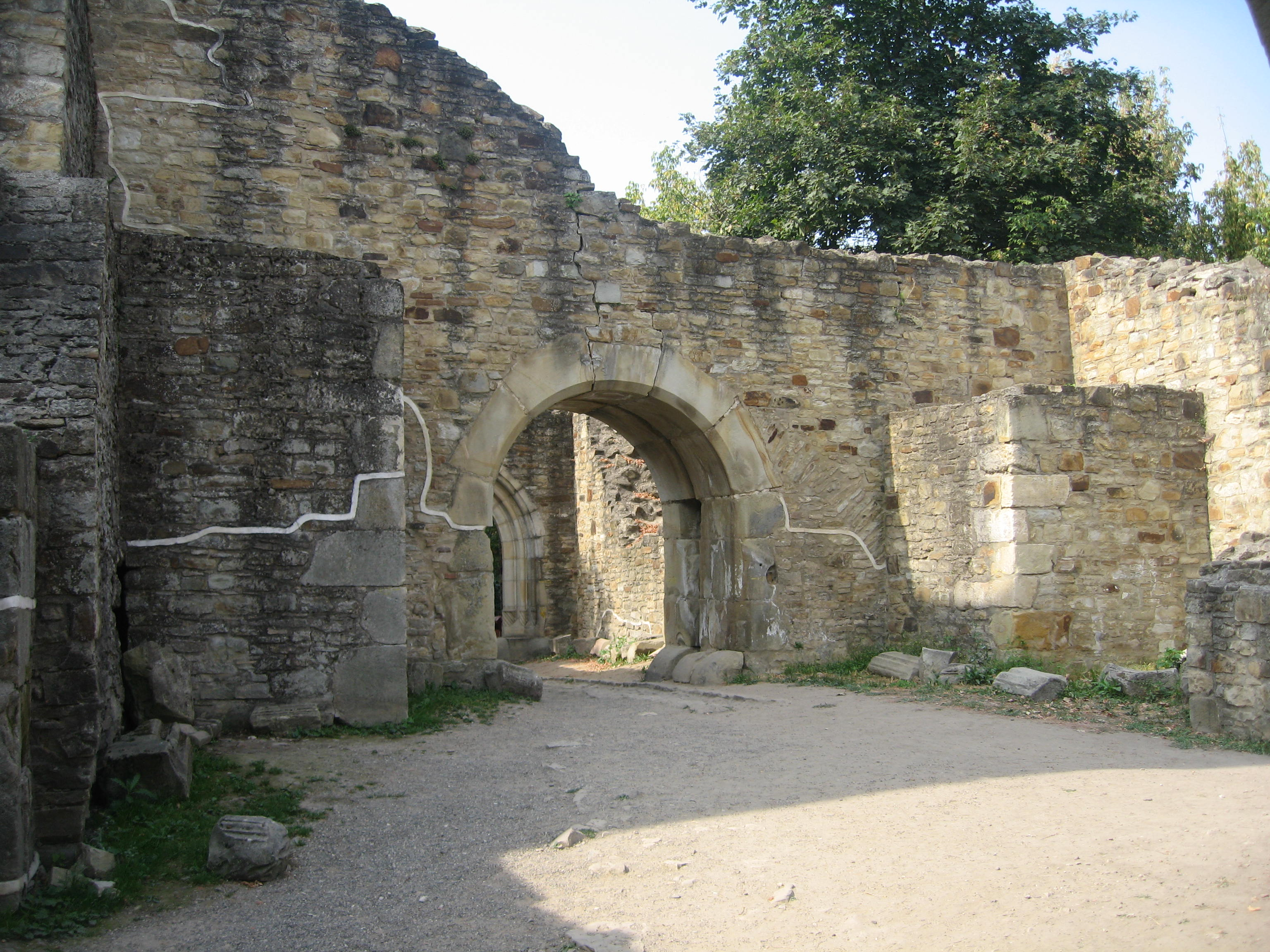
Porta d'entrada al costat nord-est
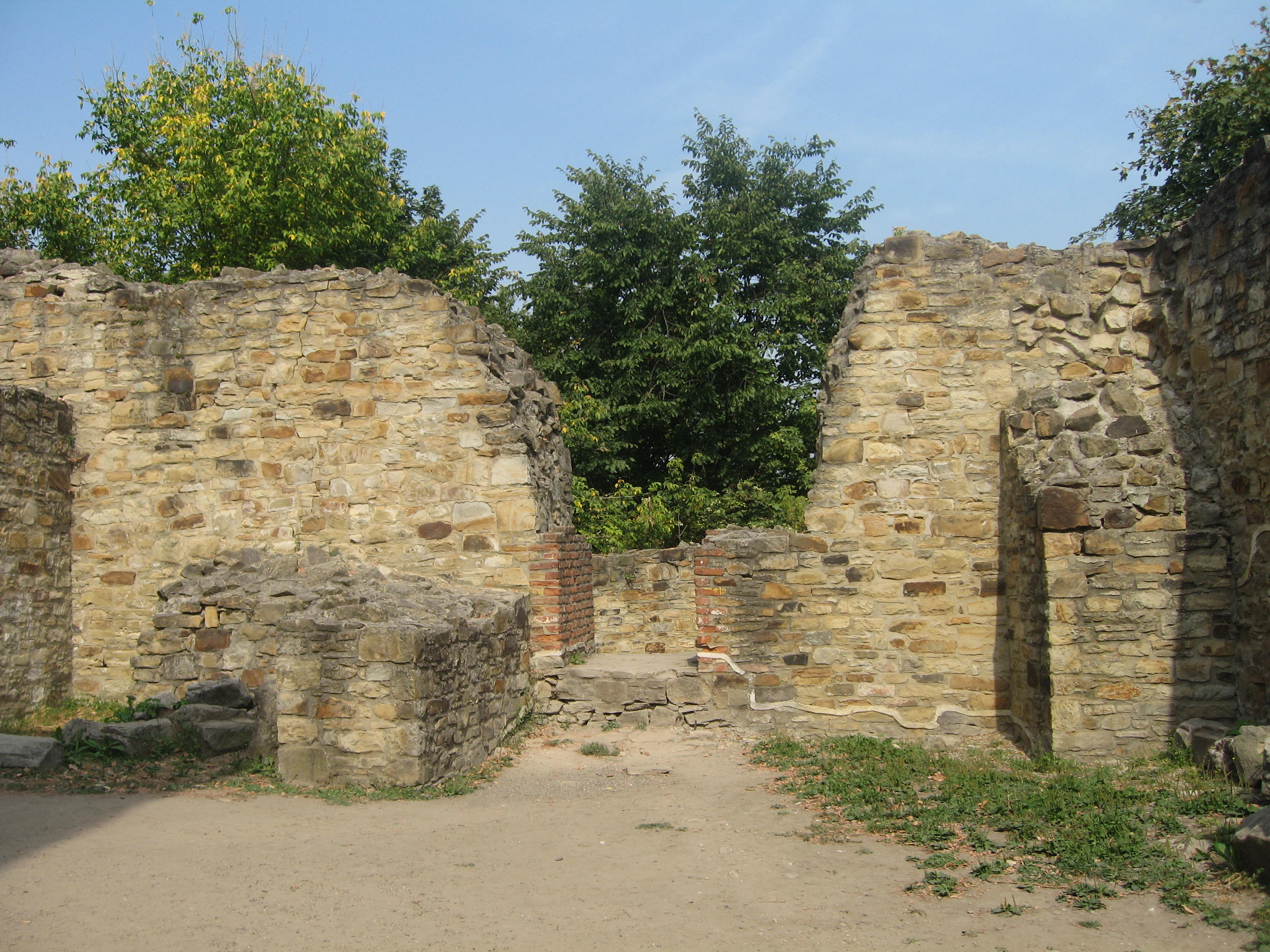
Accés a un bastió semicircular de l’època d’Esteve el Gran
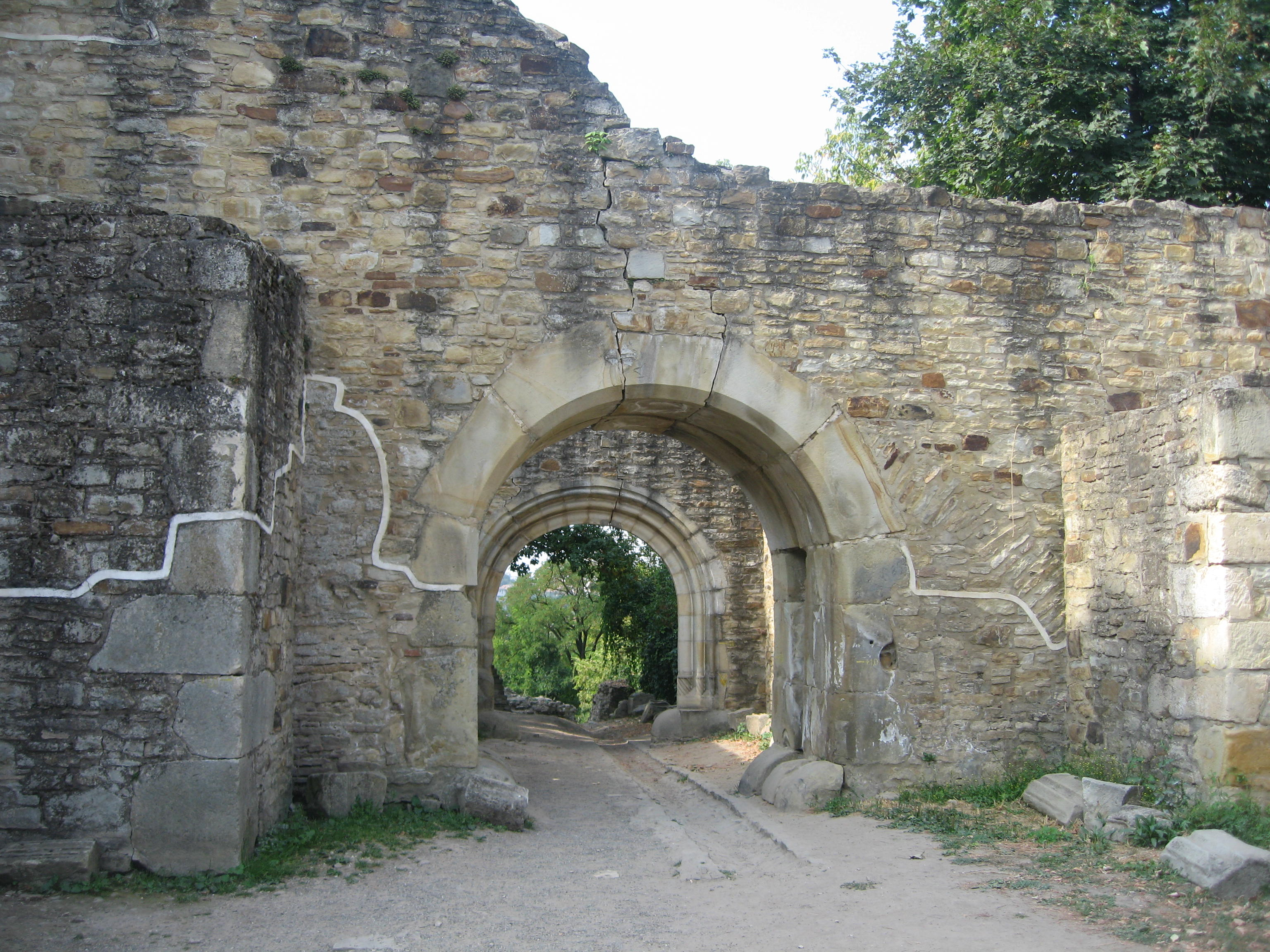
Portes d’entrada al fort Musatine
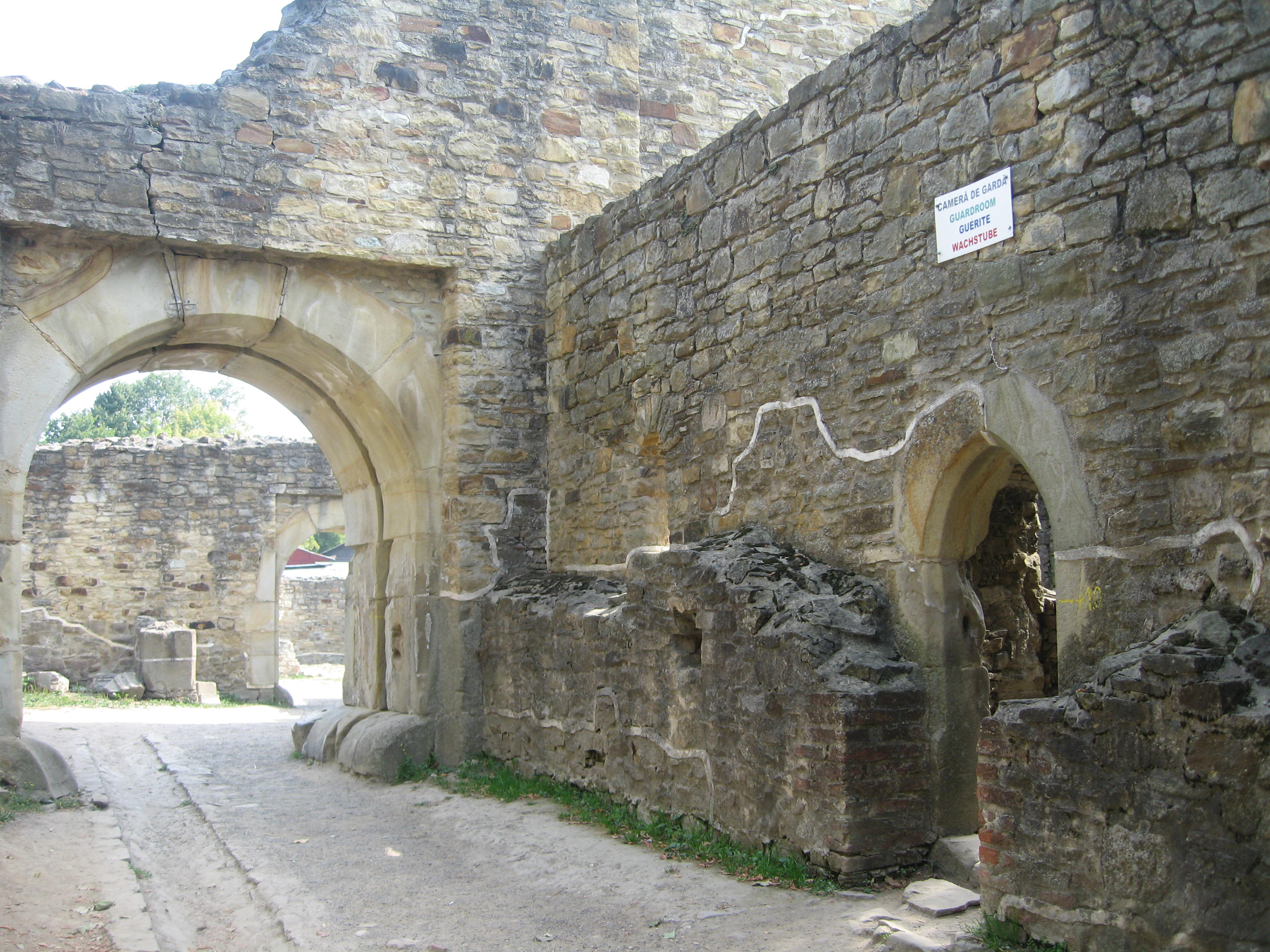
El vestíbul d’accés al fort Musatine, a la dreta, té una sala de guàrdia
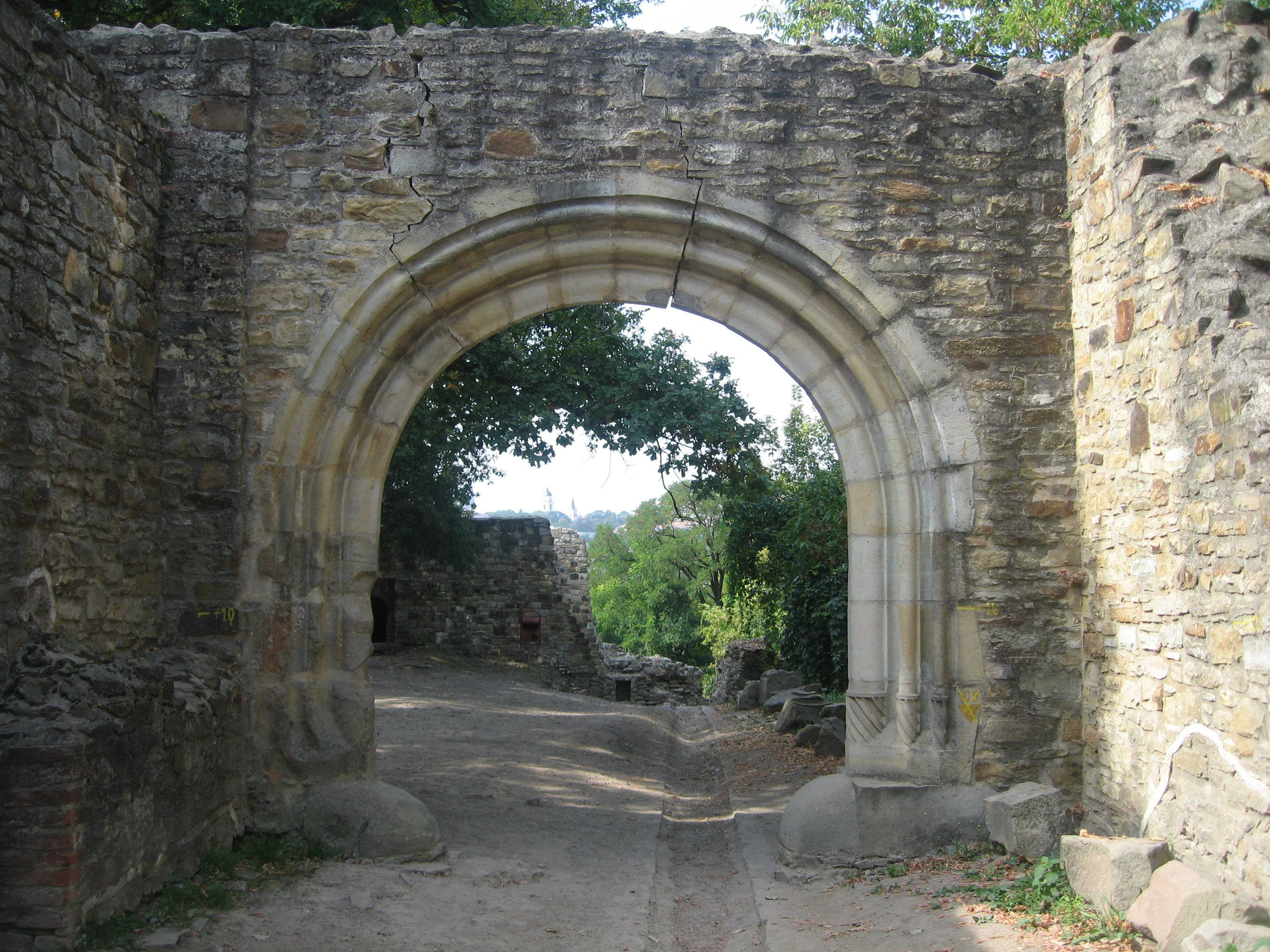
Porta d'entrada al pati interior del fort Musatine
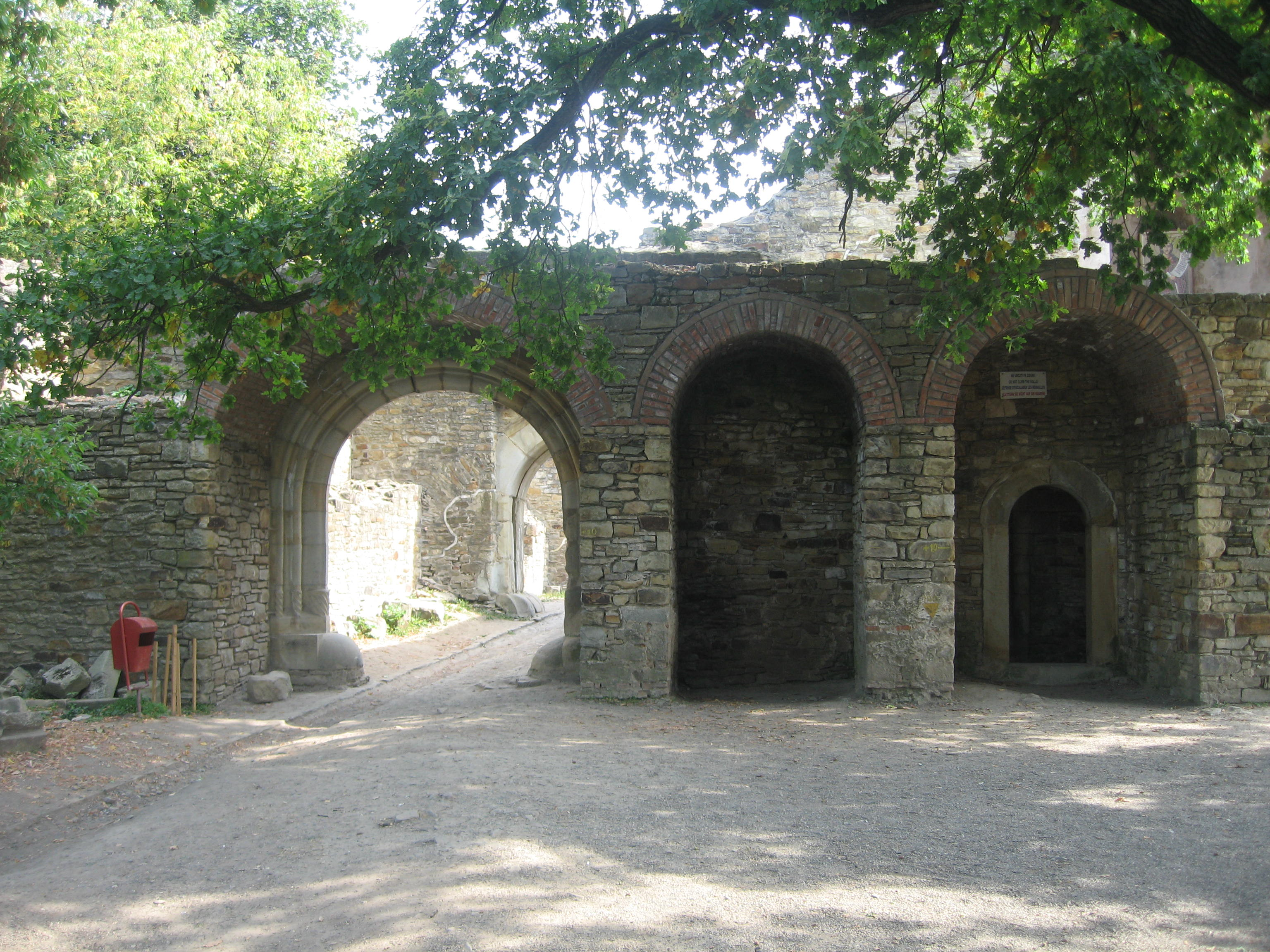
Porta d'entrada al fort Musatine
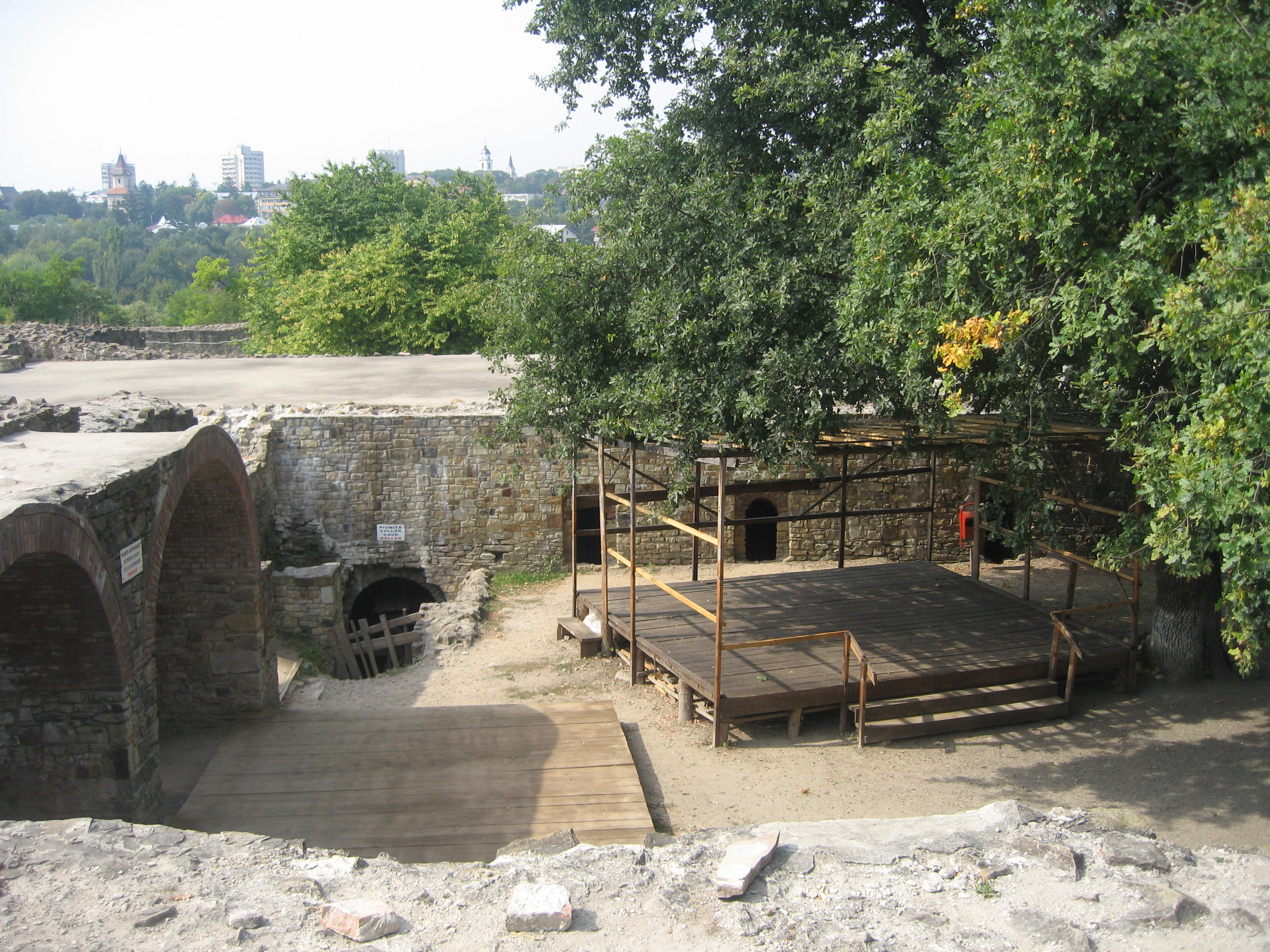
El pati interior del fort Musatine
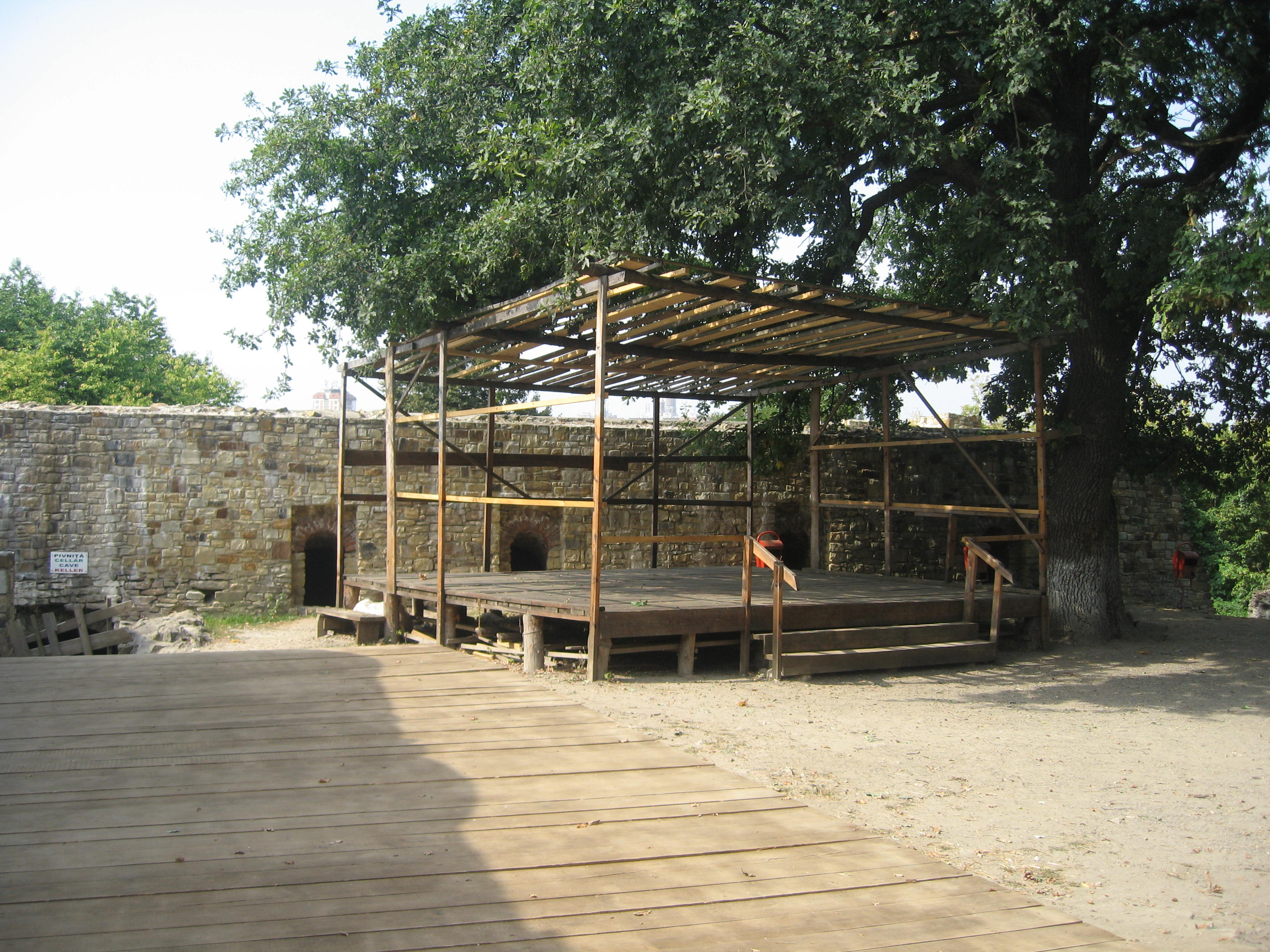
El pati interior del fort Musatine
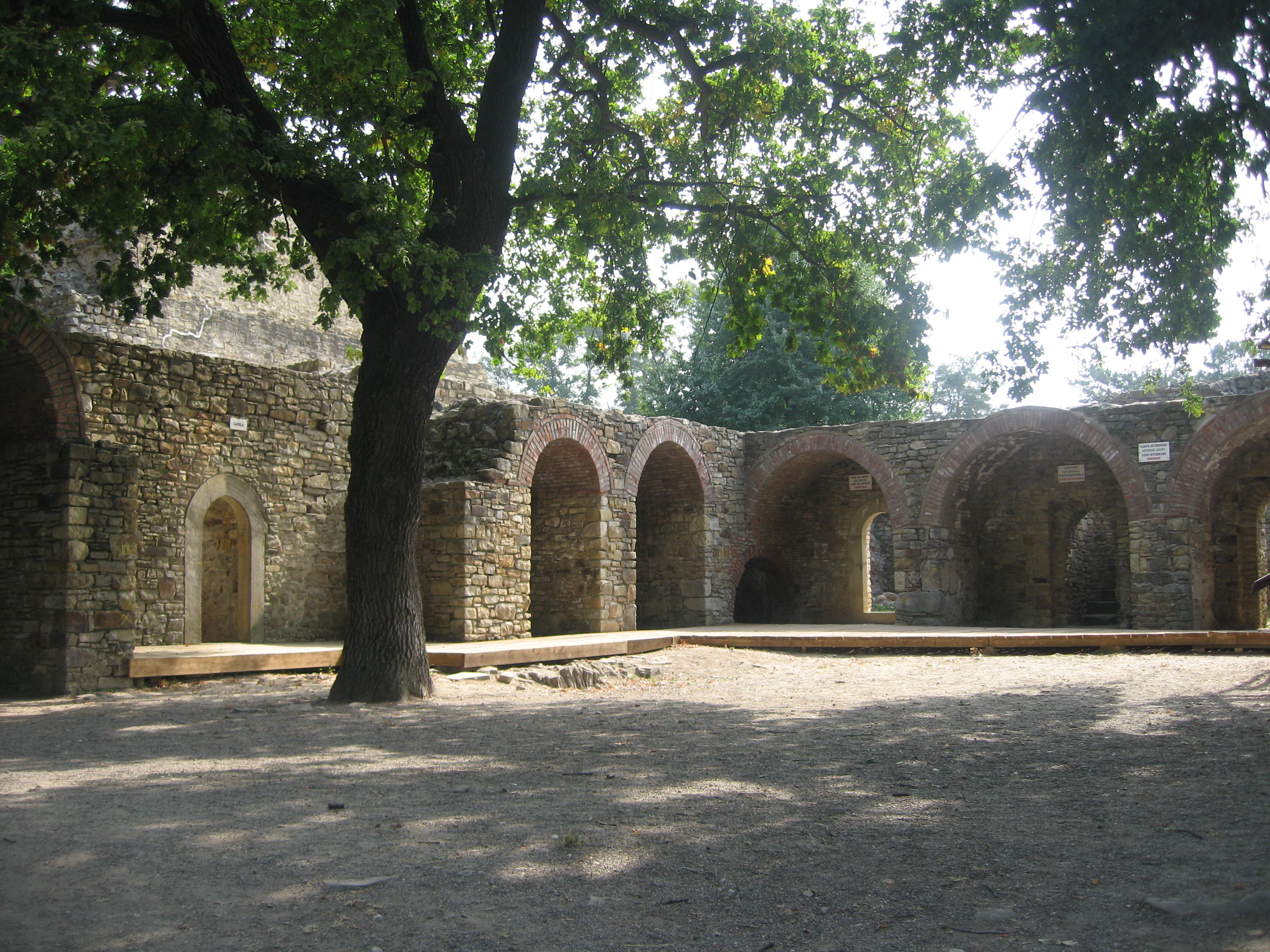
El pati interior del fort Musatine
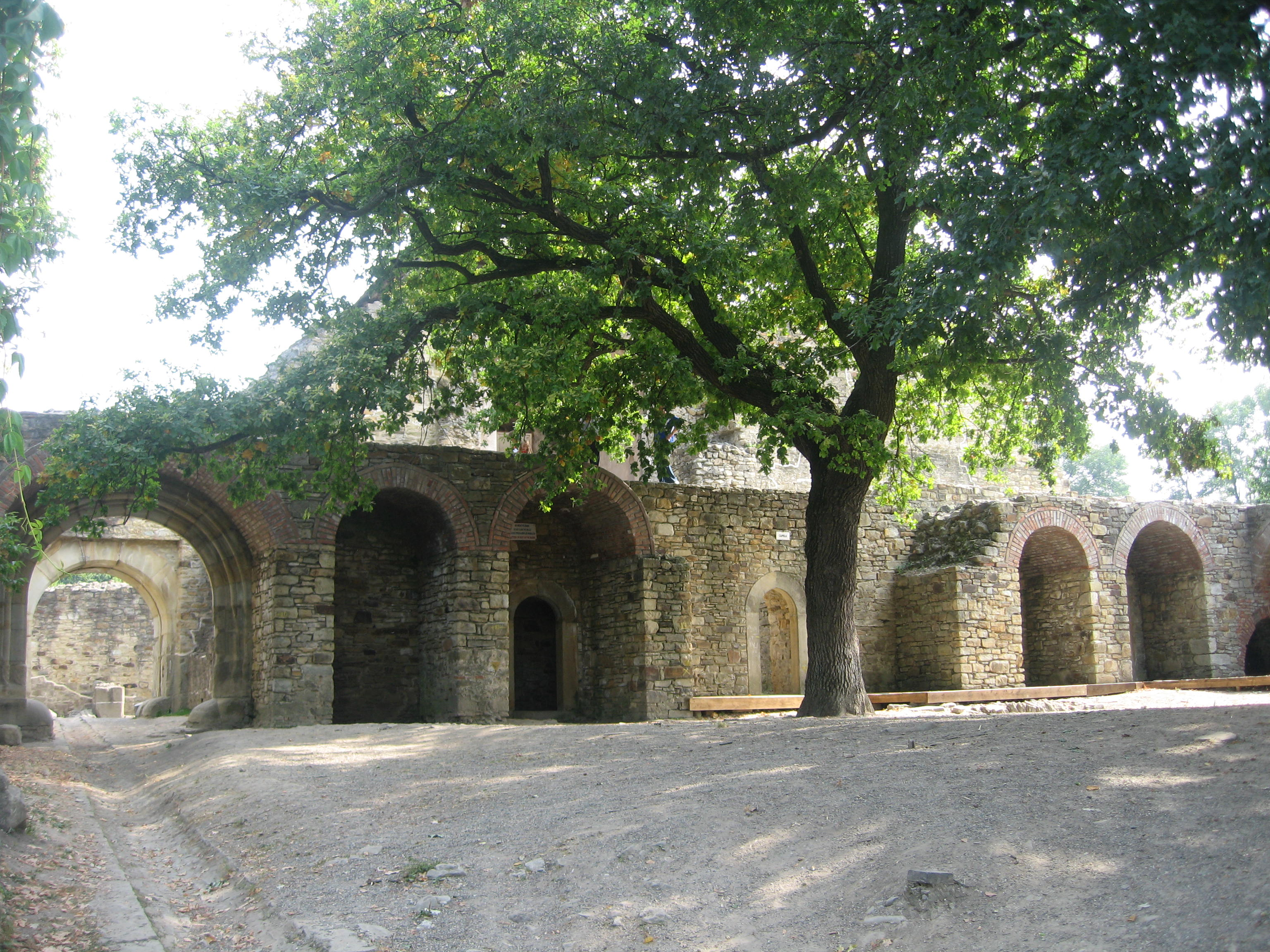
El pati interior del fort Musatine
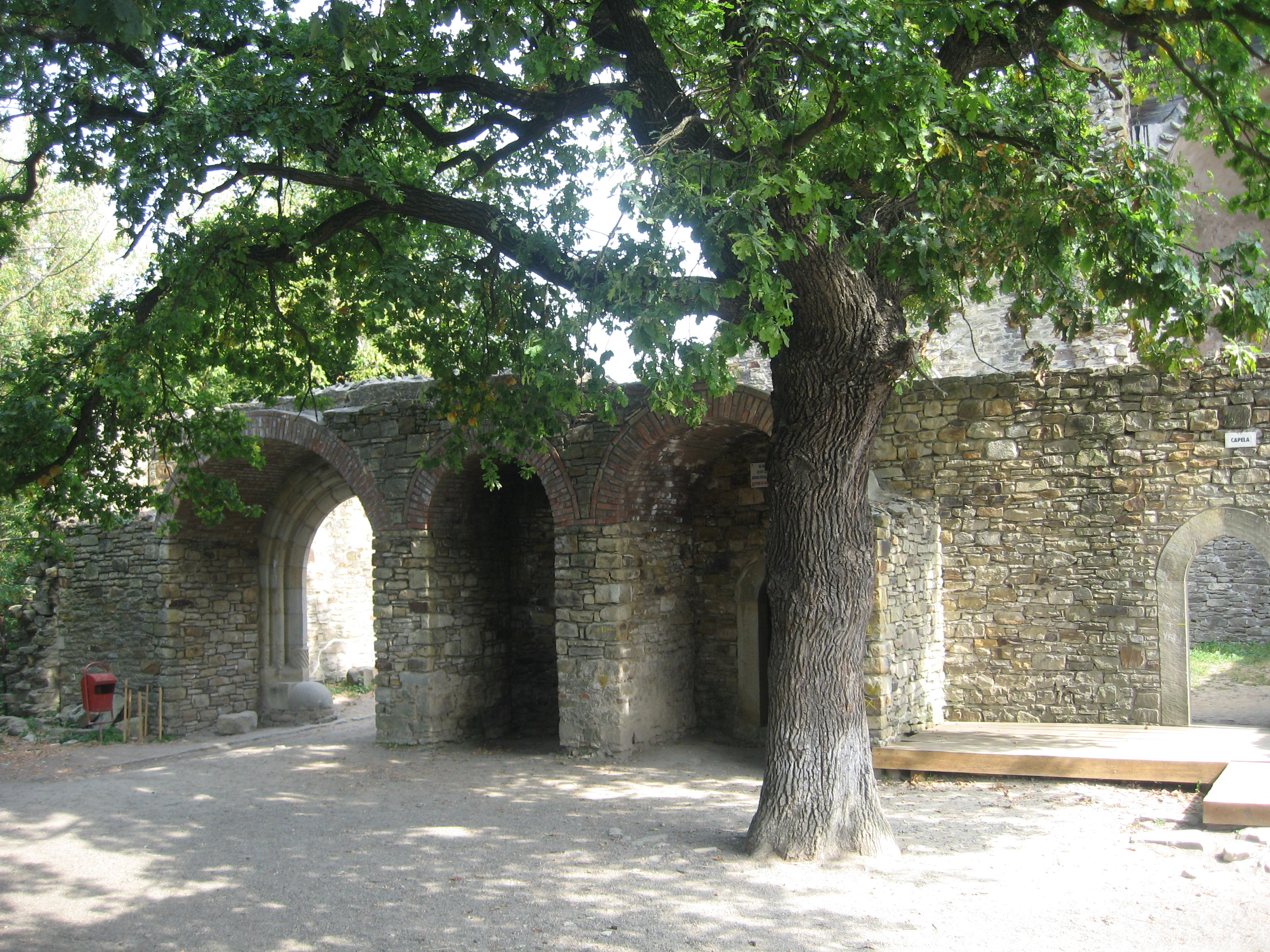
Habitacions amb accés des del pati interior
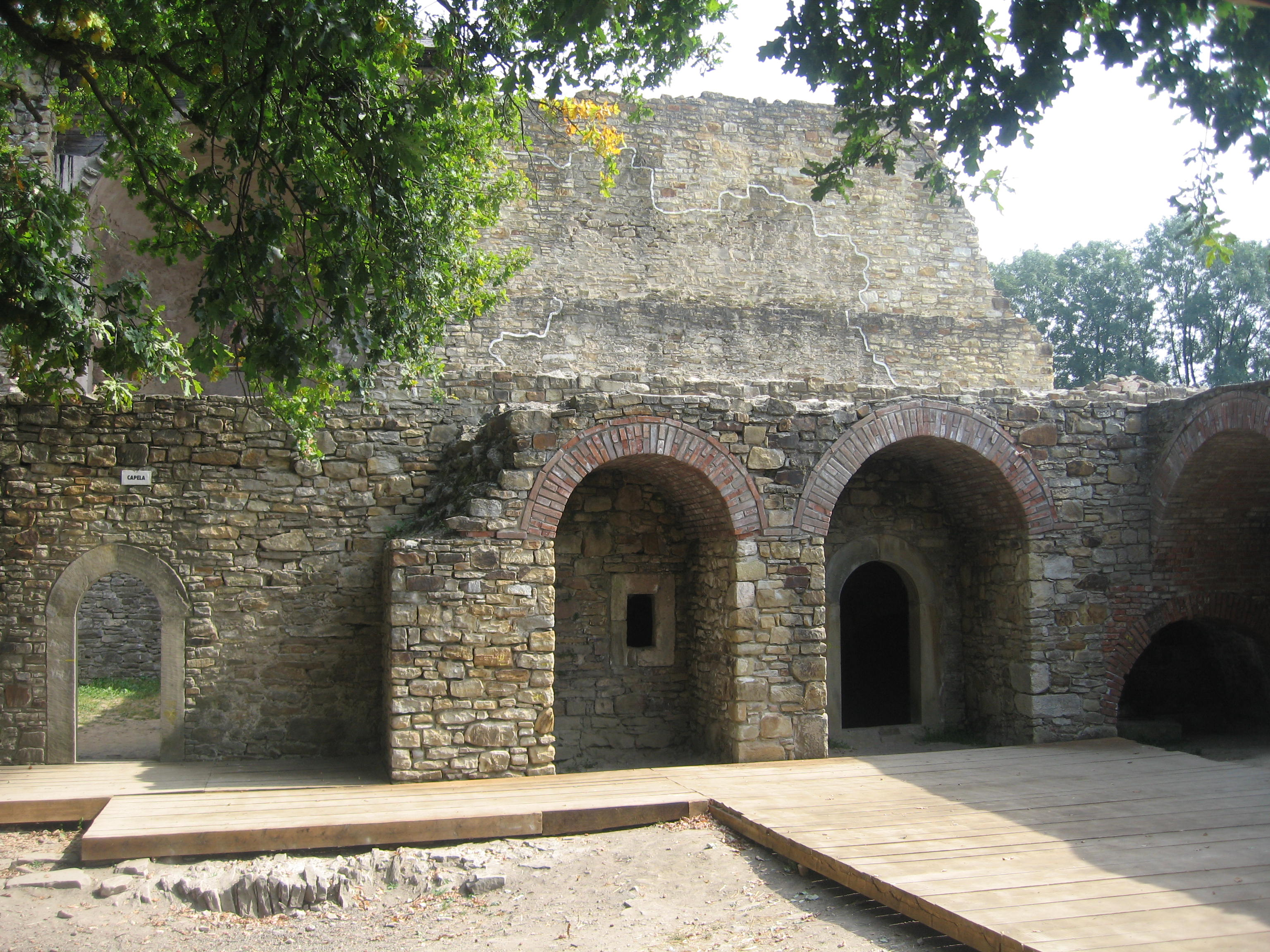
A l'esquerra hi ha la capella i a la dreta el dipòsit
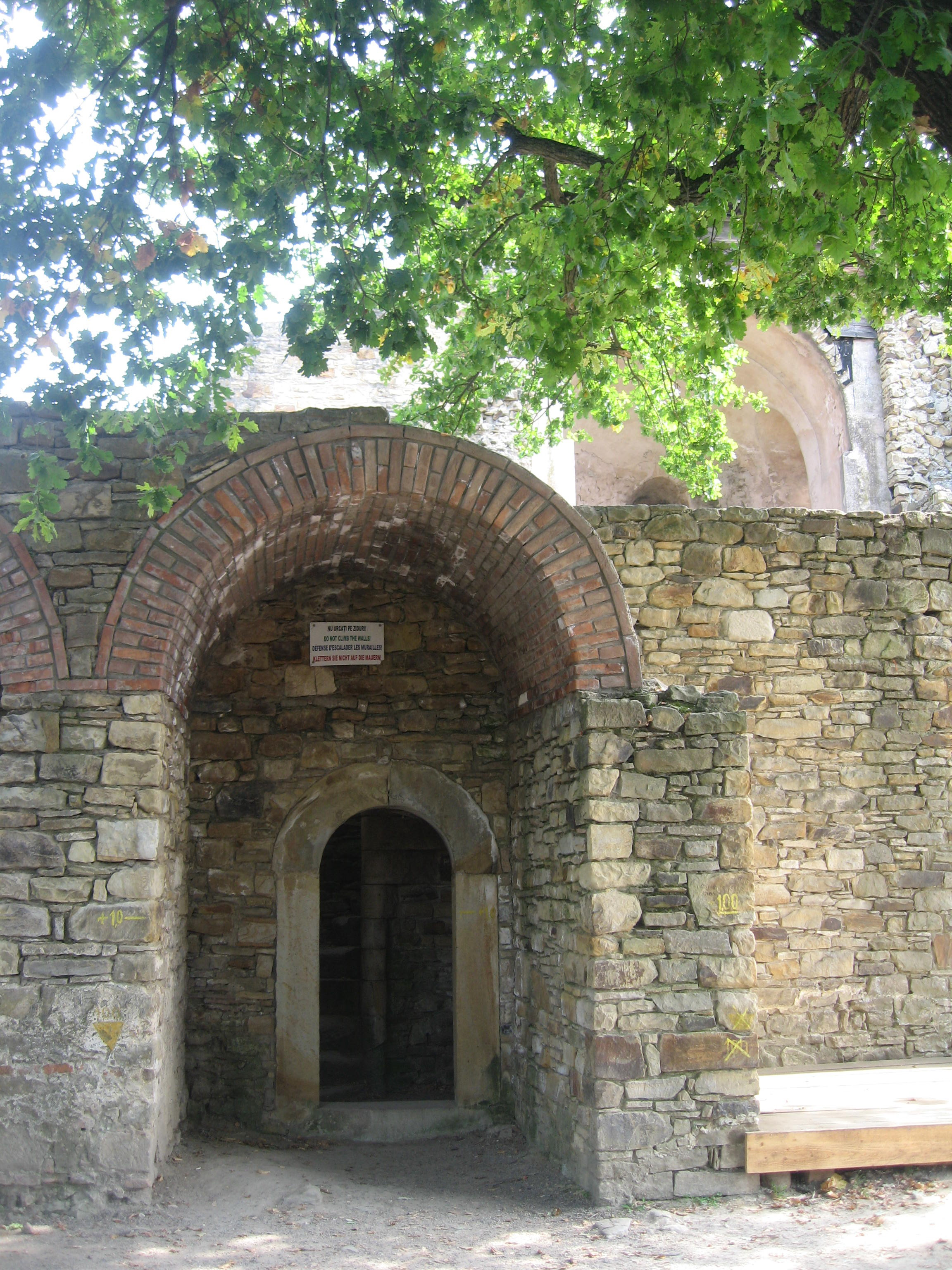
Escales d'accés a la primera planta del fort Musatine
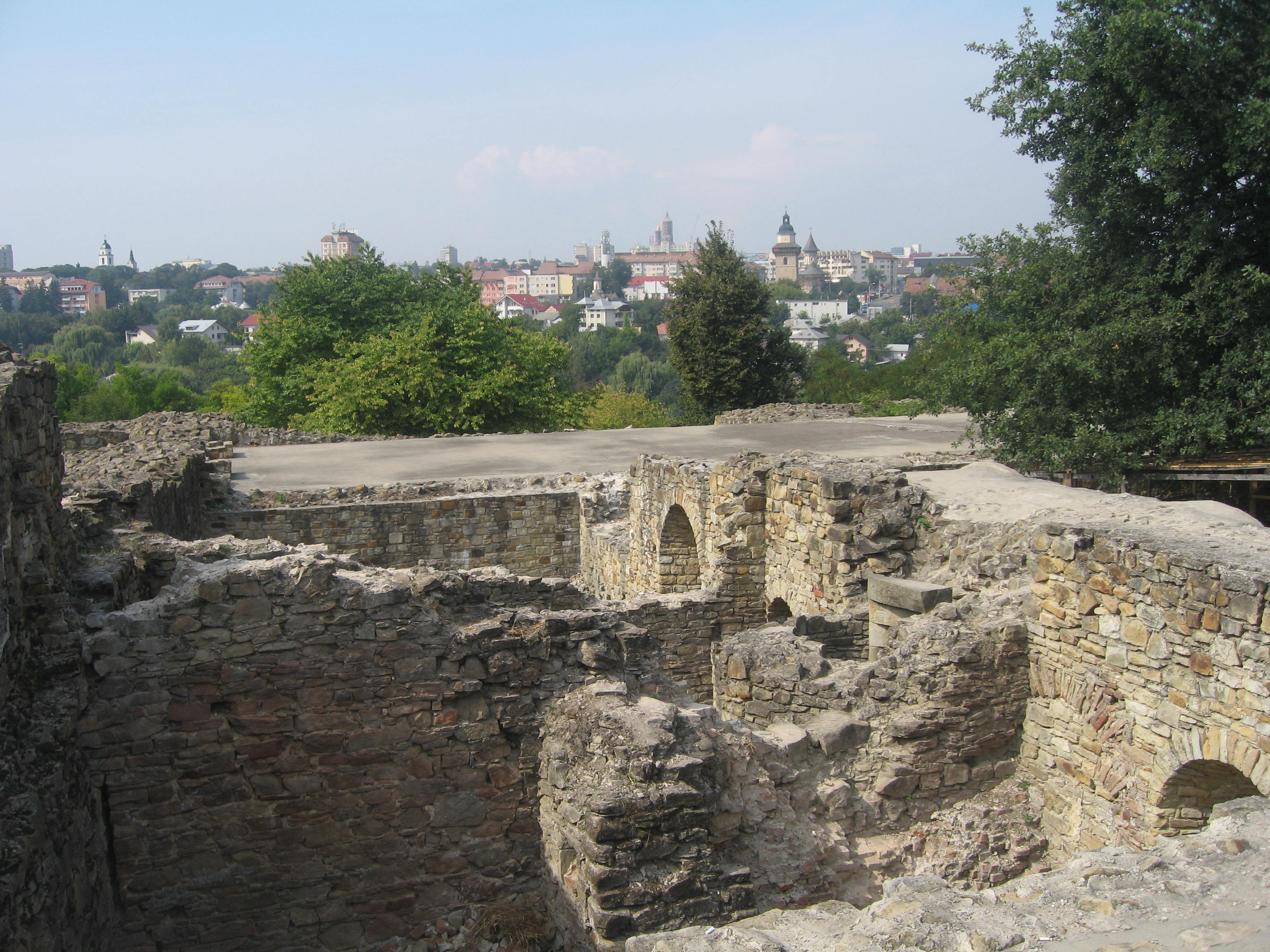
La fortalesa vista des de les muralles
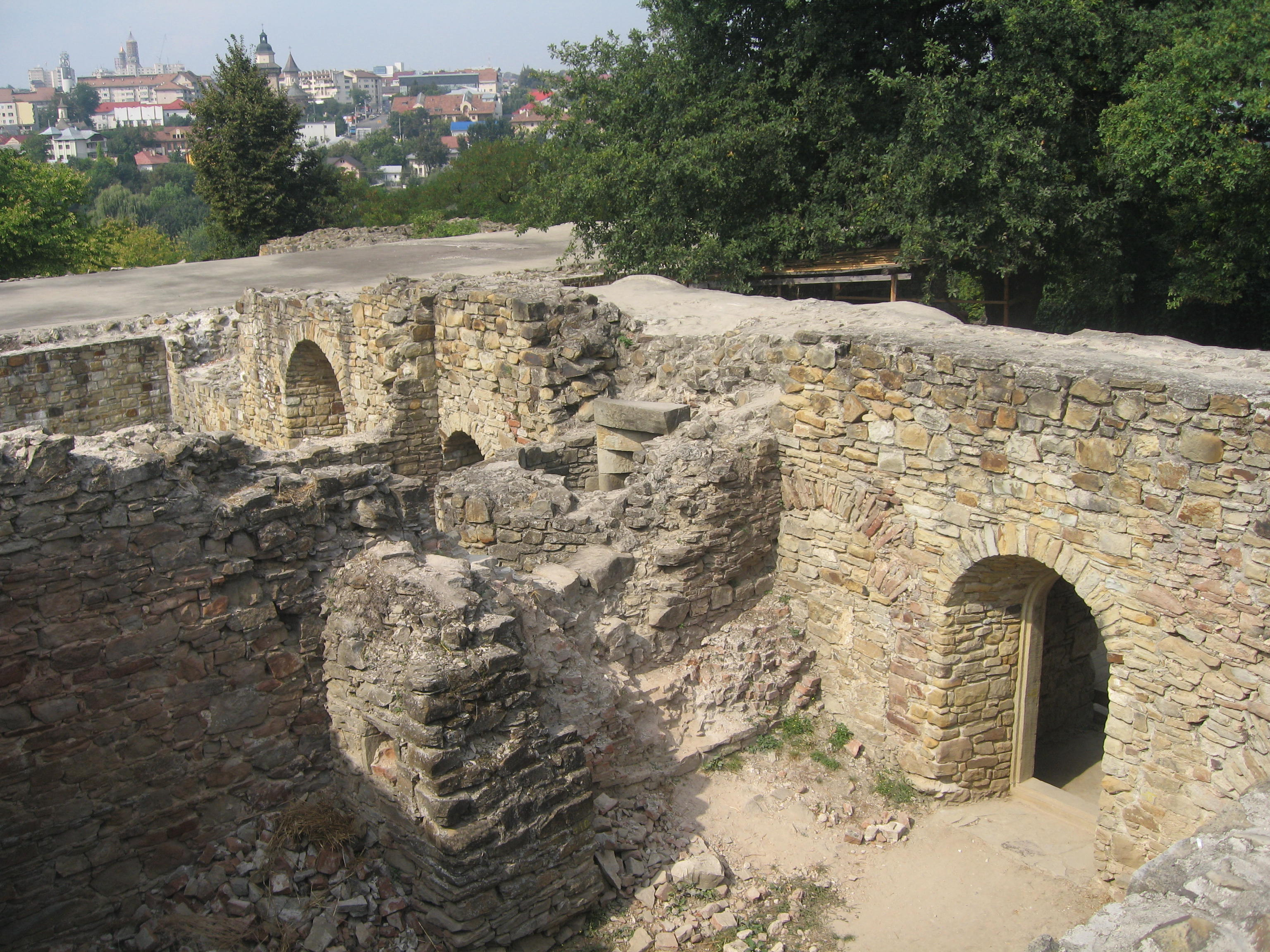
La fortalesa vista des de les muralles
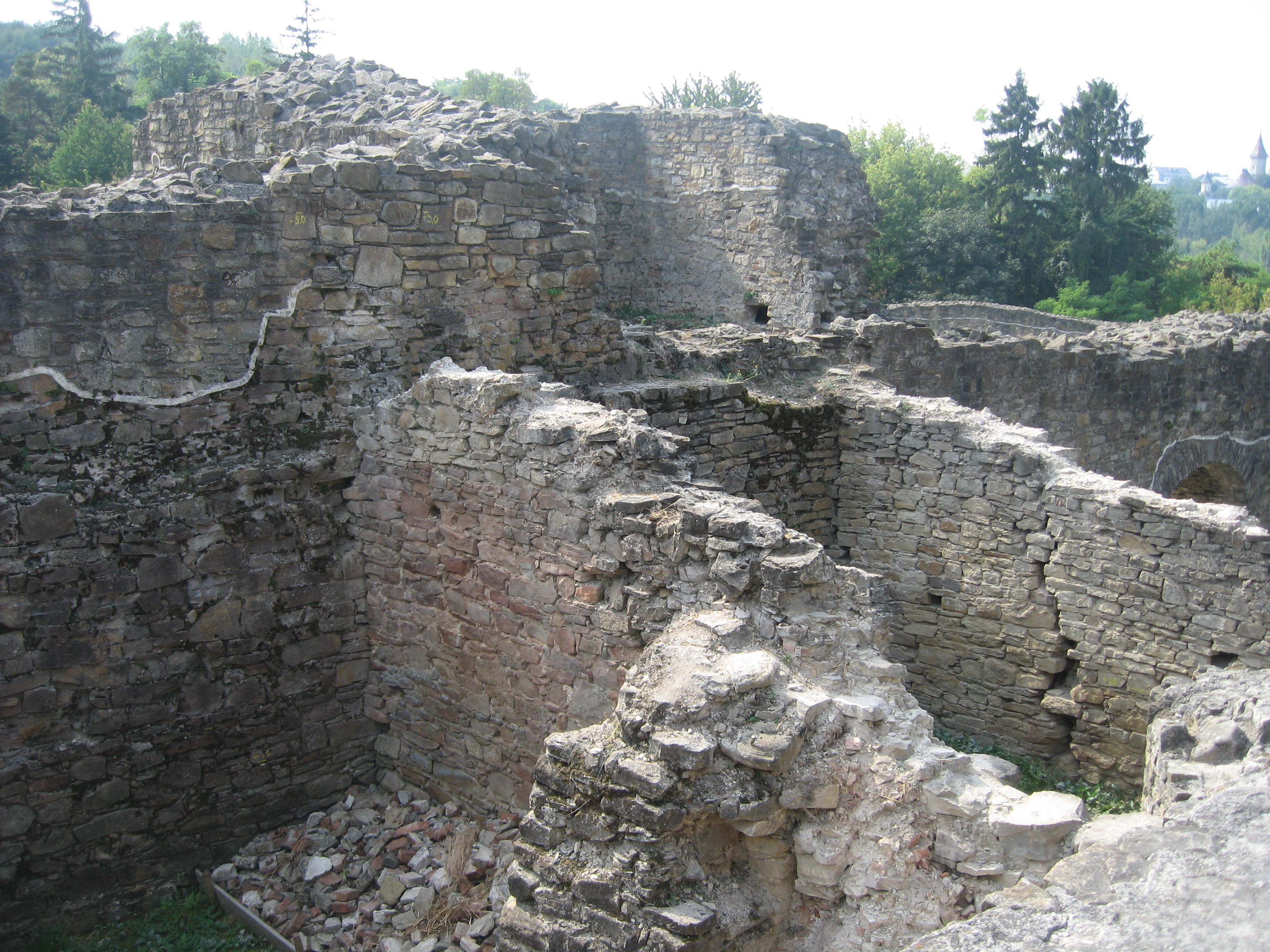
La fortalesa vista des de les muralles
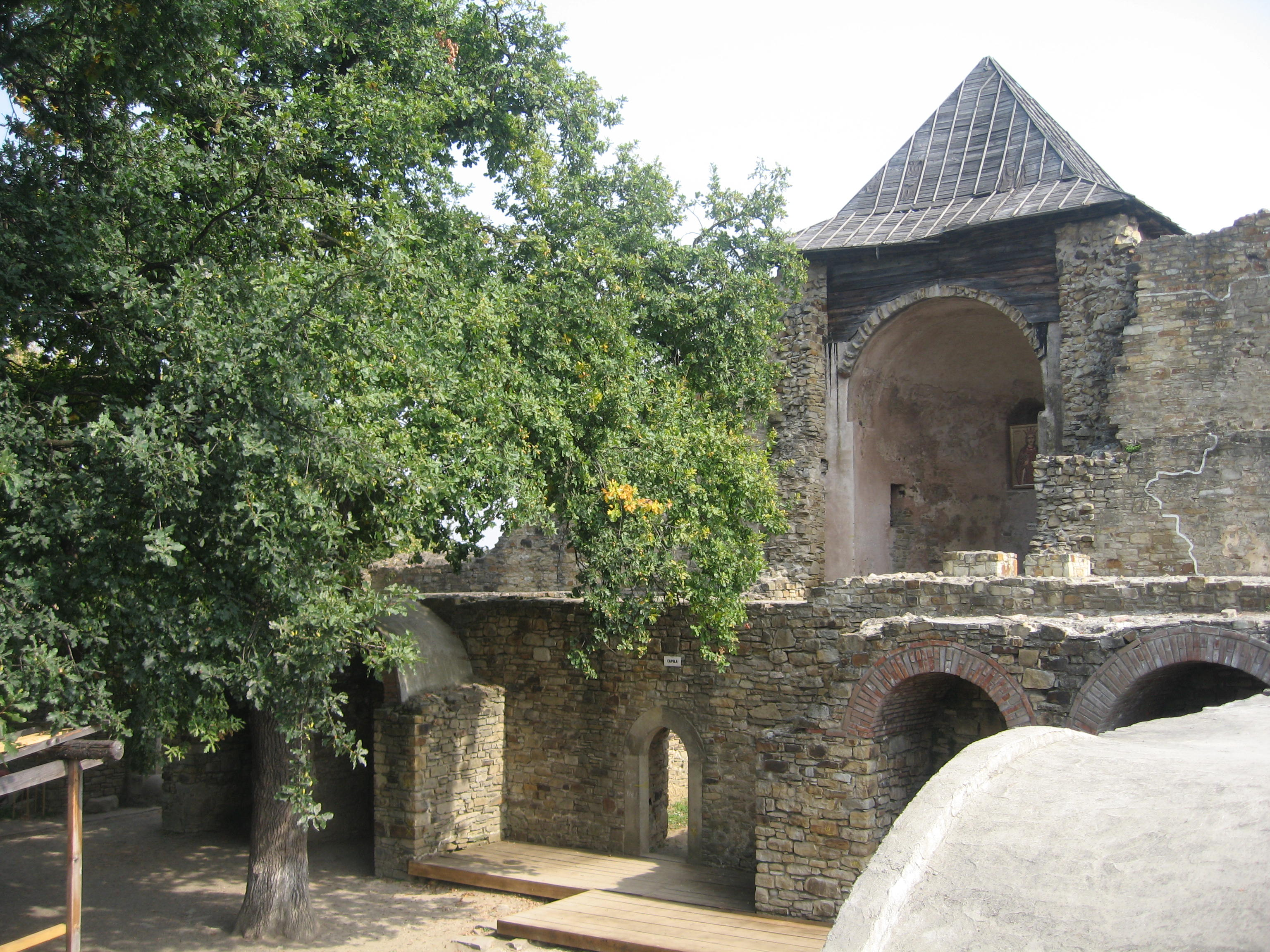
La capella vista des de les muralles
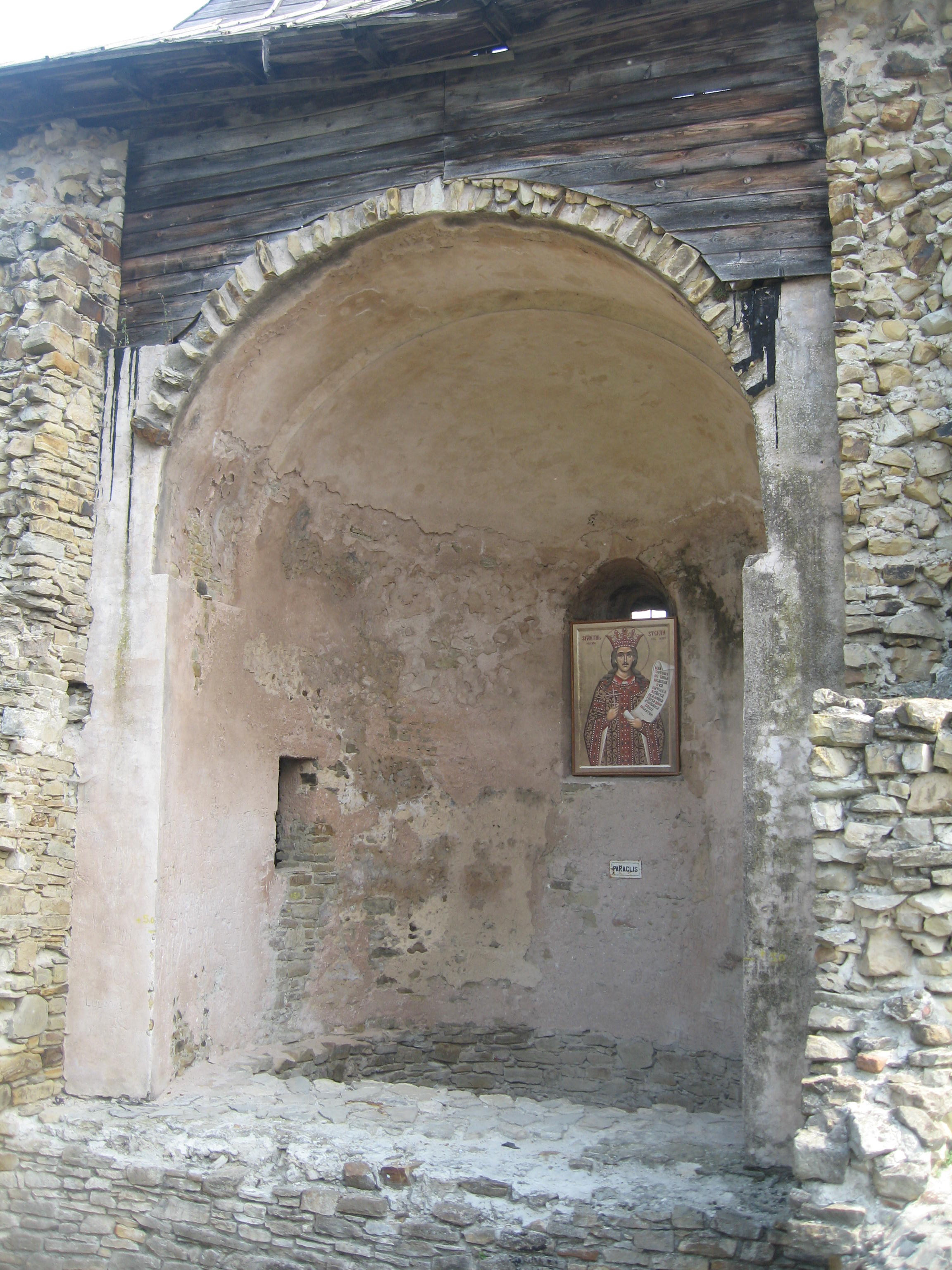
La volta de la capella
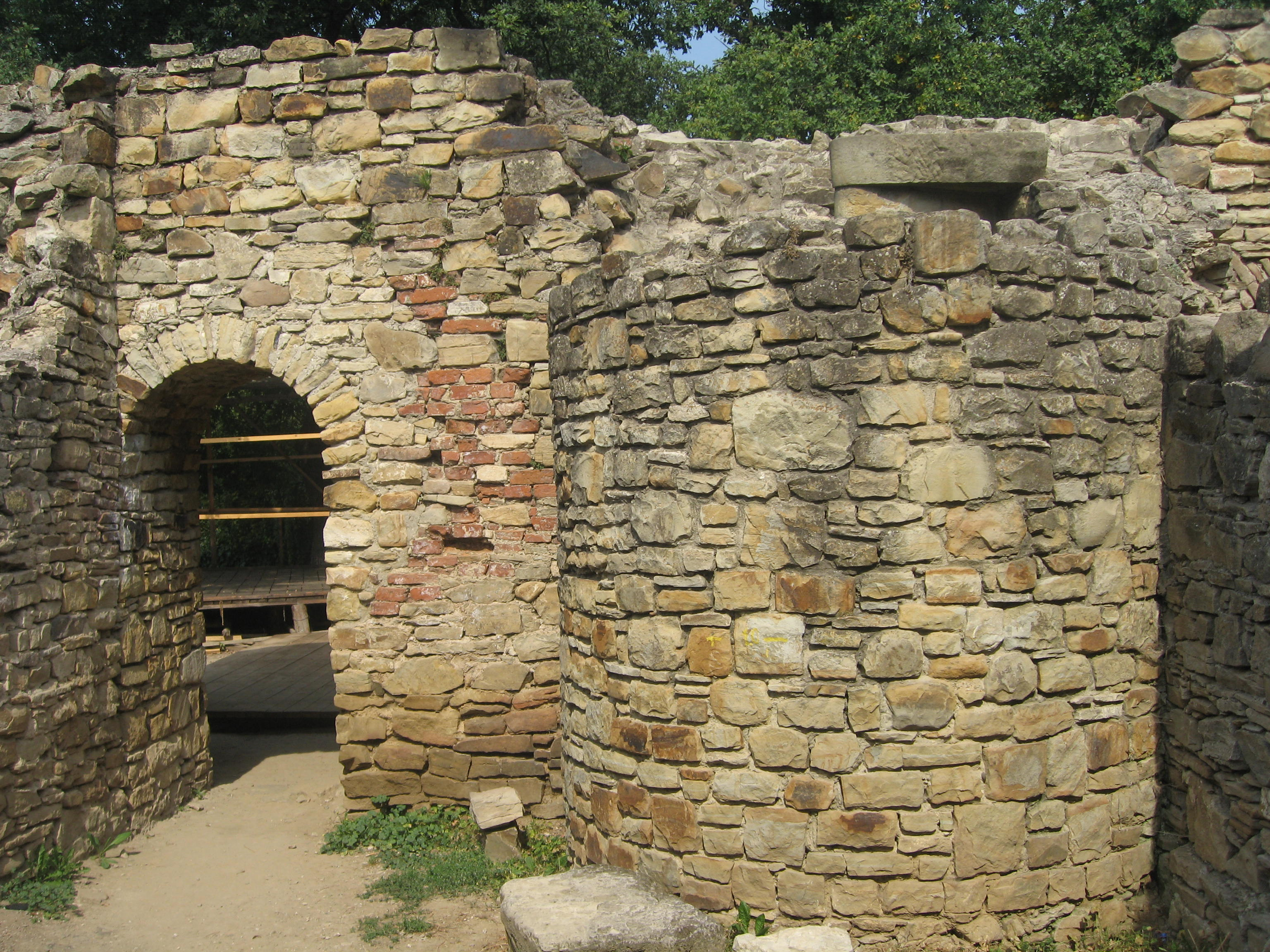
Sala de presons
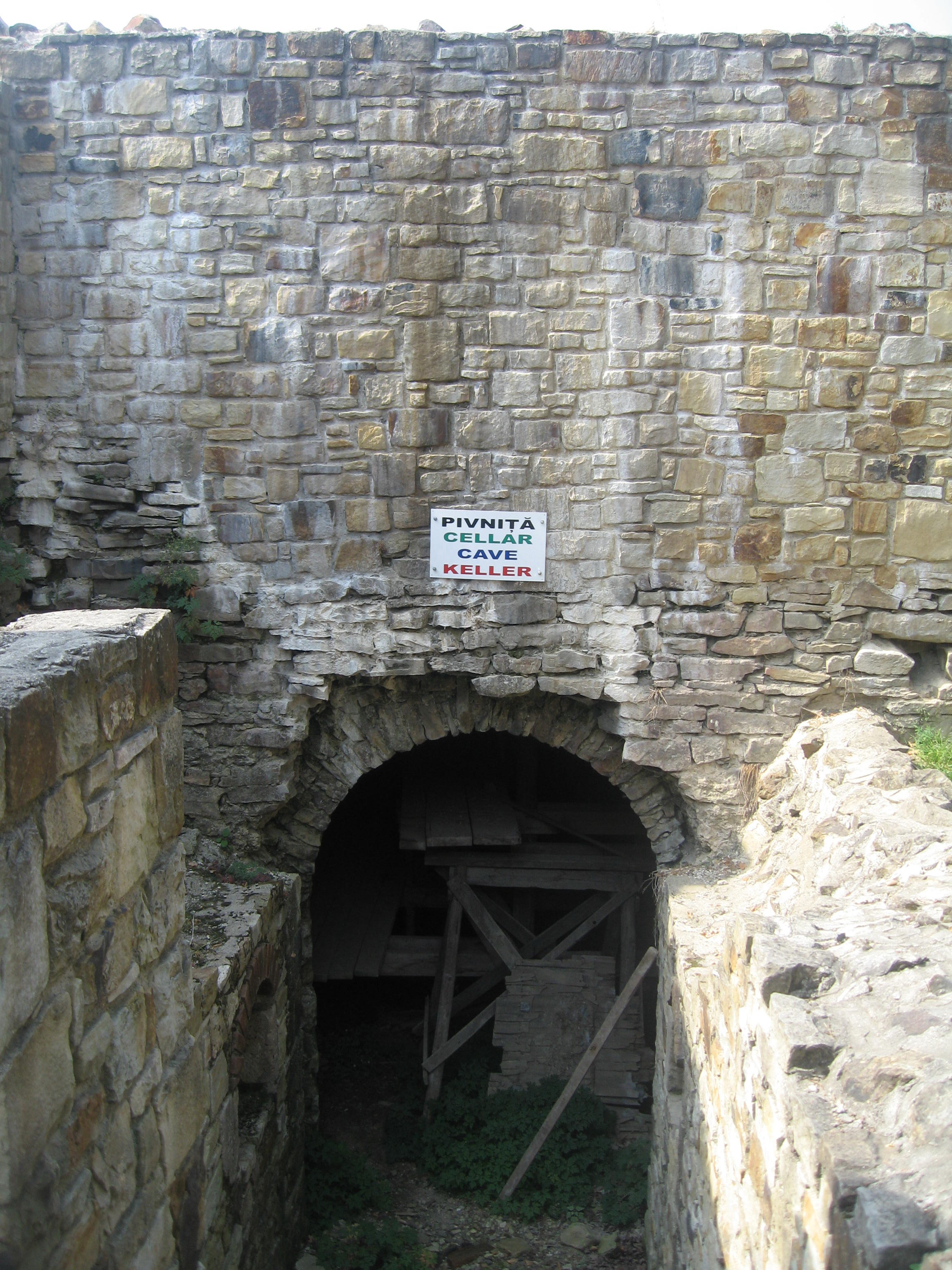
Entrada al celler
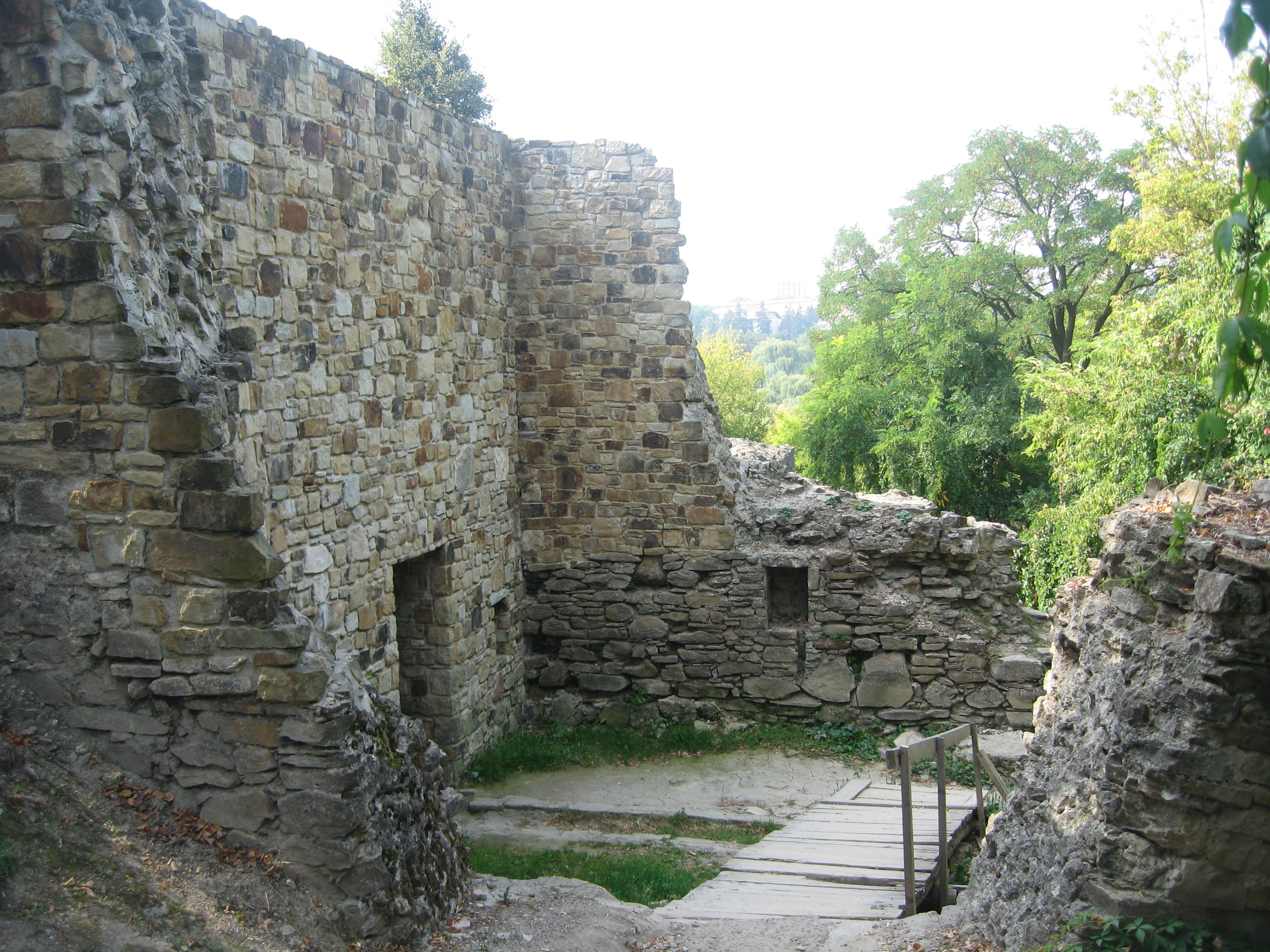
Una altra entrada al soterrani
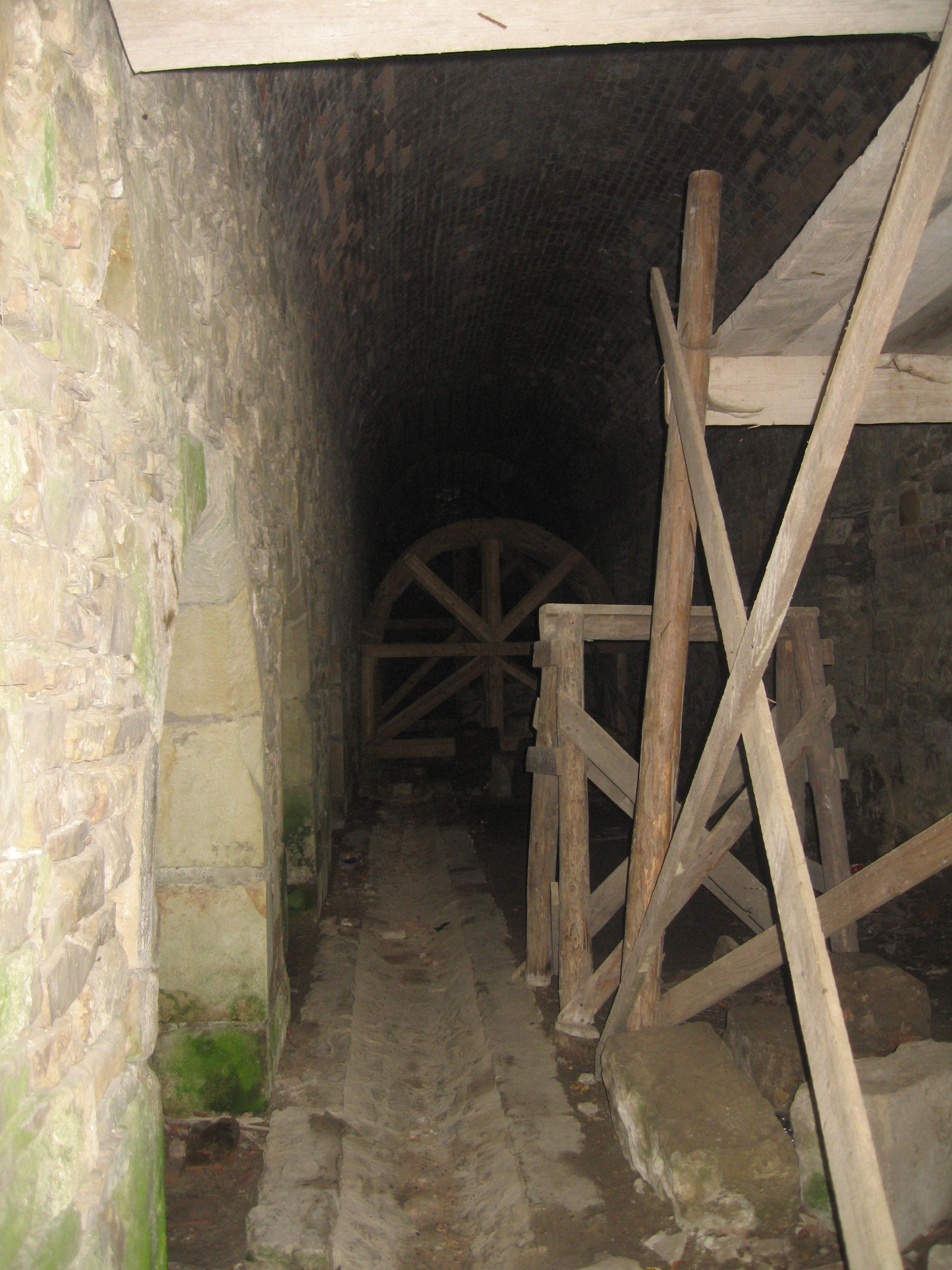
L’interior del celler
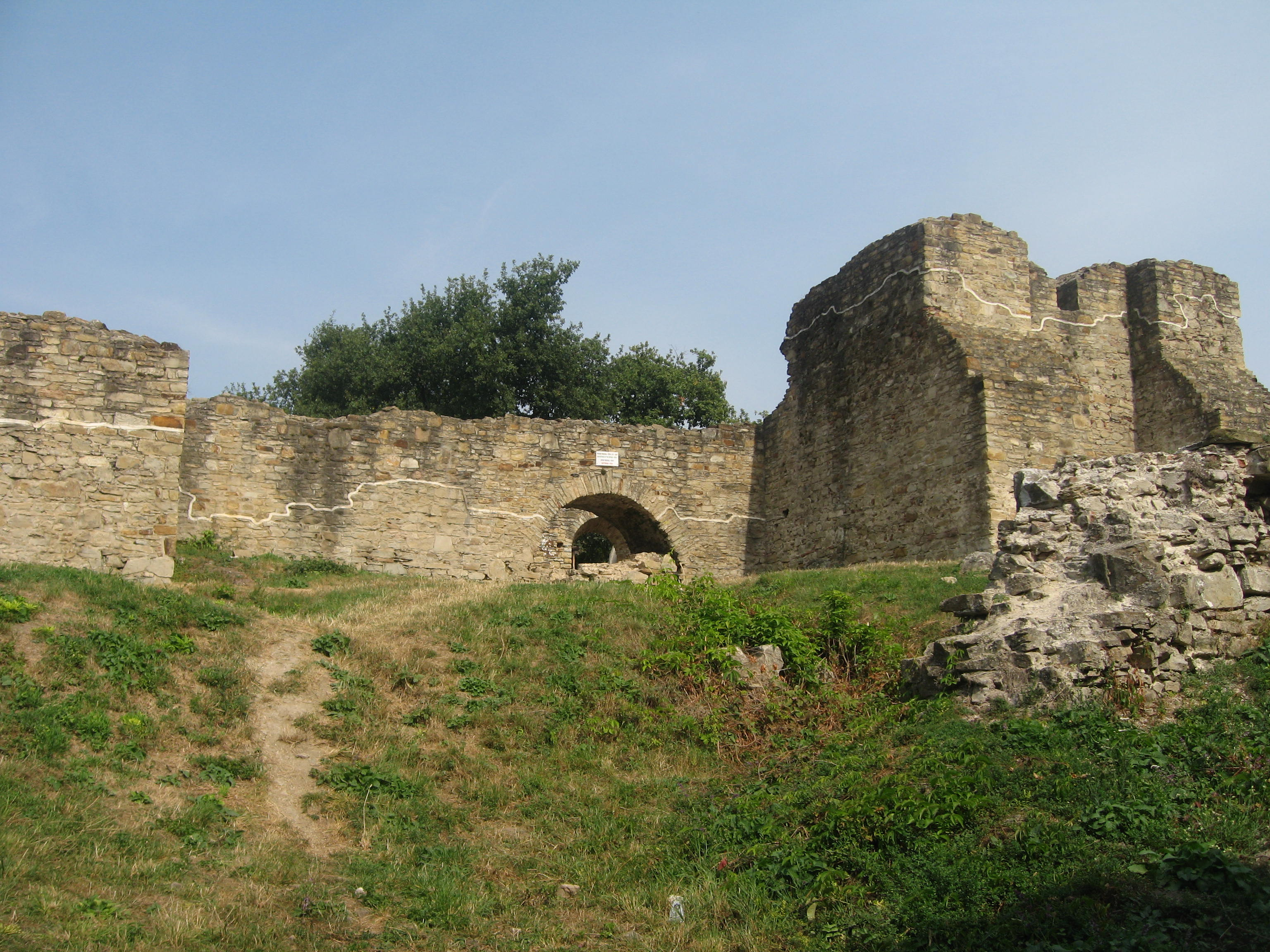
L'entrada pel costat sud, que data de l’època de Petru Mușat
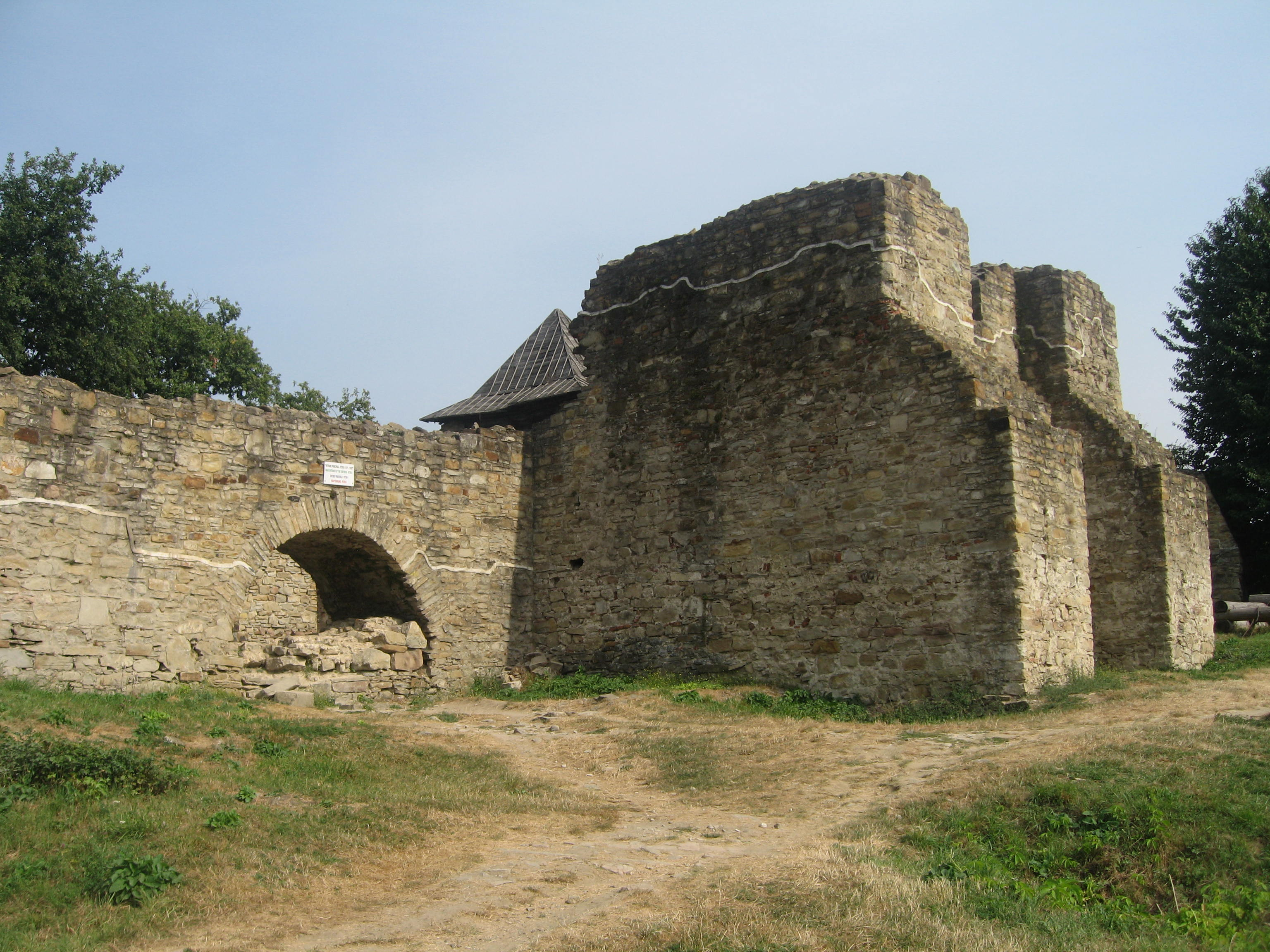
L'entrada pel costat sud, que data de l’època de Petru Mușat
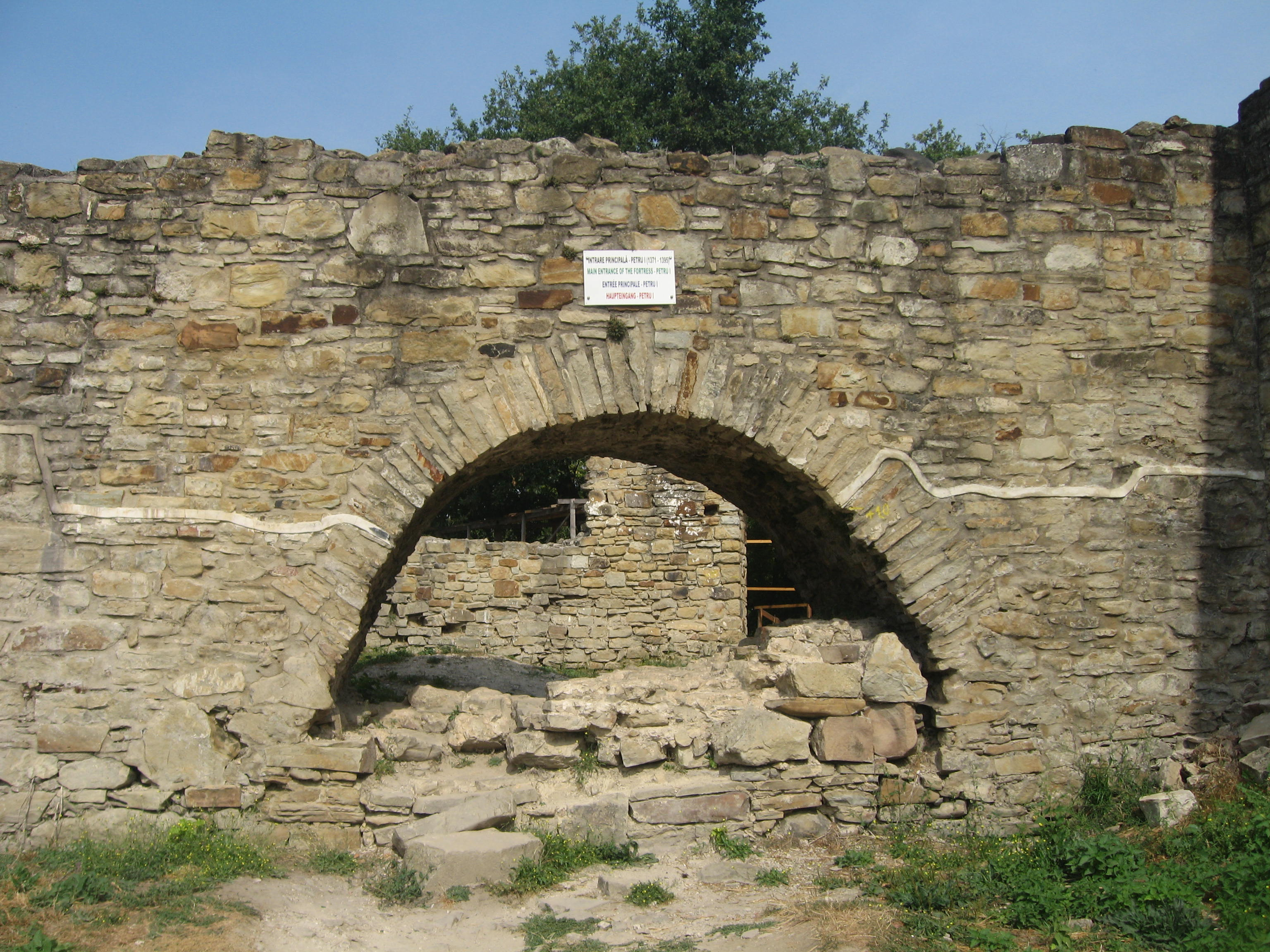
L'entrada pel costat sud, que data de l’època de Petru Mușat
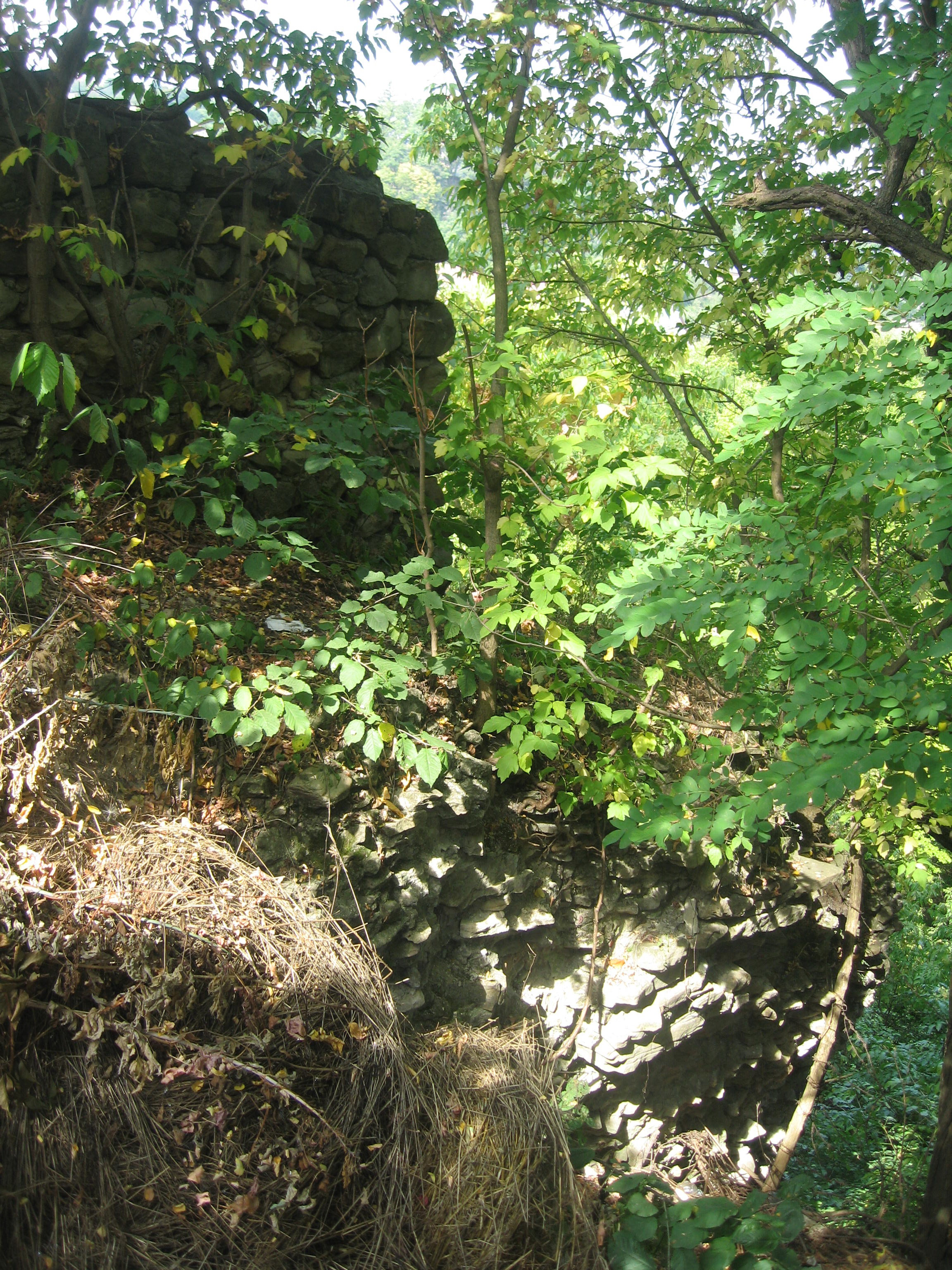
Restes del mur nord, ensorrades fa segles
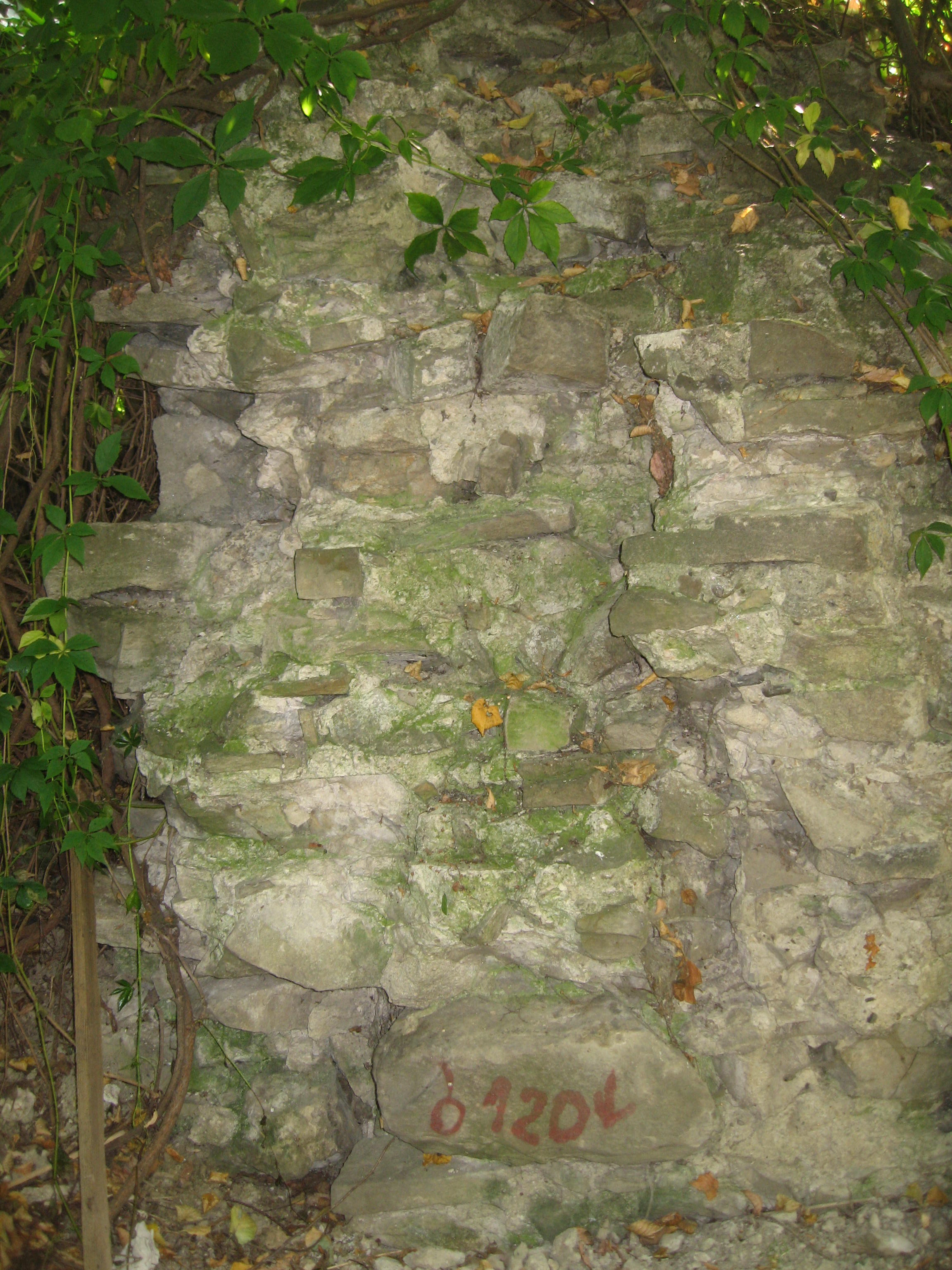
Restes del mur nord, ensorrades fa segles
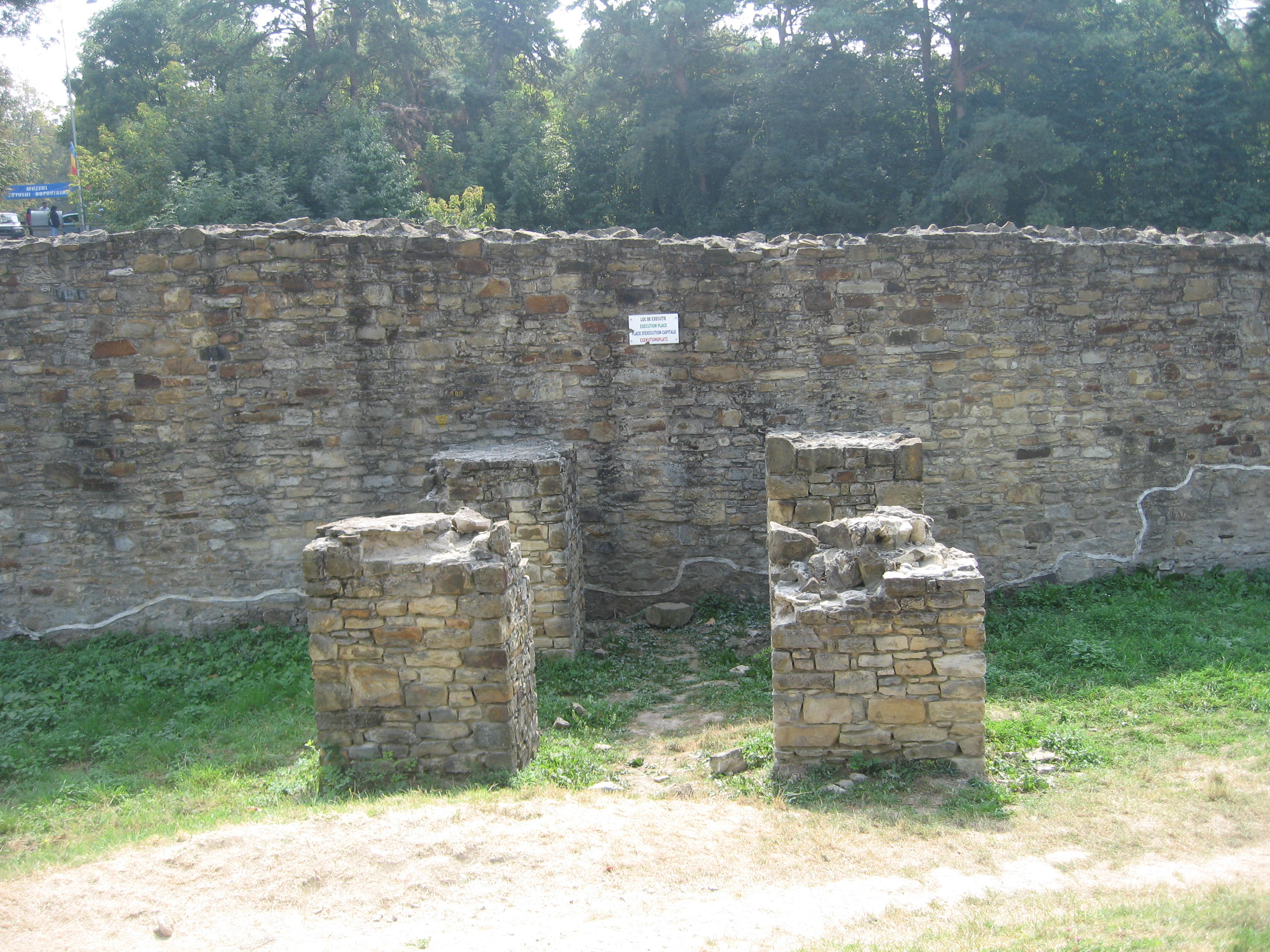
Lloc d’execució
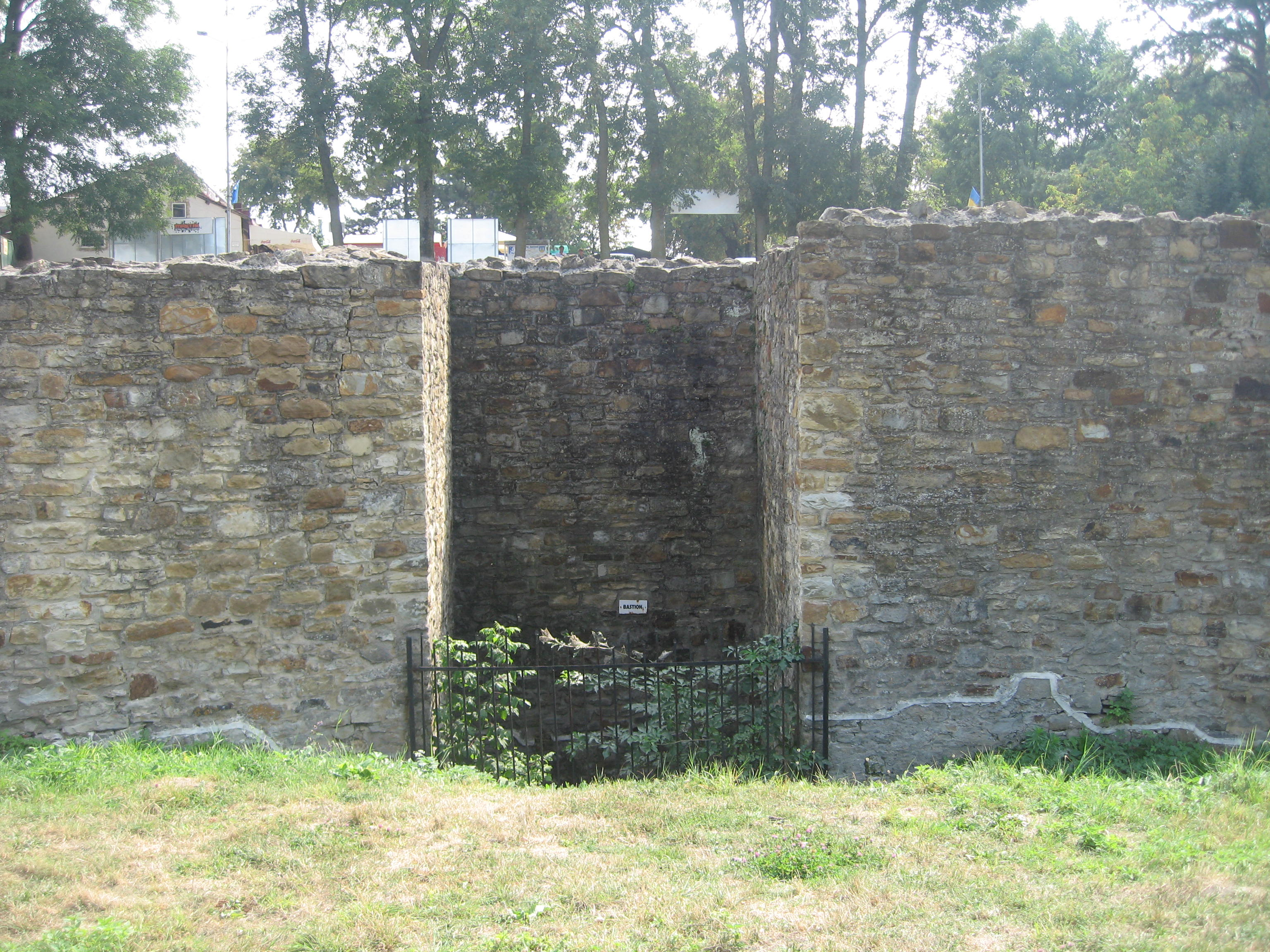
Bastió quadrat construït abans del 1476
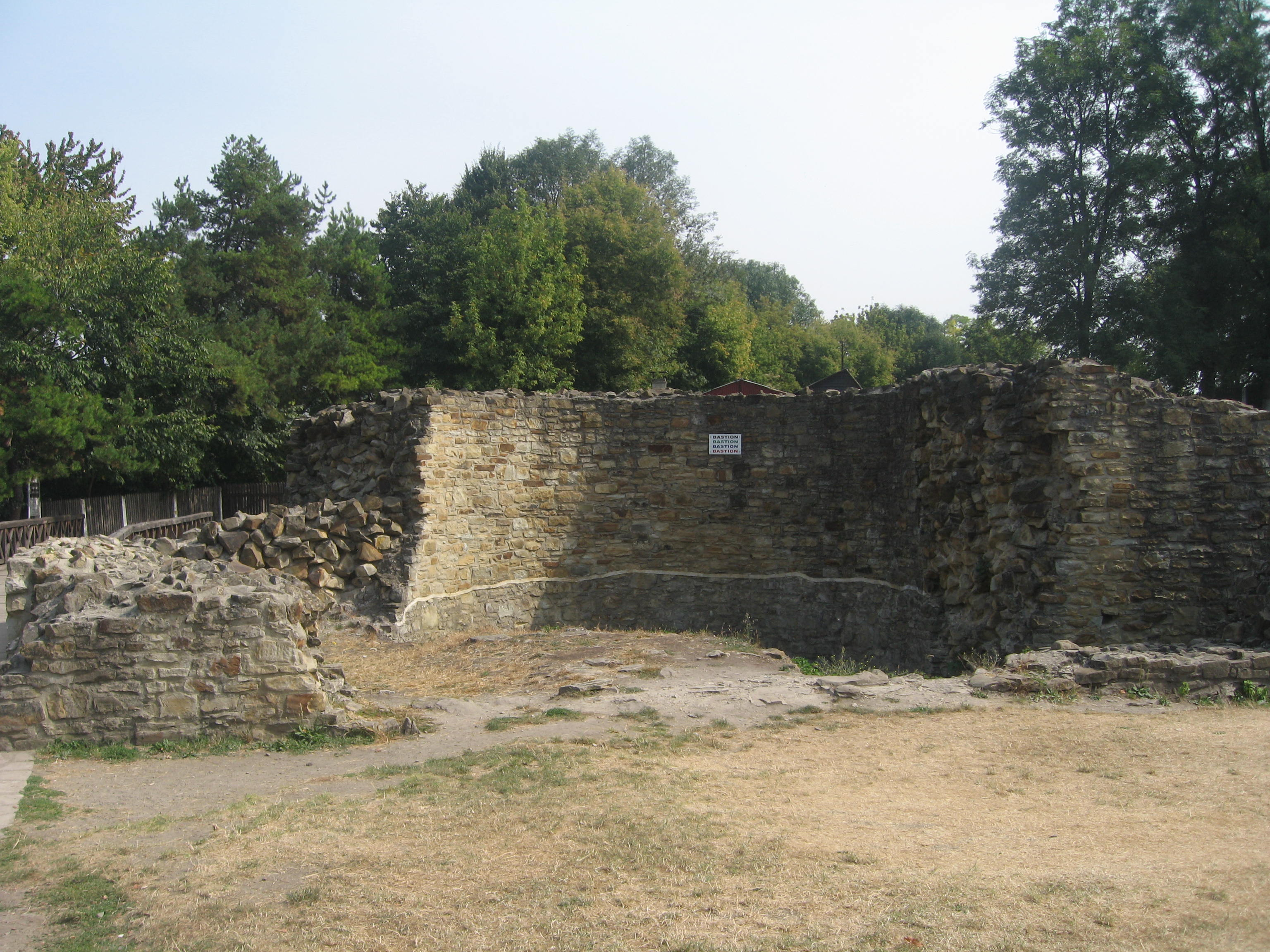
Bastió semicircular construït després del 1476
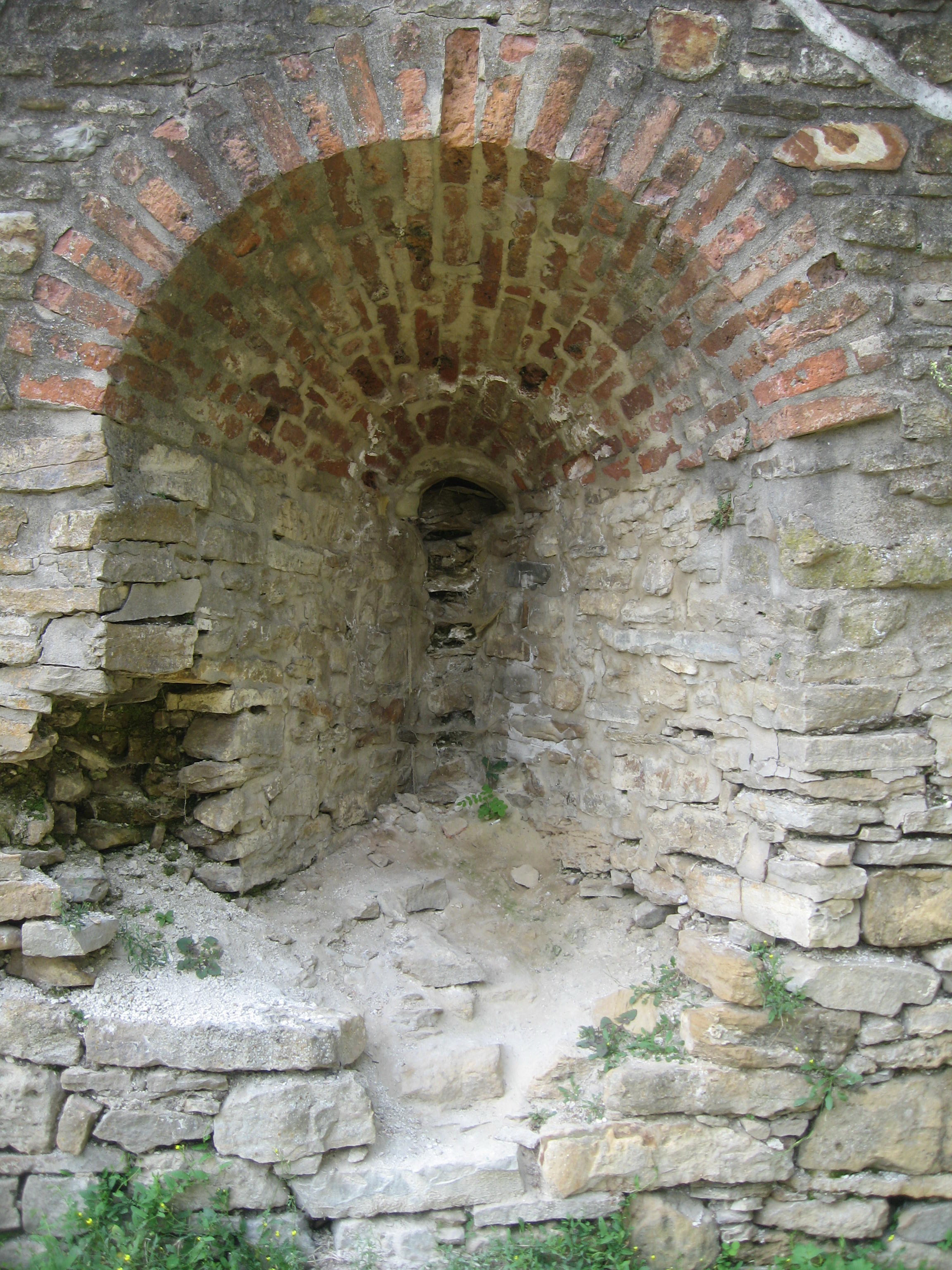
Entreu a les parets del recinte
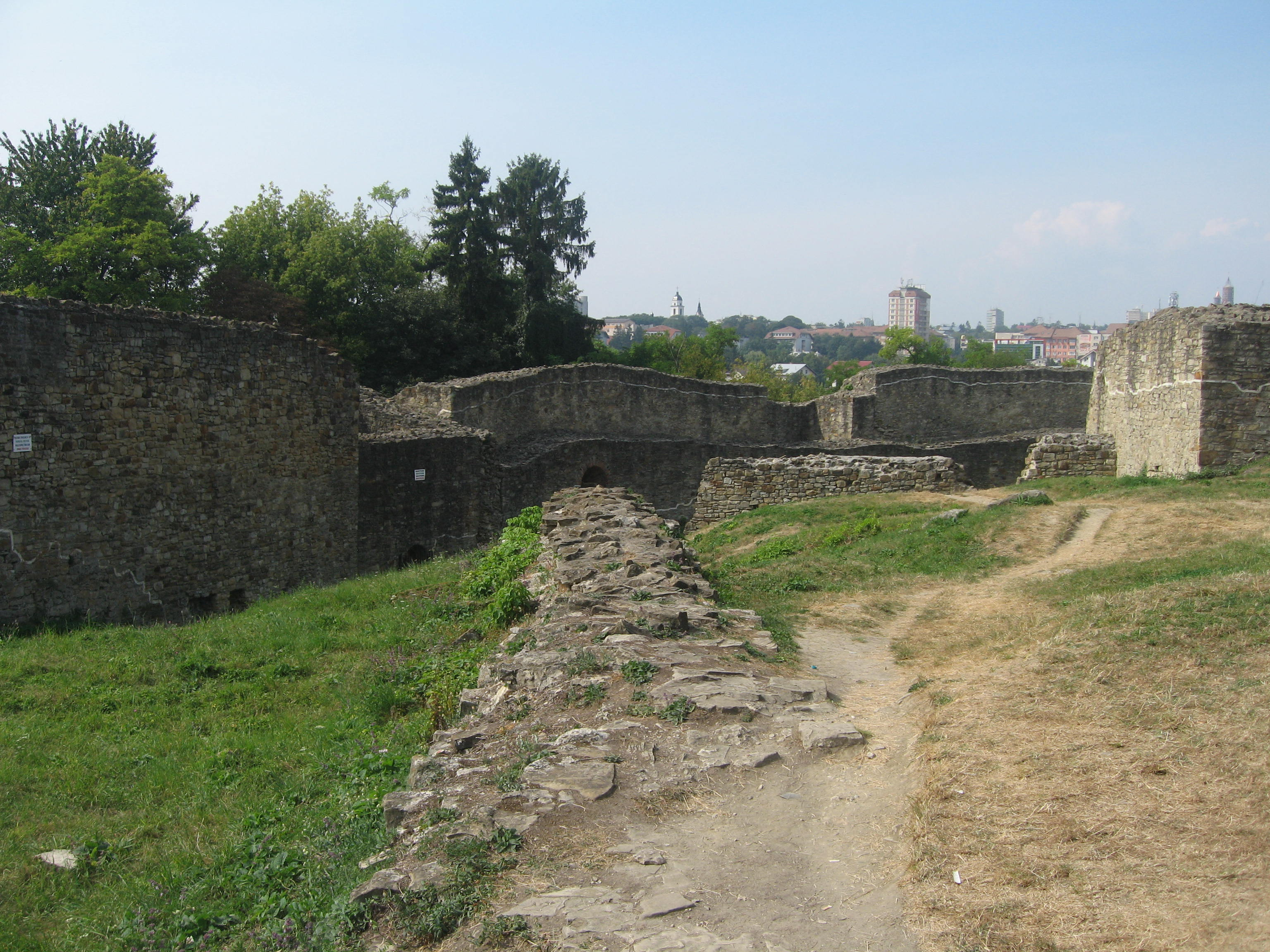
La muralla del costat sud, que data de l'època d'Alexandre el Gran i una muralla perpendicular a la mateixa, que data de l'època d'Esteban el Gran
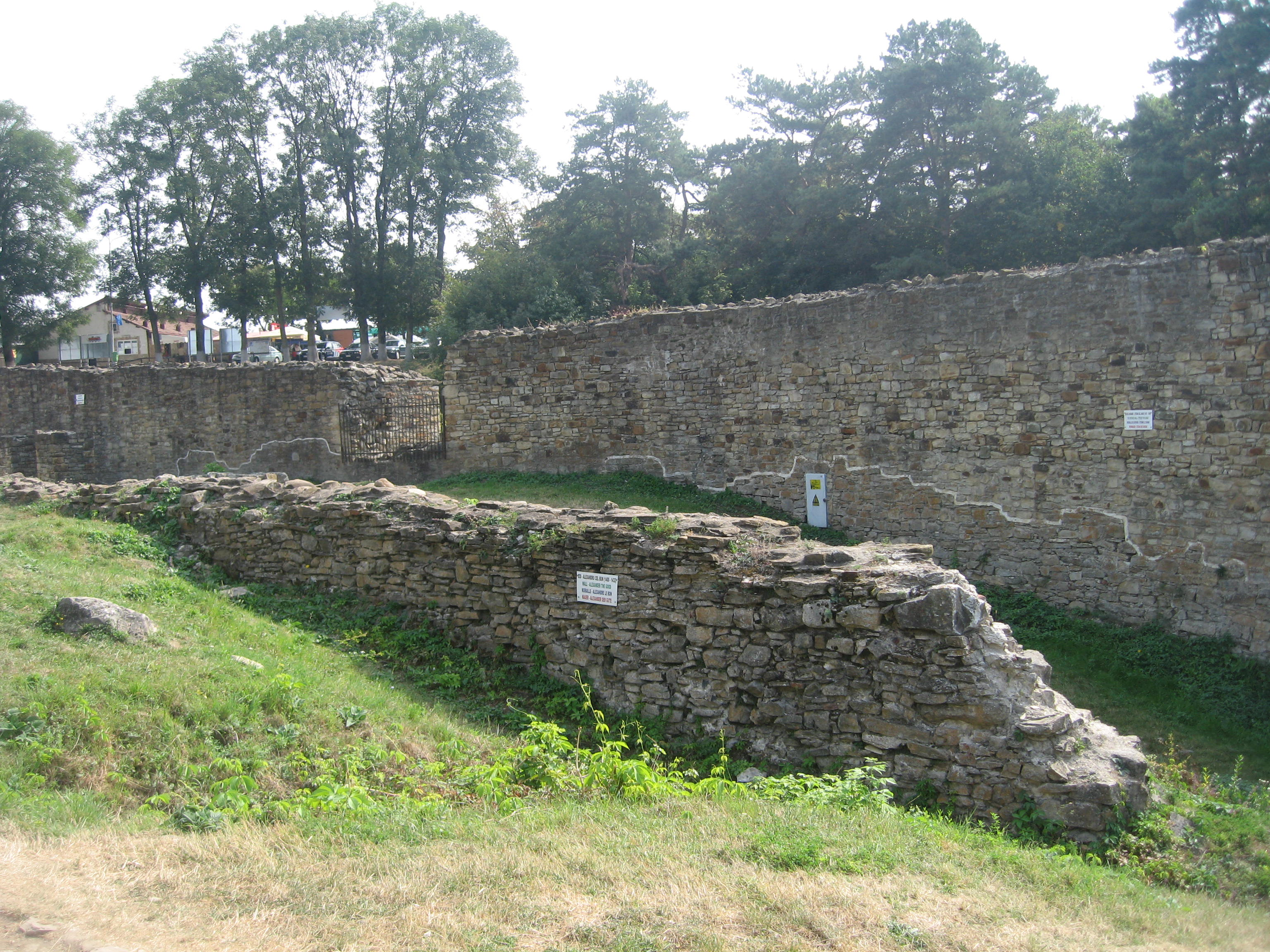
La muralla del costat sud, que data de l'època d'Alexandre el Gran
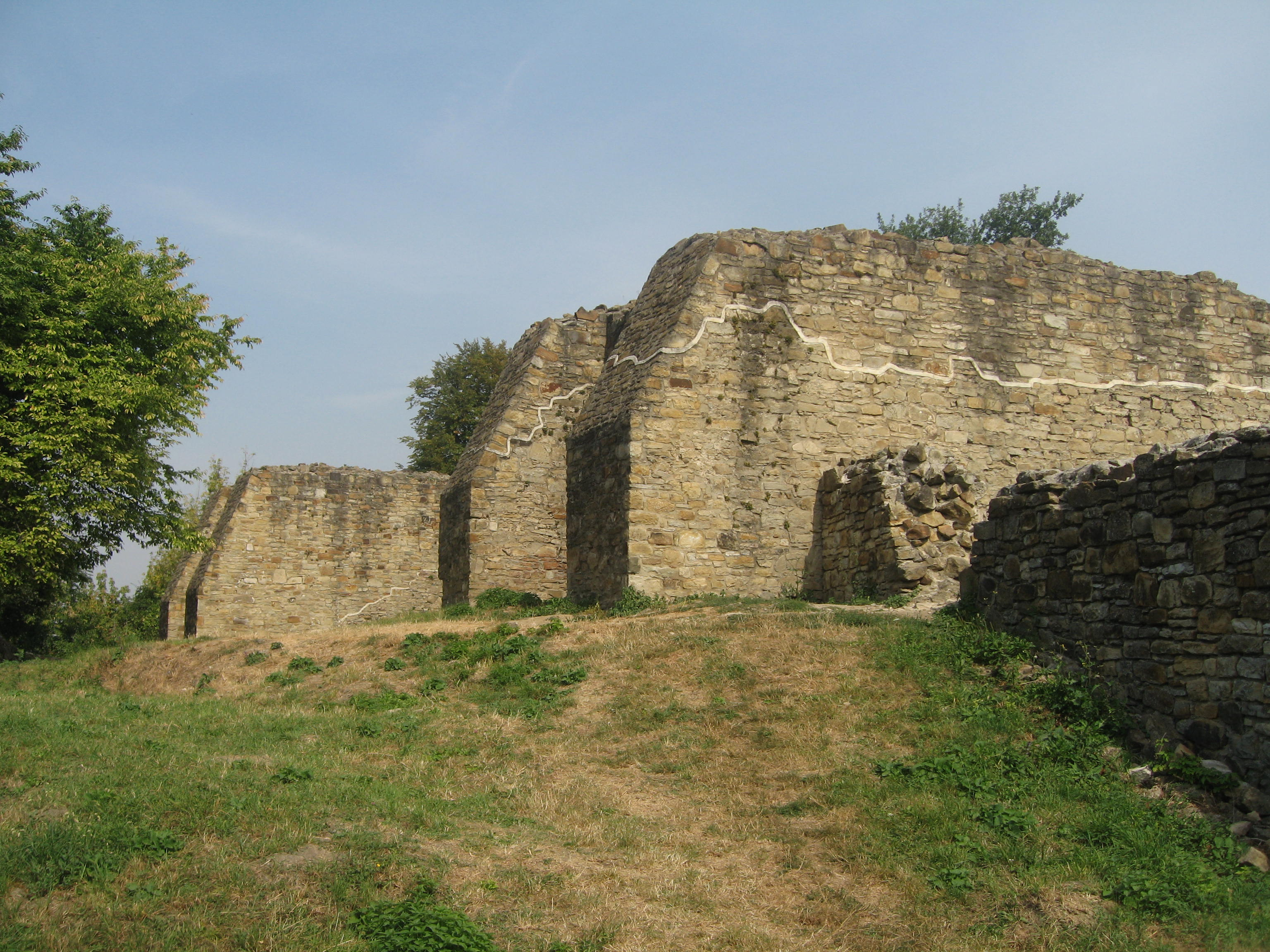
Les muralles occidentals del fort Musatine
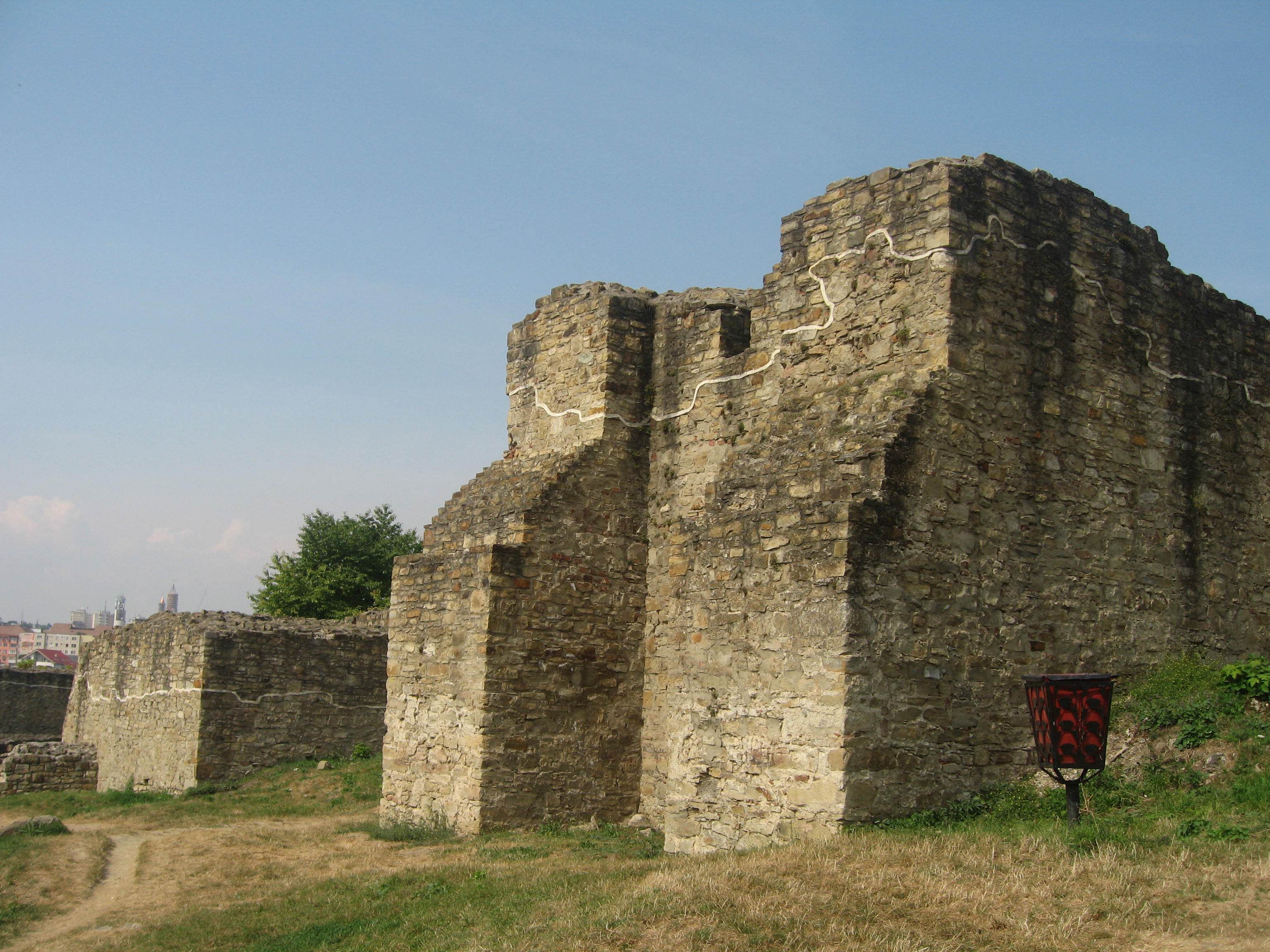
Les muralles meridionals del fort Musatine
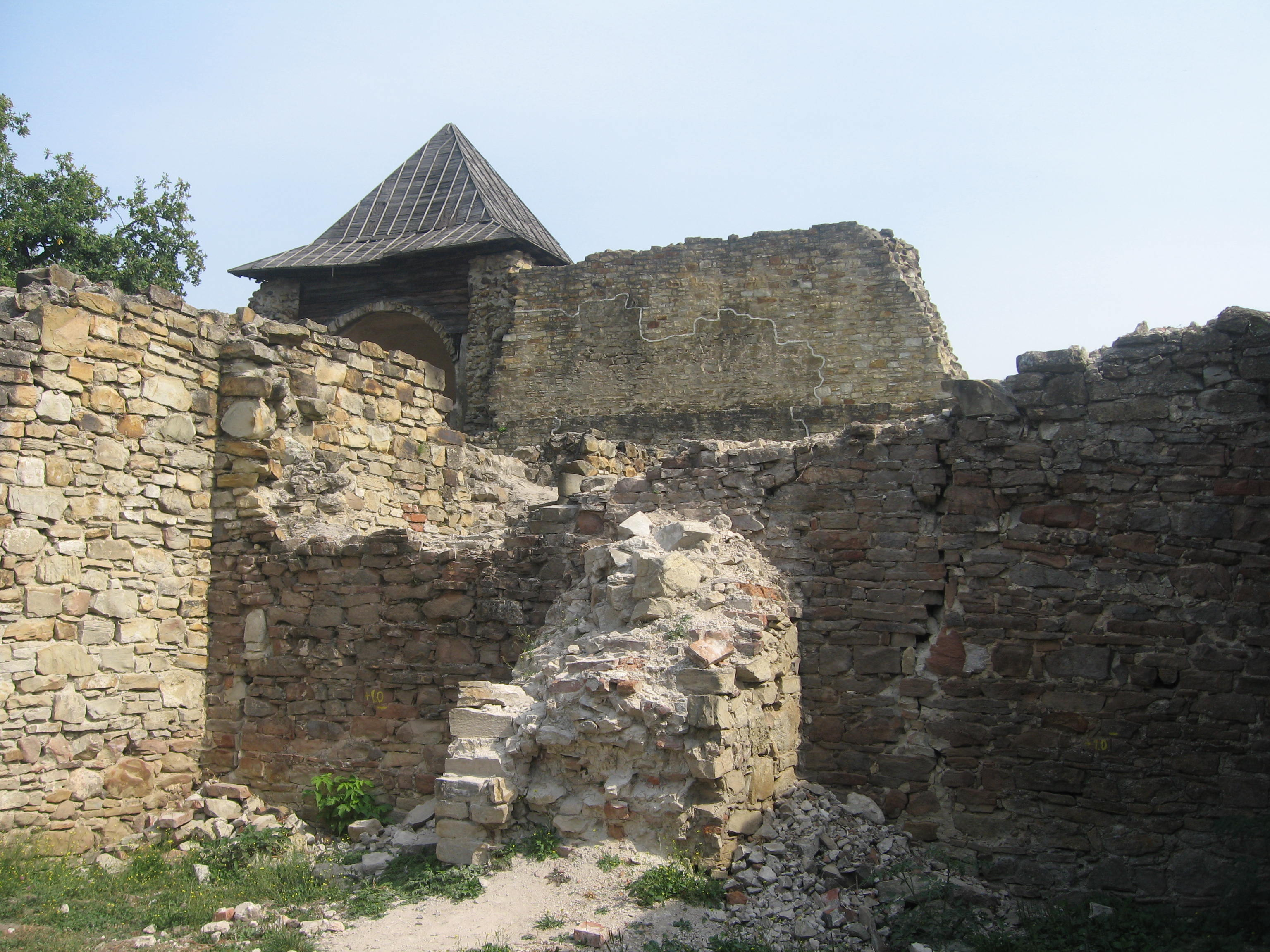
Restes de muralles al costat sud del fort Musatine
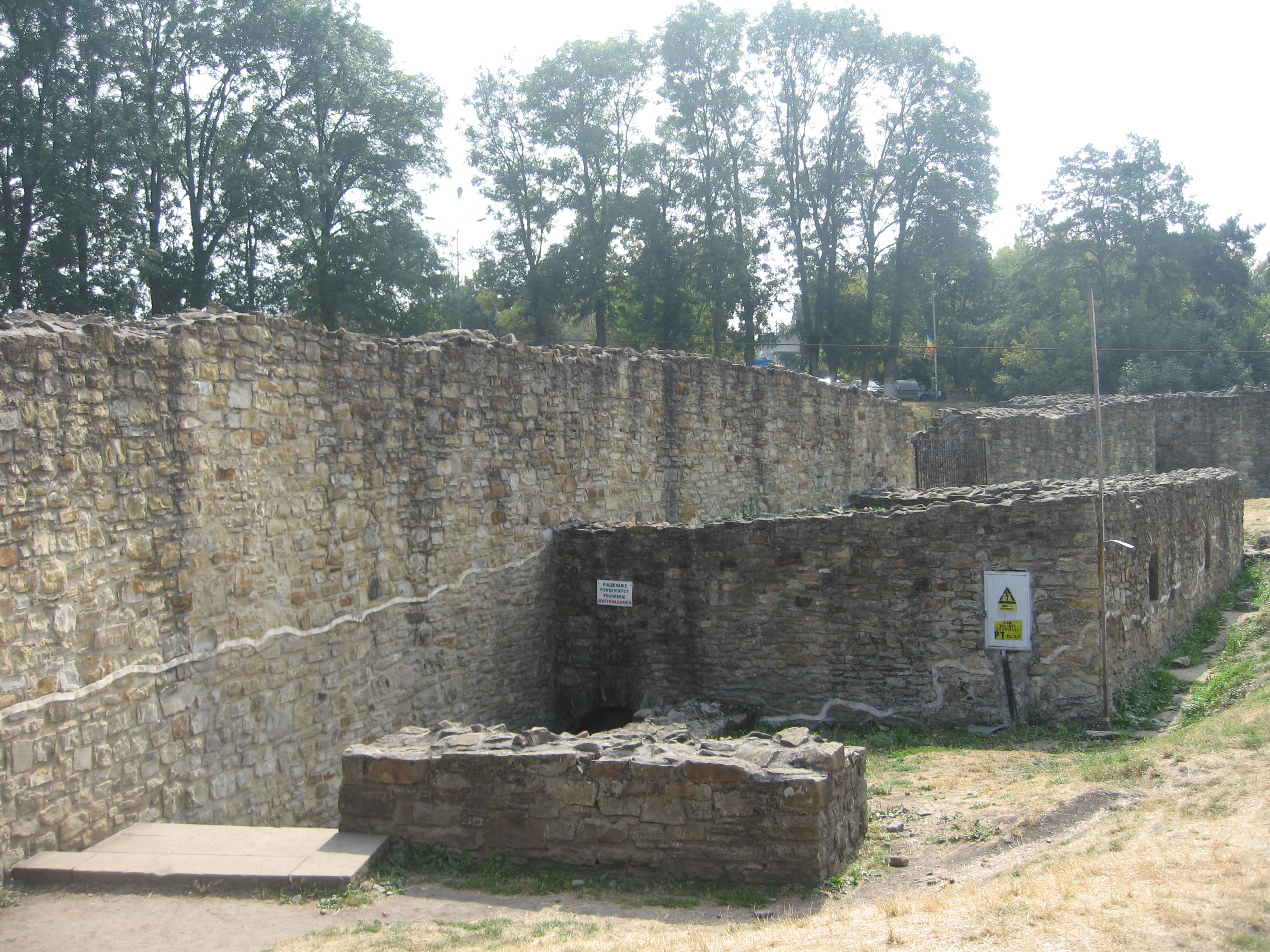
Polvorí
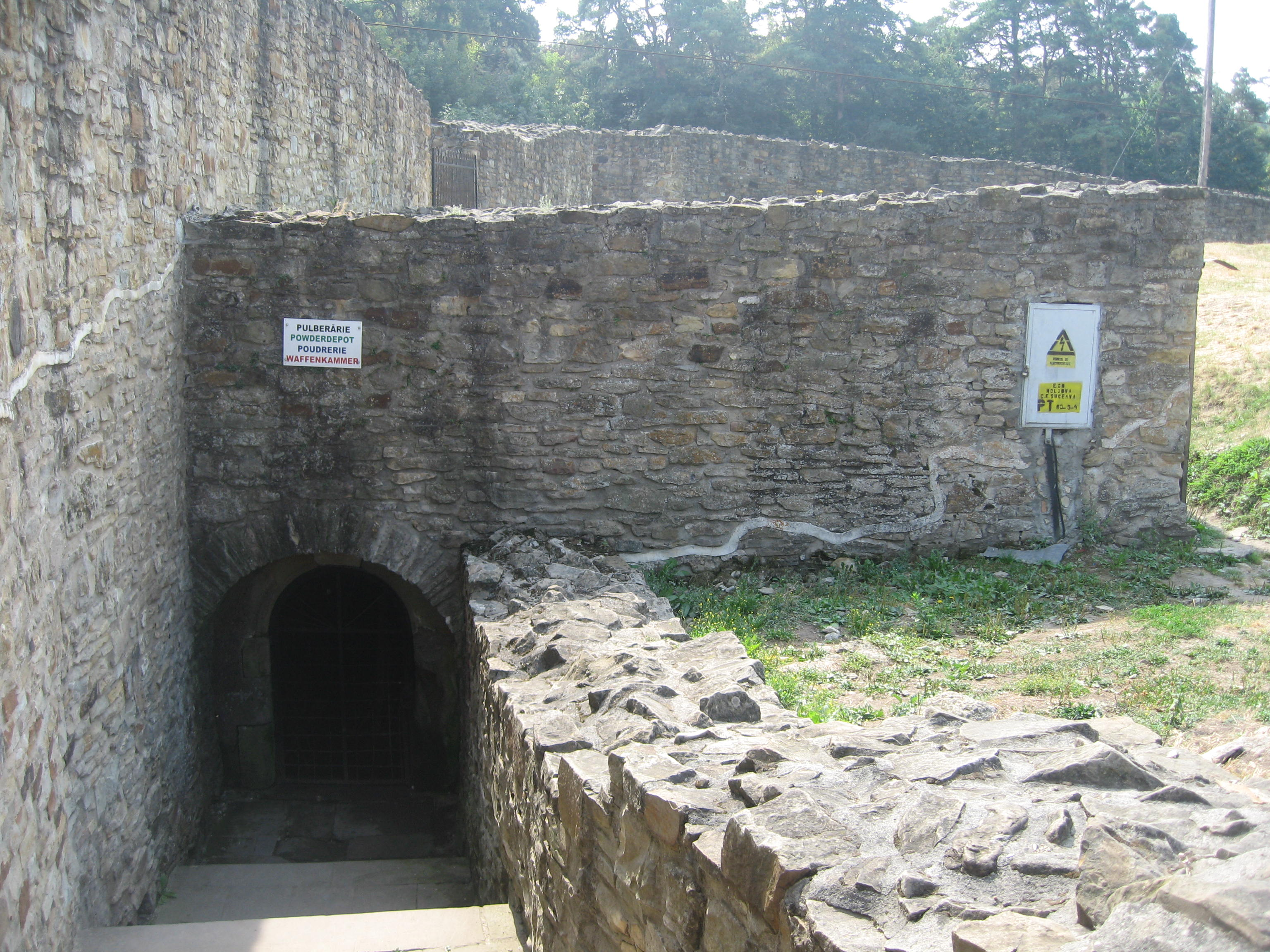
Entrant a la sala de pols

Fotos dels anys 2015 - 2016

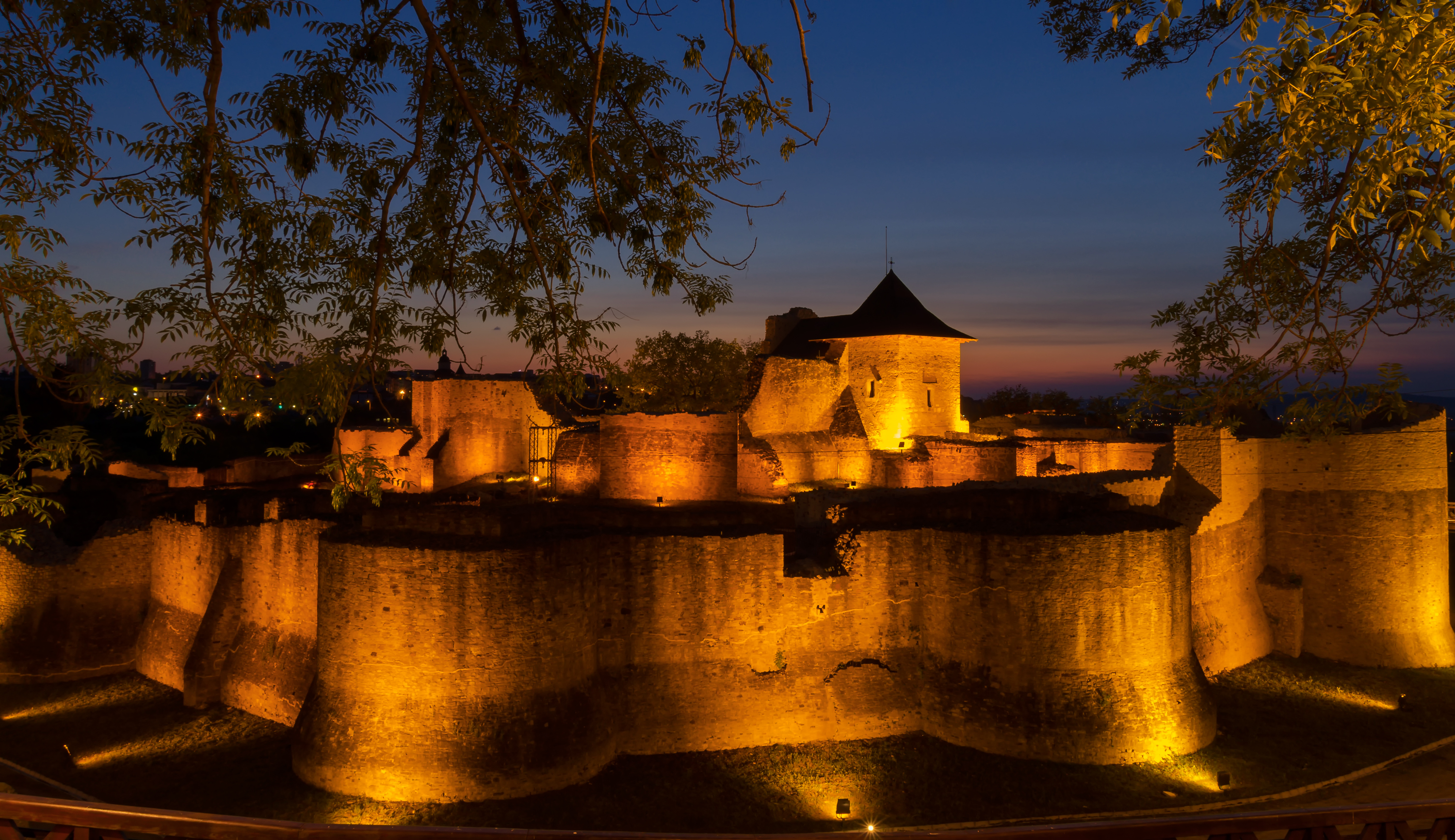
Vista nocturna amb la fortalesa del maig del 2015
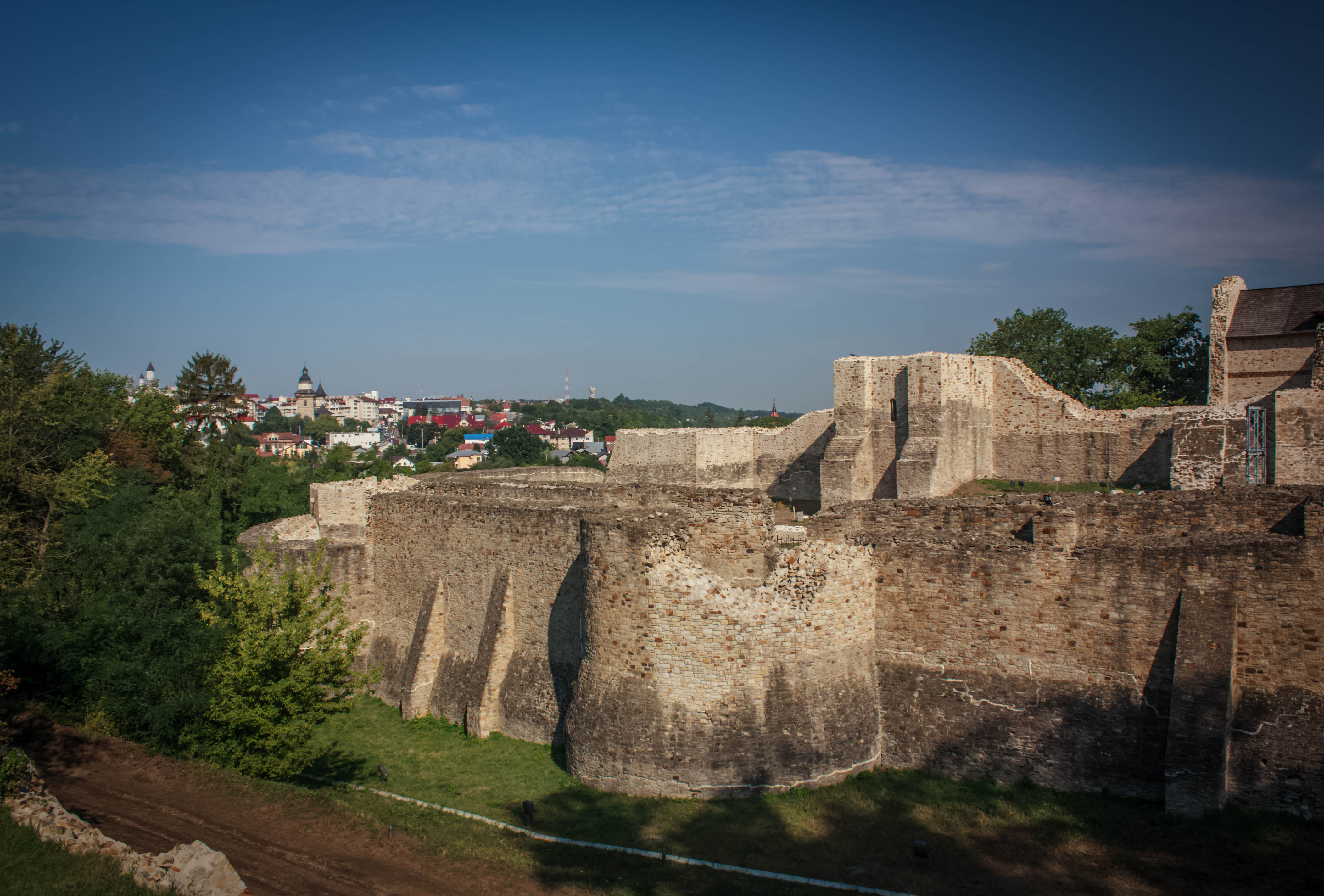
La fortalesa vista des de l'altiplà
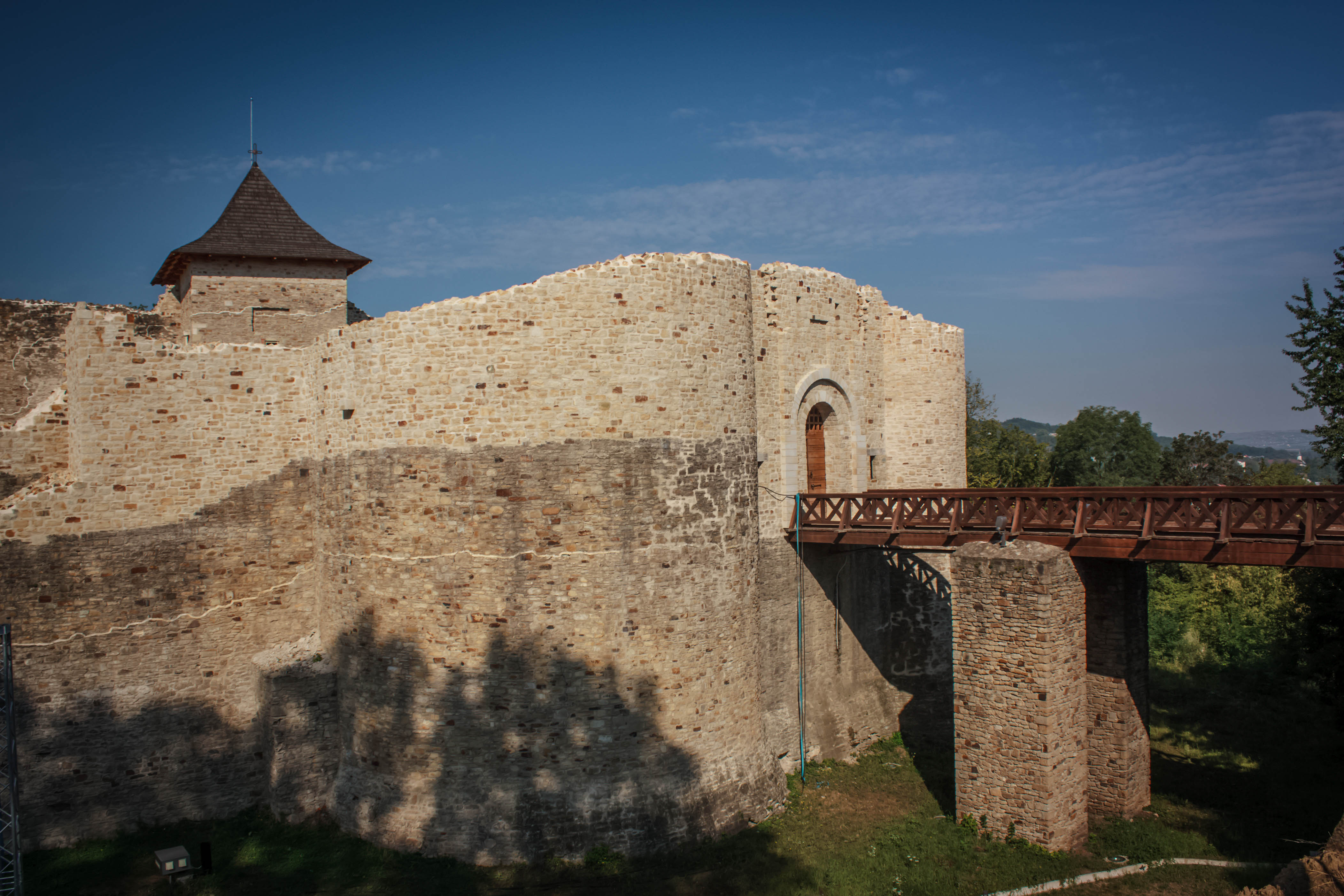
Pont d’accés i entrada pel costat nord-est
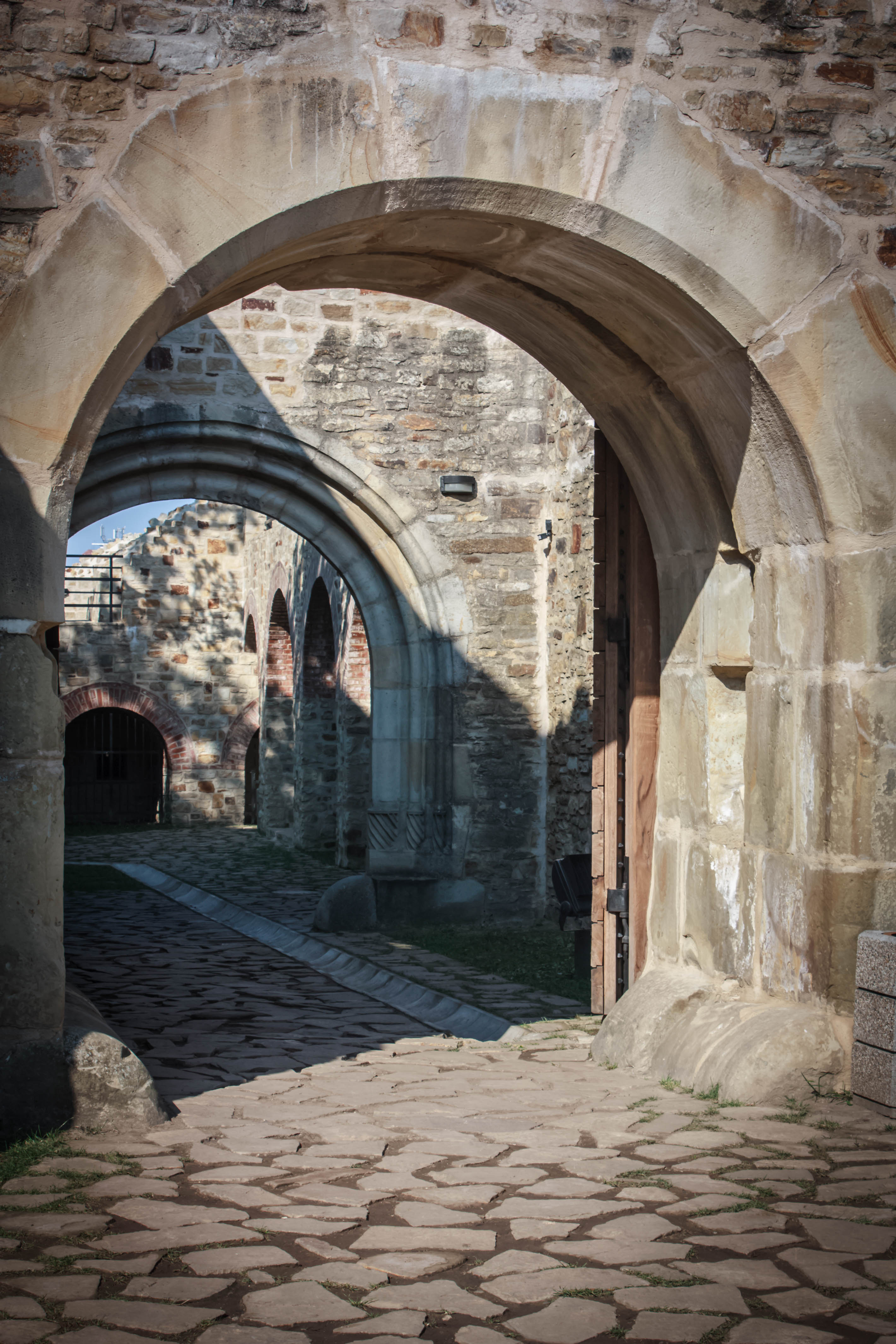
Vestíbul d'accés al costat nord-est
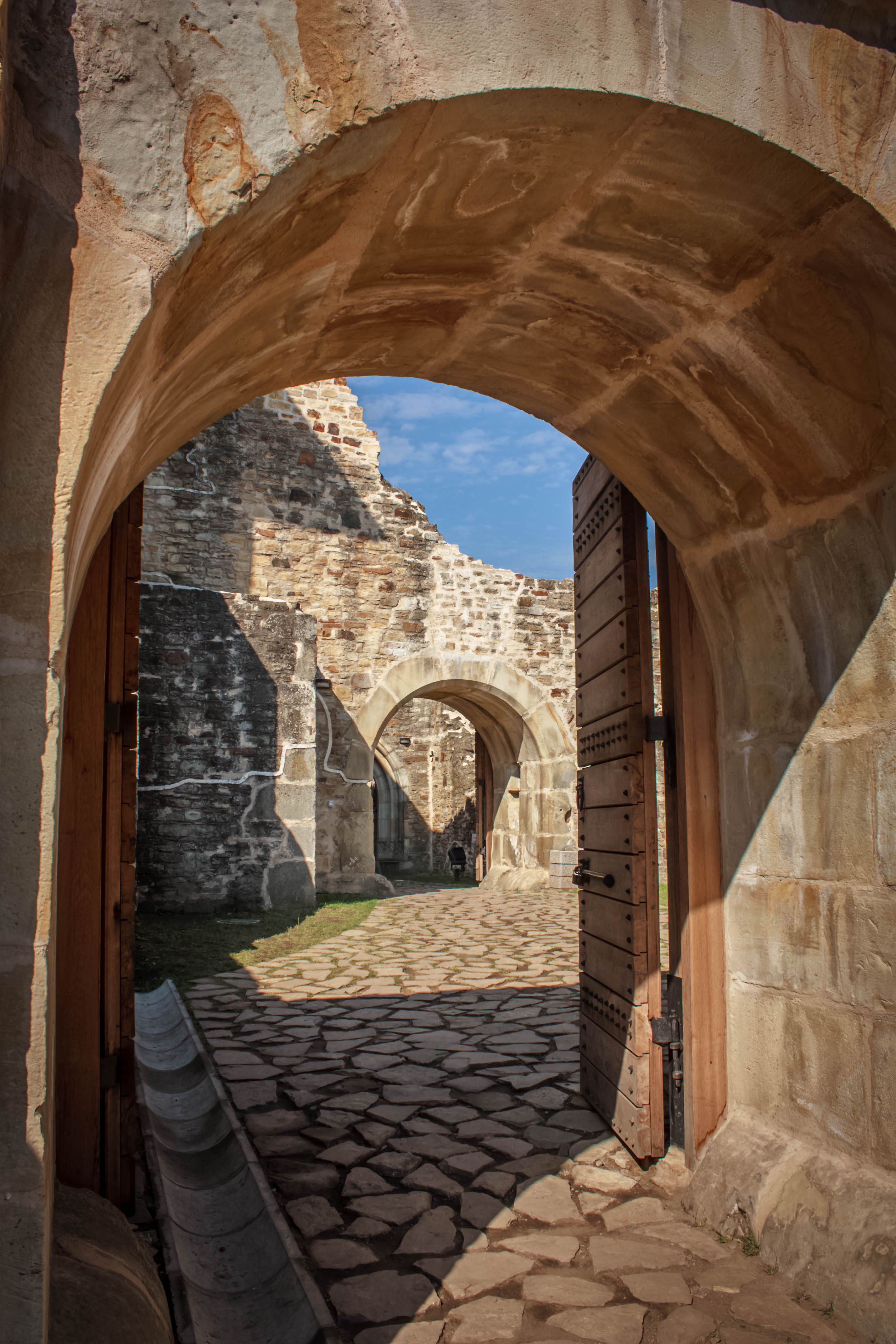
Vestíbul d'accés al costat nord-est
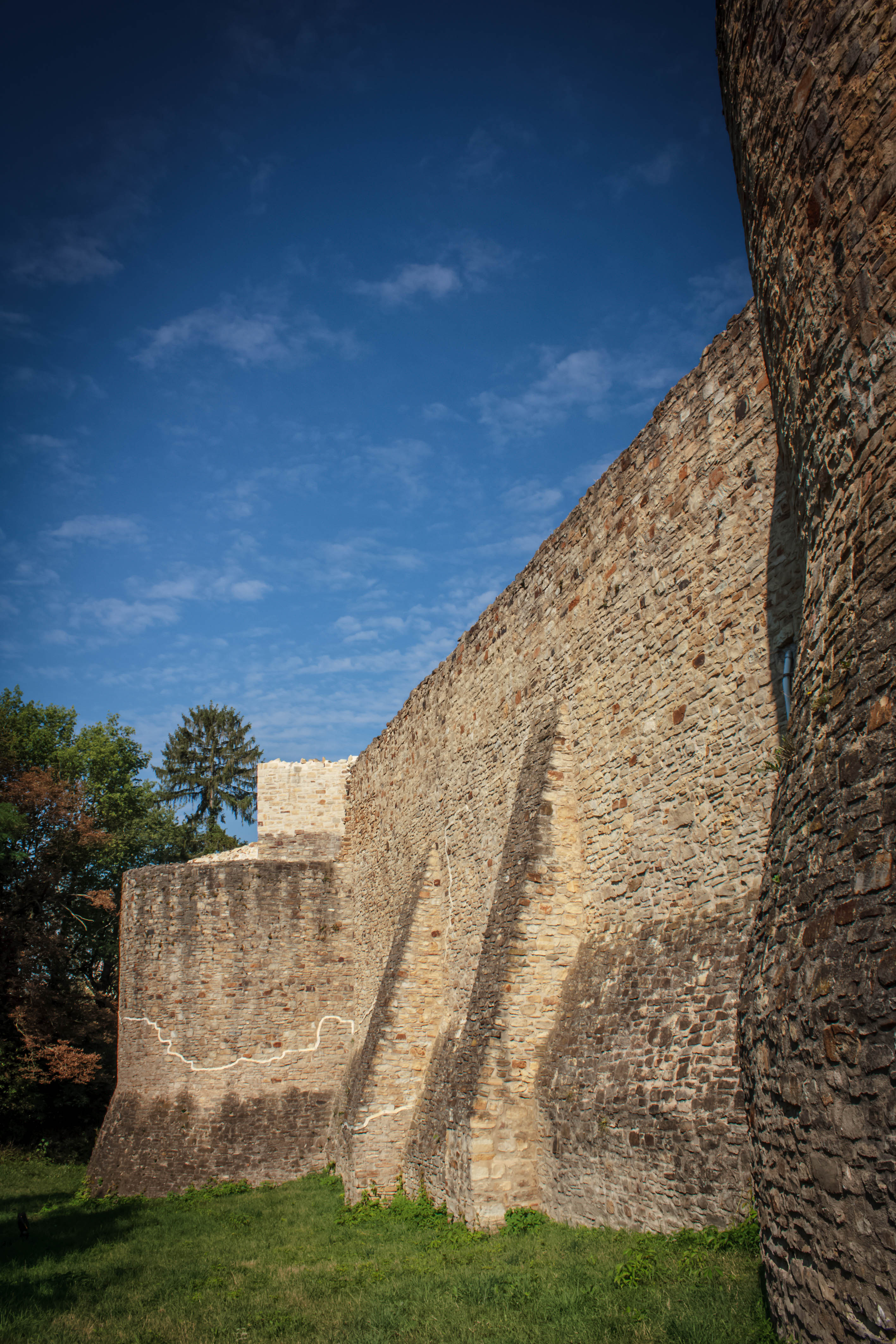
Bastió semicircular i muralla defensiva
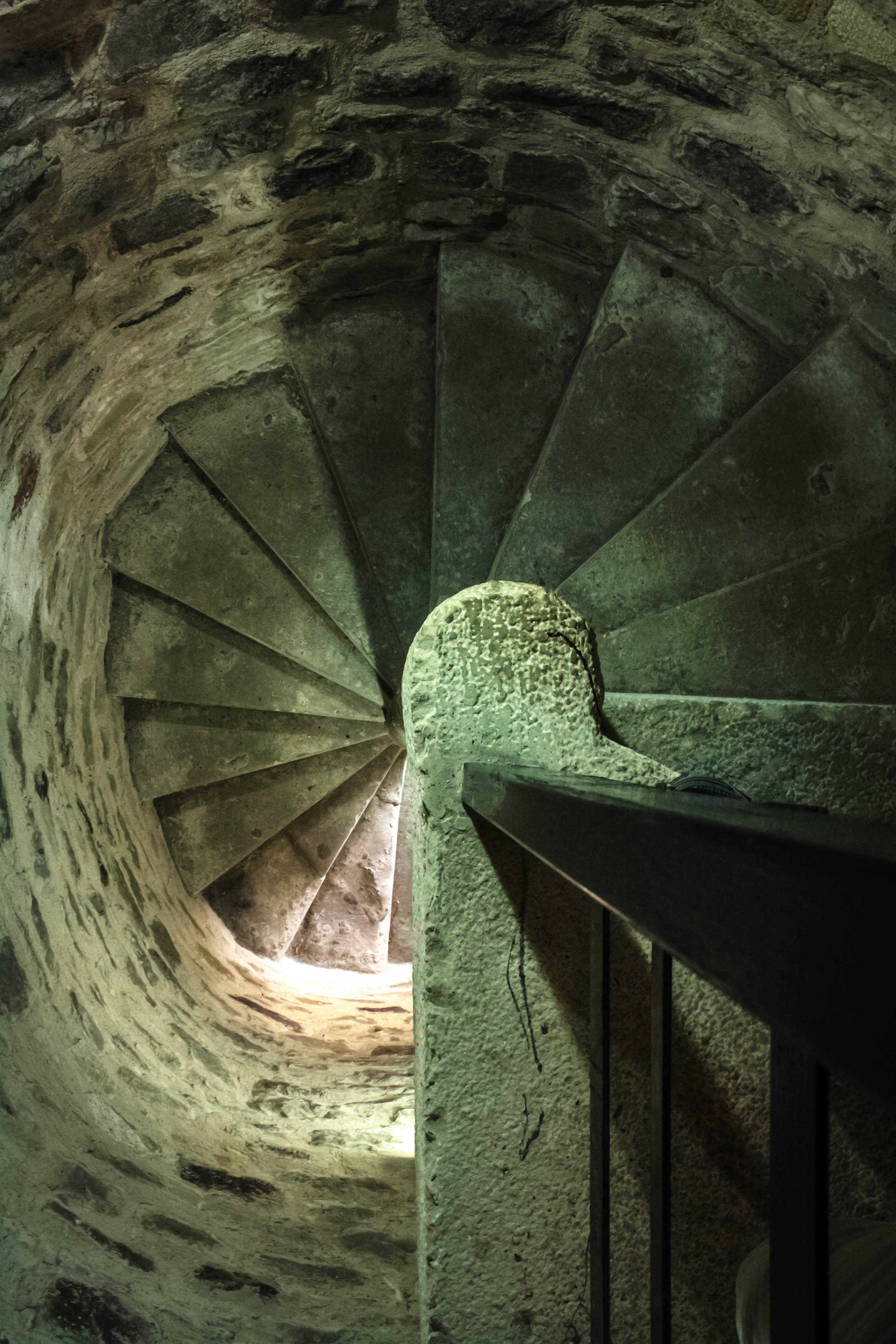
Escales d'accés a la primera planta del fort Musatine
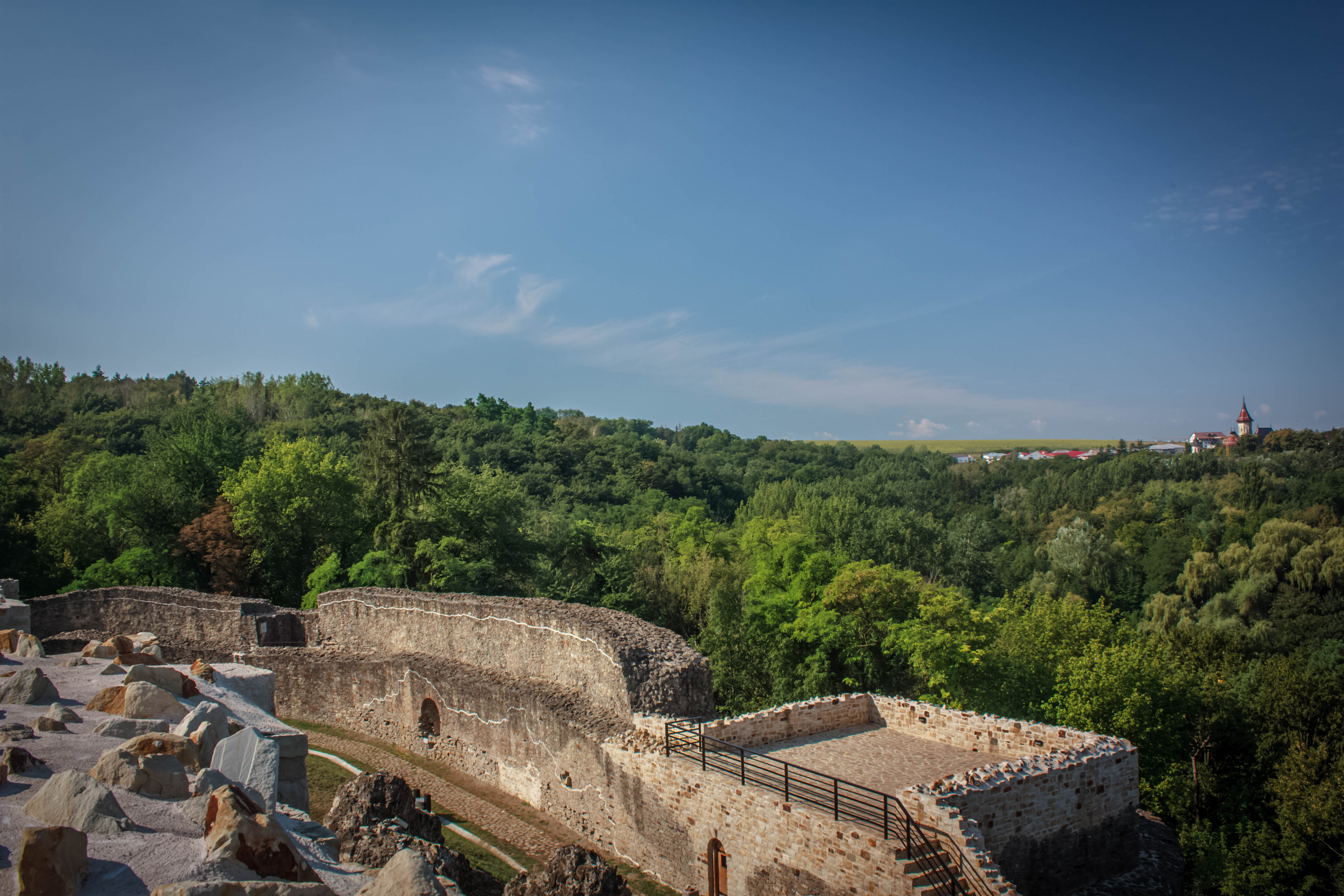
Fortificacions exteriors al costat sud-oest
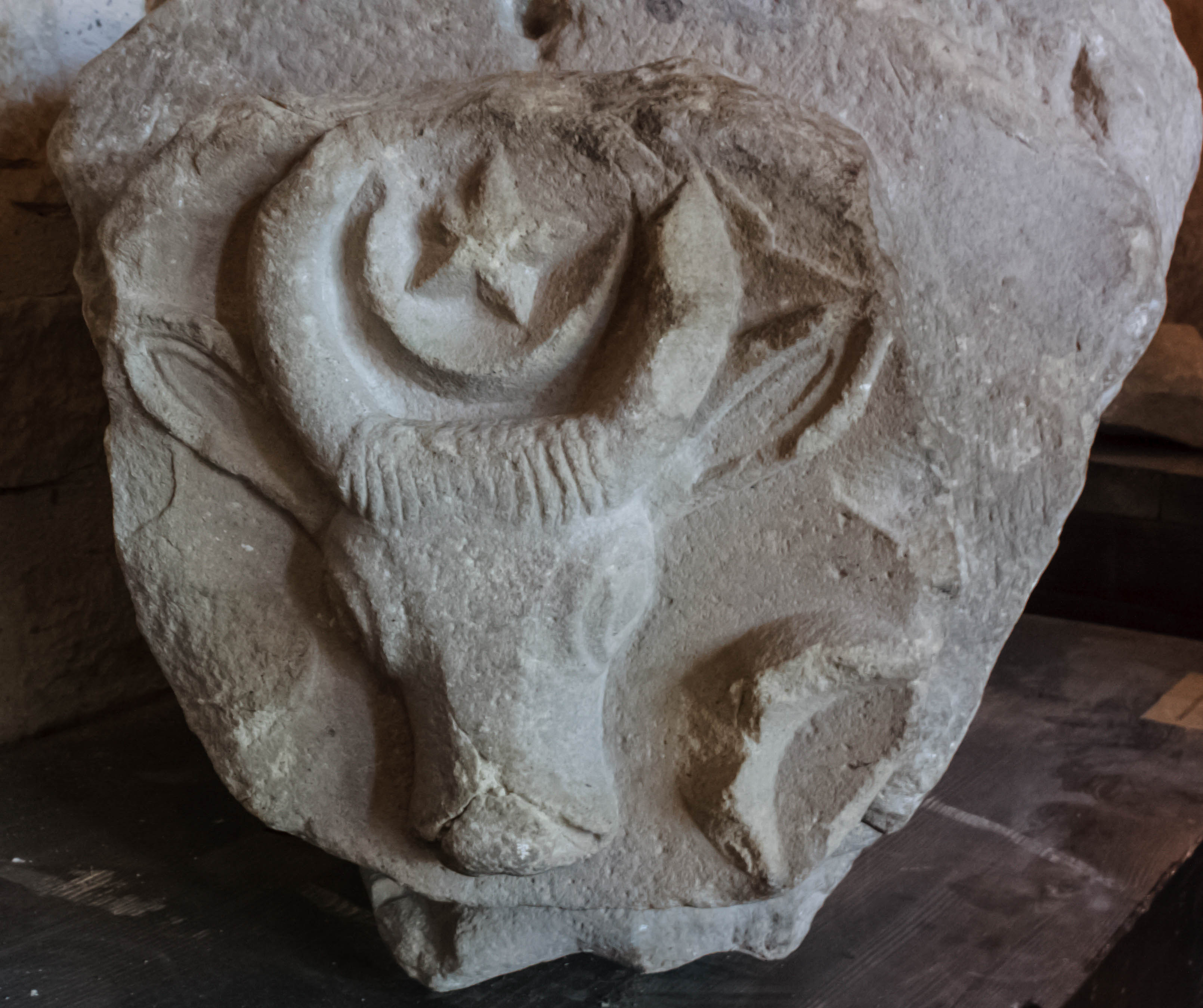
Pedra vella amb l'escut de Moldàvia
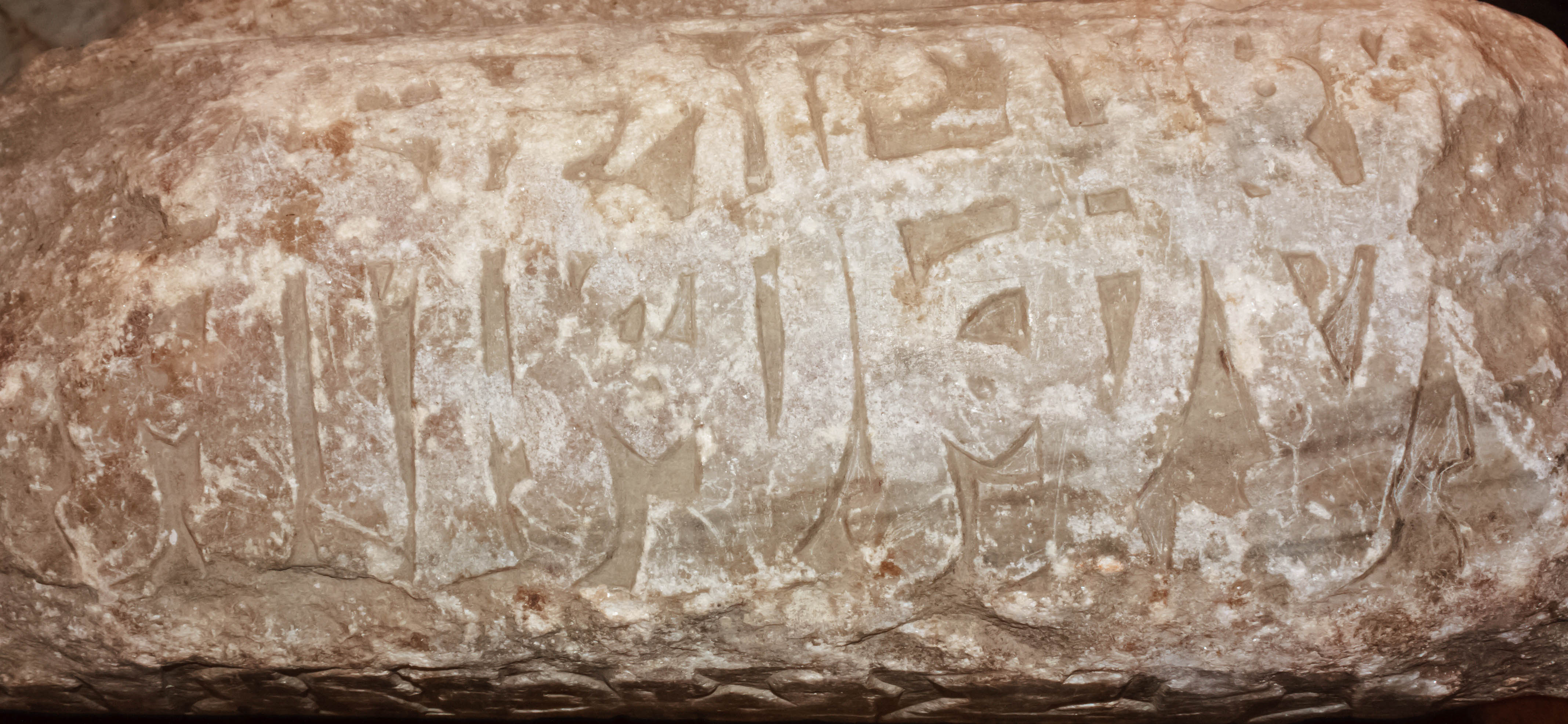
Pedra vella amb inscripcions